# デュエル・マスターズ (アニメ)
『デュエル・マスターズ』は、同名のトレーディングカードゲームを題材とし、『月刊コロコロコミック』で連載されている松本しげのぶ作の同名の漫画を原作としたテレビアニメおよびWebアニメ。
本項では、劇場版である『デュエル・マスターズ 闇の城の魔龍凰』、『デュエル・マスターズ 黒月の神帝』、『デュエル・マスターズ 炎のキズナXX!!』も記載。

## 概要
テレビシリーズは、2002年10月から『デュエル・マスターズ（2002年版）』が開始して以降、2024年3月に『WIN 決闘学園編』を以て終了するまでの約21年半にわたってテレビ東京系列ほかにて放送された。
開始当初は『おはスタ』ならびに『おはコロシアム』における番組コーナーの一つとして放送されていたが、『ビクトリー』の途中から単独番組として独立し、『ビクトリーV3』からは30分枠の番組へと移行した。2024年10月からは「LOST」がYouTubeなどで不定期に配信されている。

## テレビシリーズ
原作のキャラクターはデュエル・マスターズ (漫画)#登場人物を参照。

### デュエル・マスターズ
2002年10月21日から2003年4月4日に『おはスタ』内で放送。全26話。おはスタでは途中までの放送で、続きはキッズステーションなどで放送された。DVD全9巻。ナレーションは同番組の司会を務める山寺宏一。原作者の松本しげのぶは漫画とアニメでは半年のタイムラグがあることから、原作で使用していたカードを最新として使うことはできず、アニメ化に当たっては制作当時発売中のカードに置き換える必要があったため、アニメーターにとって大きな負担になっていたであろうとコロコロコミックとのインタビューの中で話している。
ストーリー
原作と違い、最初からデュエル・マスターズカードのアニメとして開始した事とアニメ放送中の最新弾のカードを登場させる都合からデュエル内容は全てアニメオリジナル。神殿編の前にアニメオリジナルとして、「デュエル・マスターズバトルアリーナ」というJDC主催の公式大会があり、勝舞が優勝している。神殿編以降の流れは大まかに原作と共通しており勝舞がデュエル恐怖症になる8巻相当までが該当する。後に『チャージ』1話に繋がる26〜52話が制作され、海外でのみ放送された。
アニメオリジナルキャラクター
真中 紗雪（まなか さゆき）
声 - 千葉紗子
勝舞のクラスメイトの女の子。今作の最初から『チャージ』の最後までレギュラーで登場。素でとぼけた発言の多い勝舞にツッコミを入れることが多く、勝舞以外の人物へのツッコミも多い。デュエルの実力は低く、勝舞には全く勝てないが、れく太が相手なら負けなしの模様。
ナイト
声 - 小西克幸
アジア最強のデュエリスト。原作におけるNACの立場だが、デザインは全く異なり、今作の1話で勝舞と初対面で、『チャージ』の最後までレギュラーで登場する。『チャージ』ではドラゴンマスクとして勝舞とデュエルしたこともある。
角古 丸雄（かどこ まるお）
声 - 龍田直樹
れく太の父で、カードショップコロンコロンの店長。原作でカードショップころんころんの店長は、ただの顔なじみ。
小熊 緑
声 - 永島由子
勝舞のクラス担任の先生。勝舞が学校にデュエル・マスターズカードを持ってきては注意しているが、自分も学校にデッキを持ってきており、学校の外ではデュエル仲間。原作での先生は名無しの男性だが、小熊先生に似た女性の先生も登場している。
導師
声 - 中村秀利
神殿にいる謎の男で、原作で「マスター」と言われる人物。白凰を世界に通用するデュエリストにするために神殿を作り、白凰に全てを捨てて強くなるよう命じた。白凰が勝舞に敗れて以降は登場しなくなった。
デュエルジャッカー・ショー
声 - 森久保祥太郎
今作と『チャージ』のバトルアリーナの司会。『ゼロ デュエル・マスターズ』、『デュエル・マスターズ クロス』、『闇の城の魔龍凰』、『黒月の神帝』にも登場。『クロス』では「DJショー」とクレジットされ、劇中で「ディージェイ・ショー」と言われることもある。
猿山 武志
声 - 鈴村健一
バトルアリーナに登場。外見は猿に近く、竹馬に乗っておりバナナ好き。自然単色デッキを使い、予選の最後に勝舞と戦う。
猿山 剛志
声 - 下山吉光
バトルアリーナに登場。猿山武志の弟。体格がごつく、猿よりゴリラに近い。自然・水のデッキを使い、大会開始前に勝舞に挑み、強力なクリーチャーに頼った戦術が裏目に出て敗北。
トウバン・ジャン
声 - 陶山章央
バトルアリーナに登場。決勝前のエキシビションマッチでの白凰の対戦相手。デッキタイプと戦術が勝舞と酷似。
スタッフ（2002年版・チャージ共通）
- 原作 - 松本しげのぶ（小学館「コロコロコミック」連載）
- 監督 - 鈴木輪流郎
- シリーズ構成 - 西園悟
- スーパーバイザー - Joe Hauck、Paul Adachi、佐上靖之、森内譲
- アドバイザー - Bryan Kinsella（2002年版のみ） → James Szubski（チャージのみ）、益江宏典、中坪知幸
- TCGアドバイザー - 中村聡〔第1話 - 第72話〕 → 真木孝一郎（キッズステーション）〔第73話 - 第78話〕
- キャラクターデザイン - マサユキ（2002年版のみ） → 平岡正幸（チャージのみ）
- 美術監督 - 金村勝義
- 色彩設定 - 大武恭子（第1話 - 第18話） → 藤田弘美（第19話 - 第52話） → 山部一久（第53話 - 第78話）
- 撮影監督 - 渡辺宣之
- 編集 - 瀬山武司
- 音響監督 - 明田川仁
- 音楽 - 五十嵐"IGAO"淳一
- 音楽プロデューサー - 田中統英
- 音響プロデューサー - 南沢道義、西名武
- ミキサー - 平野延平
- 調整 - 松中秀紀（チャージのみ）
- 録音 - 松中秀紀（2002年版のみ） → 細貝真弓
- 音響効果（2002年版のみ） → 効果（チャージのみ） - 北方将実
- 録音スタジオ・音響制作（チャージのみ） - HALF H・P STUDIO
- 音響制作担当 - 伊藤巧
- デジタル編集 - 瀬山編集（2002年版のみ） → 森田編集室（チャージのみ）
- ビデオ編集 - イマジカ
- アニメーションプロデューサー - 光延青児、安部正次郞（2002年版のみ）
- プロデューサー - 中沢利洋、神宮字真
- アシスタントプロデューサー - 山本愼仁（2002年版のみ）
- アニメーション制作 - スタジオ雲雀、A・C・G・T（2002年版のみ）
- 製作 - 小学館プロダクション
- ©2003　Wizards of the Coast／Shogakukan／Mitsui－Kids ©小学館プロダクション（2002年版のみ） → ©2004.Wizards of the Coast. Shogakukan.Mitsui/kids.ShoPro（チャージのみ）

主題歌（2002年版・チャージ共通）
『夢が叶うとき』
作詞 - Nao / 作曲・編曲 - 五十嵐"IGAO"淳一 / 歌 - Nao
各話リスト
| 話数 | サブタイトル           | 脚本     | 絵コンテ                         | 演出         | 作画監督            |
| ---- | ---------------------- | -------- | -------------------------------- | ------------ | ------------------- |
| 1    | これがデュエルだ!      | 西園悟   | 宮下新平                         | 宮下新平     | 平岡正幸            |
| 2    | 忍びよる影             | 西園悟   | 加納綾                           | 大宅光子     | 大島巧              |
| 3    | 暗黒の挑戦者           | 西園悟   | 加納綾                           | 三宅雄一郎   | 江上夏樹            |
| 4    | 勝利を目指せ!          | 金巻兼一 | 則座誠 高乗陽子                  | 則座誠       | 宮田奈保美          |
| 5    | バトルアリーナへ       | 山口亮太 | 桝井剛                           | 桝井剛       | 三浦日出夫          |
| 6    | 白凰、奇跡のデュエル   | 赤星政尚 | 宮下新平                         | 宮下新平     | 山口保則            |
| 7    | 蛇美羅の罠             | 西園悟   | 加納綾                           | 大宅光子     | 高乗陽子 鍵山仁志   |
| 8    | 激闘! 進化クリーチャー | 山口亮太 | 加納綾 あみさきりょうこ 原由美子 | 太田知章     | 江上夏樹            |
| 9    | 神殿へ                 | 金巻兼一 | 則座誠 高乗陽子 山内東生雄       | 則座誠       | 鎌田祐輔 宮田奈保美 |
| 10   | 新たなる切り札         | 西園悟   | 桝井剛                           | 桝井剛       | 三浦日出夫          |
| 11   | マナをあやつる男       | 赤星政尚 | 宮下新平                         | 宮下新平     | 山口保則            |
| 12   | その名は四天衆!        | 金巻兼一 | 鈴木輪流郎                       | 五月女浩一朗 | 高乗陽子 鍵山仁志   |
| 13   | 速攻VS速攻             | 西園悟   | 早川啓二                         | 早川啓二     | 坂巻貞彦            |
| 14   | 炎の大逆転             | 山口亮太 | 宮下新平 平岡正幸                | 宮田亮       | 今泉賢一            |
| 15   | 黄昏の四天衆           | 西園悟   | 三宅雄一郎                       | 三宅雄一郎   | 江上夏樹            |
| 16   | ミミの決意             | 金巻兼一 | 桝井剛                           | 桝井剛       | 三浦和也            |
| 17   | 最低のデュエリスト     | 赤星政尚 | 宮下新平                         | 宮下新平     | 山口保則            |
| 18   | 迫り来る影             | 西園悟   | 早川啓二                         | 早川啓二     | 坂巻貞彦            |
| 19   | 笑う死神               | 赤星政尚 | 鈴木輪流郎                       | 宮下新平     | 山口保則            |
| 20   | 発動! 真のデュエル     | 金巻兼一 | 太田知章                         | 太田知章     | 江上夏樹            |
| 21   | 決戦!                  | 西園悟   | 宮下新平                         | 宮下新平     | 山口保則            |
| 22   | 最後の切り札           | 西園悟   | 鈴木輪流郎                       | 鈴木輪流郎   | 森川均              |
| 23   | 新たなる挑戦者         | 西園悟   | 三宅雄一郎                       | 三宅雄一郎   | 大島巧              |
| 24   | デュエリストキラー     | 西園悟   | 桃瀬まりも                       | 土屋日       | 村上勉              |
| 25   | 勝舞、夕日に散る       | 西園悟   | 宮下新平                         | 太田知章     | 江上夏樹            |
| 26   | よみがえれ、勝舞!      | 山口亮太 | 鈴木芳成                         | 鈴木芳成     | 山口保則            |
放送局
テレビ東京系列以外では、2003年10月から2004年3月まで、30分に編集したものが放送され、放送時間は個別に出典が提示されているものを除き、2003年11月時点のものを使用。
- テレビ東京系列ほか（『おはスタ』ネット局、同時ネット）
- 青森朝日放送（日曜 6:30 - 7:00）
- テレビ岩手（土曜 4:30 - 5:00）
- 東日本放送（土曜 6:00 - 6:30）
- テレビユー山形（木曜 16:50 - 17:20）
- 福島放送（土曜 7:00 - 7:30）
- チューリップテレビ（2003年10月5日 - 2004年3月28日、日曜 6:00 - 6:30[5]）
- 北陸放送（ - 2004年4月17日、土曜 6:45 - 7:15[6]）
- 信越放送（土曜 7:00 - 7:30）
- 日本海テレビ（土曜 5:00 - 5:30）
- 四国放送（金曜 16:30 - 17:00）
- 愛媛朝日テレビ（土曜 6:45 - 7:15）
- 長崎文化放送（土曜 7:00 - 7:30）
- 大分放送（土曜 6:00 - 6:30）
- 宮崎放送（木曜 5:30 - 6:00）
- 鹿児島放送（木曜 16:30 - 17:00）

### デュエル・マスターズ チャージ
2004年4月19日から2006年3月30日に『おはスタ』内で『デュエル・マスターズラボ』『絶体絶命でんぢゃらすじーさん』『Hi Hi Puffy AmiYumi』などと交互に隔週放送。全52話。DVDは発売されていないが、2008年6月末よりTSUTAYA限定でレンタル開始。キッズステーションにて頻繁に再放送は行われている。2006年3月、カードゲームの売り上げ不振の赤字や玩具会社タカラとトミーの吸収合併に伴い、アニメ制作は急遽打ち切りとなり結局、最後は原作第1部と同じバッドエンドとなった。これ以降のシリーズには繋がらない。
ストーリー
（前半）Dr.ルートの元で修行を重ね、バトルアリーナに出場した勝舞、白凰、ミミ、ジョージ。しかし、不亞幽の手により大会は棄権者続出の異常事態に。幽の目的は覚醒したカードと、カードを覚醒させる力を持つデュエリストを探すことだった。謎のデュエリスト・バケツマンと、謎の少女・幽の真実とは。
（後半）勝舞とれく太は奪われた白凰の記憶を取り戻すため、黒城は不亞家への復讐を果たすため不亞城を探し放浪を続ける。しかし不亞家の魔の手は、留守を待つ白凰の元へと忍び寄っていた。果たして勝舞は友と世界を救うことができるのか。

各話リスト
| 話数 | サブタイトル          | 脚本     | 絵コンテ            | 演出                    | 作画監督                           |
| ---- | --------------------- | -------- | ------------------- | ----------------------- | ---------------------------------- |
| 1    | チャージ!!!!          | 西園悟   | 平岡正幸            | 鈴木輪流郎              | 平岡正幸                           |
| 2    | バトルアリーナ開幕    | 赤星政尚 | 康村諒              | 宮田亮                  | 今泉賢一                           |
| 3    | 黒い包囲網            | 西園悟   | 江島泰男            | 宮下新平 カサヰケンイチ | 平岡正幸 山口保則 波風立流         |
| 4    | 立ち塞がる罠          | 赤星政尚 | 宮下新平            | 宮田亮                  | 今泉賢一                           |
| 5    | ラストデュエル        | 西園悟   | 楠葉宏三            | 山崎友正                | 平岡正幸 山口保則                  |
| 6    | デュエル道場!!        | 西園悟   | 日高麗              | 宮田亮                  | 今泉賢一                           |
| 7    | おむつデスマッチ!     | 赤星政尚 | 犬川犬夫            | 武山遊山                | 山口保則 平岡正幸                  |
| 8    | 謎のドラゴンマスク!   | 西園悟   | 鈴木輪流郎          | 宮田亮                  | 今泉賢一                           |
| 9    | 最弱のデュエリスト!?  | 赤星政尚 | 康村諒              | 山崎友正                | 山口保則 前田一雪                  |
| 10   | 敵は自分!             | 西園悟   | 犬川犬夫            | 秋田谷典昭              | 江上夏樹                           |
| 11   | 愛とデュエル!         | 西園悟   | 鈴木輪流郎          | 宮田亮                  | 今泉賢一                           |
| 12   | さわやか牛次郎!       | 赤星政尚 | 宮下新平            | 山崎友正                | 山口保則 前田一雪                  |
| 13   | イエ〜イ!バケツマン!  | 西園悟   | 針金屋英郎          | 加藤洋人                | 紅組                               |
| 14   | 天使VS死神            | 山口亮太 | 青木新一郎          | 山崎友正                | 山口保則 前田一雪                  |
| 15   | オール虫虫大進撃だべ! | 赤星政尚 | 金澤洪充            | 金澤洪充 安川勝         | 曾我篤史                           |
| 16   | ふたつの裏デュエル    | 西園悟   | 宮下新平            | 松本剛                  | 小林勝利                           |
| 17   | パーフェクトデュエル  | 西園悟   | 加藤洋人            | 則座誠                  | 加藤洋人                           |
| 18   | 勝舞を倒せ!!          | 赤星政尚 | 小林一三            | 山崎友正                | 山口保則                           |
| 19   | 不亞幽の謎!           | 山口亮太 | 金澤洪充            | 本多康之                | 小林勝利                           |
| 20   | 覚醒の予感            | 西園悟   | 宮下新平            | 金澤洪充                | 曾我篤史                           |
| 21   | 新たなるデッキ        | 西園悟   | 加藤洋人            | 松浦錠平                | 石井繁 添田直子                    |
| 22   | 不亞幽の真実!         | 赤星政尚 | 下山真吾            | 山崎友正                | 山口保則                           |
| 23   | 覚醒!!                | 西園悟   | 宮下新平            | 本多康之                | 小林勝利                           |
| 24   | その男、ザキラ        | 西園悟   | ワタナベシンイチ    | ワタナベシンイチ        | 平岡正幸 山形孝二 あみさきりょうこ |
| 25   | バケツマンVS勝舞!     | 西園悟   | 菱川直樹            | 山崎友正                | 西野大                             |
| 26   | 決着!                 | 西園悟   | 菊池一仁            | 菊池一仁                | 福島豊明                           |
| 27   | 失われた記憶          | 西園悟   | 鈴木輪流郎 本多康之 | 鈴木芳成                | 山形孝二                           |
| 28   | 不亞城へ!             | 赤星政尚 | 鈴木輪流郎          | 山崎友正                | 奈須川充 あみさきりょうこ          |
| 29   | デュエル祭り          | 西園悟   | 鈴木輪流郎          | 山崎友正                | 山形孝二                           |
| 30   | 呪われたカード        | 赤星政尚 | 鈴木輪流郎          | 山崎友正                | あみさきりょうこ                   |
| 31   | 不亞城行きの列車      | 西園悟   | 鈴木芳成            | 鈴木芳成                | 山形孝二                           |
| 32   | 幽、ひとりぼっち      | 赤星政尚 | 鈴木輪流郎          | 山崎友正                | 平岡正幸 あみさきりょうこ          |
| 33   | だべべ村だべ!         | 西園悟   | 中西伸彰            | 宮田亮                  | 山形孝二                           |
| 34   | 死闘! だべべ滝        | 赤星政尚 | 鈴木輪流郎          | 山崎友正                | 平岡正幸 あみさきりょうこ          |
| 35   | ラッキーデュエリスト  | 赤星政尚 | 鈴木芳成            | 鈴木芳成                | 山形孝二                           |
| 36   | Wデュエル!            | 西園悟   | 鈴木輪流郎          | 山崎友正                | あみさきりょうこ                   |
| 37   | 天才の覚醒            | 西園悟   | 鈴木輪流郎          | 宮田亮                  | 山形孝二                           |
| 38   | 不亞城                | 赤星政尚 | 中西伸彰 鈴木行     | 山崎友正                | 平岡正幸 奈須川充                  |
| 39   | 突入!                 | 西園悟   | 鈴木芳成            | 鈴木芳成                | 奈須川充 山形孝二                  |
| 40   | 友情                  | 赤星政尚 | 鈴木輪流郎 森邦宏   | 松浦錠平                | 奈須川充 山形孝二                  |
| 41   | 命とカード            | 西園悟   | 鈴木輪流郎          | 山崎友正                | 奈須川充 沈賢玉                    |
| 42   | 崖っぷちの二人        | 赤星政尚 | 鈴木芳成            | 鈴木芳成                | 山形孝二                           |
| 43   | 黒の復讐者            | 西園悟   | 青木新一郎          | 山崎友正                | 奈須川充 沈賢玉                    |
| 44   | 勝率0%!?              | 赤星政尚 | 鈴木輪流郎          | 宮田亮                  | 山形孝二                           |
| 45   | 運命の糸              | 西園悟   | 青木新一郎          | 山崎友正                | 奈須川充 沈賢玉                    |
| 46   | ミミとホワイト        | 山口亮太 | 鈴木輪流郎          | 鈴木芳成                | 平岡正幸                           |
| 47   | 絶望                  | 西園悟   | 森邦宏              | 松浦錠平                | 山形孝二                           |
| 48   | タイムリミット        | 西園悟   | 青木新一郎          | 山崎友正                | 奈須川充                           |
| 49   | 死神は死なず          | 赤星政尚 | 青木新一郎          | 山崎友正                | 奈須川充 沈賢玉                    |
| 50   | ザキラ起つ            | 山口亮太 | 森邦宏              | 山崎友正                | 平岡正幸                           |
| 51   | 真実                  | 西園悟   | 鈴木輪流郎          | 松浦錠平                | 山形孝二                           |
| 52   | たった一つの希望      | 西園悟   | 鈴木輪流郎          | 山崎友正                | 平岡正幸                           |
放送局
テレビ東京系列以外では、2004年4月から2006年3月まで、30分に編集したものが放送され、放送時間は個別に出典が提示されているものを除き、2005年12月時点のものを使用。
- テレビ東京系列ほか（『おはスタ』ネット局、同時ネット）
- 青森朝日放送（日曜 6:30 - 7:00）
- テレビ岩手（土曜 4:30 - 5:00）
- 東日本放送（土曜 6:00 - 6:30）
- テレビユー山形（木曜 16:50 - 17:20）
- 福島放送（土曜 7:00 - 7:30）
- チューリップテレビ（日曜 6:00 - 6:30）
- 北陸放送（土曜 6:45 - 7:15）
- 信越放送（土曜 7:00 - 7:30）
- 日本海テレビ（土曜 5:00 - 5:30）
- テレビ新広島（日曜 5:00 - 5:30）
- 四国放送（金曜 16:30 - 17:00）
- 愛媛朝日テレビ（土曜 6:45 - 7:15）
- 長崎文化放送（土曜 7:00 - 7:30）
- 大分放送（土曜 6:00 - 6:30）
- 宮崎放送（木曜 5:30 - 6:00）
- 鹿児島放送（木曜 16:30 - 17:00）

### 新星輝デュエル・マスターズ フラッシュ
2006年4月10日から2007年3月23日にテレビ東京系列『おはスタ』内で『パコネコのデュエル・マスターズ道』と交互に隔週放送。全24話。2007年9月6日からキッズステーションでも放送。今までのアニメとは世界観を一新。カードのデュエルが忘れられた近未来の世界が舞台。気弱な少年の主人公・夢実テルの成長とアークをめぐるストーリー。松本しげのぶにより漫画化もされているが、内容は設定・世界観・ストーリー共にパラレルである。
当時トレーディングカード本編を販売していたタカラがトミーと合併してタカラトミーとなった影響で諸キャラクターに関する権利関係の調整期間に入り、中継ぎとしてこのアニメオリジナル主人公編が導入されたものと見られる。
アニメオリジナルキャラクター
ゴブリン
声 - 麻生智久
神殿のような場所に住み、今まで数多くのデュエリスト達を見守ってきた。ハヤテとのデュエルに敗れて悩むテルを勝舞の元へ導く。
切札 勝舞（きりふだ しょうぶ）
声 - 小林由美子
テルがゴブリンに導かれて不思議な世界で出会った少年。テルにボルガウルジャックを託す。
スタッフ
- 原作 - 松本しげのぶ
- 監督 - 鈴木輪流郎
- シリーズ構成 - 植田浩二（第1話 - 第6話） → 藤田伸三（第7話 - ）
- キャラクターデザイン - 長森佳容
- 美術監督 - 吉原一輔
- 色彩設定 - 大橋朝子
- 撮影監督 - 飯尾ひろみ
- 音響監督 - 山田知明
- 音楽 - P-H-A-T
- アニメーション制作 - SynergySP、G&G Entertainment

主題歌
『輝く瞬間』
作詞 - marf / 作曲・編曲 - P-H-A-T / 歌 - マサノスケ

各話リスト
| 話数 | サブタイトル    |    | 話数               | サブタイトル |
| ---- | --------------- | -- | ------------------ | ------------ |
| 1    | 新たなる輝き!   | 13 | 新たな希望         |              |
| 2    | 運命のカード    | 14 | 燃えろ! チシオ     |              |
| 3    | 奪われたアーク  | 15 | ココロの心         |              |
| 4    | ともだち        | 16 | 伝説のデュエリスト |              |
| 5    | 敗北            | 17 | 超竜騎神           |              |
| 6    | 立ち上がれ!テル | 18 | ネストの狙い       |              |
| 7    | アークの秘密    | 19 | パコネコ危機一髪!  |              |
| 8    | 仲間            | 20 | めざめろ! チシオ   |              |
| 9    | 選ばれし者      | 21 | 再会               |              |
| 10   | ハヤテVSホーク  | 22 | 守護竜復活         |              |
| 11   | 疑い            | 23 | テルVSハヤテ       |              |
| 12   | 別れ            | 24 | 最後の戦い         |              |
放送局
テレビ東京系列以外では、2006年4月から2007年3月まで、30分に編集したものが放送され、放送時間は個別に出典が提示されているものを除き、2007年2月時点のものを使用。
- テレビ東京系列ほか（『おはスタ』ネット局、同時ネット）
- 青森朝日放送（日曜 6:30 - 7:00）
- テレビ岩手（土曜 4:30 - 5:00）
- 東日本放送（土曜 6:00 - 6:30）
- テレビユー山形（木曜 16:50 - 17:20）
- 福島放送（土曜 7:00 - 7:30）
- チューリップテレビ（日曜 6:00 - 6:30）
- 北陸放送（土曜 6:45 - 7:15）
- 信越放送（土曜 7:00 - 7:30）
- 日本海テレビ（土曜 5:00 - 5:30）
- テレビ新広島（日曜 5:00 - 5:30）
- 四国放送（金曜 16:30 - 17:00）
- 愛媛朝日テレビ（土曜 6:45 - 7:15）
- サガテレビ（土曜 7:30 - 8:00）
- 長崎文化放送（土曜 7:00 - 7:30）
- 大分放送（土曜 6:00 - 6:30）
- 宮崎放送（木曜 5:30 - 6:00）
- 鹿児島放送（木曜 16:30 - 17:00）

### ゼロ デュエル・マスターズ
主人公は切札勝舞。これまでのアニメや原作とメインキャラクターは同じだが、設定に違いが多く、完全新作ストーリーとなっている。本作以降の作品には『チャージ』まで登場していたアニメオリジナルキャラ、真中紗雪とナイトは登場していない。おはスタ枠内で2007年4月9日から9月28日まで、『今日から勝てるデュエルマスターズ最強攻略法』と交互に隔週放送。全12話。2008年12月14日からキッズステーションでも放送。川久保榮二により、『小学3年生』にてアニメのコミカライズを連載。
ストーリー

アニメオリジナルキャラクター
ジュラ
声 - 鈴木千尋
プロフェッサー・マーチに育てられた弟子の1人。勝舞の実力を測る目的でデュエルを挑んでくる。デュエルに負け「楽しかった」と手を差し出す勝舞に「勝つことが全て」、「片目のボルシャックはもっと強かった」と言い放つ。勝利のことを知っているらしいが、詳しい話は出ていない。「リップ・ウォッピー」や「ジオメテウス・無限・ドラゴン」などを投入したデス・メタルデッキを使用したが、オクトに敗北。それ以前はドラゴン中心のデッキを使用。勝舞とのデュエルでデュエルの楽しさと、「デュエルが終われば友達」という考えを理解する。雑誌にはライバル役として紹介されている。
『クロス』では世界大会に出場予定だったが、ザキラの手下の襲撃を受け、オクトら仲間と離れ離れに。仲間の捜索中に勝舞らと再会し、一時行動を共にした。
ジューン
声 - 矢尾一樹
オカマ喋りの猿。いつもジュラの肩に乗って行動を共にしている。ジュラとオクトのデュエルでジュラを応援していたが、ジュラが負けた途端にオクトの味方となり、ジュラを「負け犬」などと激しく非難。オクトが勝舞に負けたら今度はマーチの肩に乗ったが、最後の戦いの後は再びジュラの肩に乗る。
『クロス』でもジュラと同時に登場。龍牙が頼りないと感じる。
オーガ
声 - 野島健児
マーチの弟子で、言葉遣いは丁寧な部分が多い。勝舞に真のデュエルを挑むが、その真意は不明。その場であったことをすぐ日記に書き込む。勝舞とのデュエルに敗北し、マーチからの信頼を失う。敗北により全てを失ったと絶望するが、ジュラの言葉を聞いて希望を持つ。
ディッセン
声 - 岡野浩介
勝舞が幼い頃、初めて真のデュエルを行った相手（原作におけるゲドー戦がベース）。地面から浮いていたり瞬間移動をするなど謎が多く、マーチの部下の振りをしていただけで、全人類支配のために「ただひとつのデュエル魂」の入手が目的であった。最後の戦いで勝舞を倒してデュエル魂を手に入れ、ゼロフェニックスを実体化するが、ゼロフェニックスは言うことを聞かず、勝舞の武者ドラゴンも実体化してゼロフェニックスが倒され、1人でどこかに去っていった。
セプテン
声 - 半場友恵
マーチの弟子。金髪の少女で、普段はクールなお嬢様だが、切れると目つきと言葉遣いが悪い関西弁になる。ミミ曰く「インチキお嬢様」。「邪道神キキ」や「外道神カイカイ」などを投入したデス・メタルデッキを使用したが、オクトに敗北。オーガと同じ運命に。それ以前は火・水・闇デッキを使用。切り札は「極仙龍バイオレンス・サンダー」。
オクト
声 - 城雅子
マーチの弟子で、ジュラの弟の小さな少年。無邪気かつ残忍な性格だが、勝舞に負けた後にデュエルの楽しさを理解する。「死の宣告」などを投入したデス・メタルデッキを使用し、セプテンやジュラに勝利。それ以前はワイルド・ベジーズ中心の火・自然・光デッキを使用。切り札は「剛勇幻風ジャガスター」「森の指揮官コアラ大佐」。
『クロス』では勝舞達が入った洞窟内にて、デリートされた姿で発見される。50話で勝舞とザキラの最終決戦中、どこかの街で立ち上がっている姿があった。
プロフェッサー・マーチ
声 - 鈴木琢磨
ジュラ達を束ねるリーダーであり、Dr.ルートの古い知り合い。「デュエルは勝つことが全て」を信念にジュラ達を指導してきた。過去に切札勝利に敗れた恨みから、クリーチャーを操ることができる「ただひとつのデュエル魂」を手に入れ、その力で全人類を支配する野望を持ち、弟子達を使い勝舞達にデュエルを仕掛ける。「ただひとつのデュエル魂」が勝舞の武者ドラゴンのものとなった後は、自分についてくる弟子達とともに去っていった。
坂田 ワタル（さかた ワタル）
声 - 徳本恭敏
予選大会参加者。エンジェルデッキを使用。勝つことが全てという考えで、勝舞に負けて大会を落とされたことを恨む。だが、同じくジュラに負けて地下に落とされた勝舞とデュエルし、楽しそうにデュエルする勝舞の姿にデュエルの楽しさを思い出す。

スタッフ
- 原作 - 松本しげのぶ
- 監督 - 鈴木輪流郎
- シリーズ構成 - 藤田伸三
- キャラクターデザイン - 伊東英樹
- 美術監督 - 吉原一輔
- 色彩設定 - 大橋朝子
- 撮影監督 - 大井勝利、小西庸平
- 音響監督 - 山田知明
- 音楽 - M-Bundle
- アニメーション制作 - SynergySP

主題歌
『今!始まる勇気』
作詞 - アンネ / 作曲・編曲 - 明石昌夫 / 歌 - Rey

各話リスト
| 話数 | サブタイトル         | 脚本     | 絵コンテ        | 演出     | 作画監督        |
| ---- | -------------------- | -------- | --------------- | -------- | --------------- |
| 1    | デュエル スタート!   | 藤田伸三 | 鈴木輪流郎      | 陸奥悟楼 | 粉川剛 加瀬政広 |
| 2    | スラッシュ・デッキ   | 三浦浩児 | 鈴木輪流郎      | 宮田亮   | 粉川剛 加瀬政広 |
| 3    | マナコスト           | 青木由香 | 八尋旭 陸奥悟楼 | 陸奥悟楼 | 波風立流        |
| 4    | 五つの魂             | 藤田伸三 | 三浦辰夫        | 宮田亮   | 粉川剛          |
| 5    | 真のデュエル         | 三浦浩児 | 鈴木輪流郎      | 陸奥悟楼 | 加瀬政広        |
| 6    | 切り札               | 藤田伸三 | 三浦辰夫        | 宮田亮   | 井口忠一        |
| 7    | ドラゴンVSエンジェル | 青木由香 | 中西伸彰        | 陸奥悟楼 | 粉川剛          |
| 8    | 無限VS武者           | 三浦浩児 | 三浦辰夫        | 宮田亮   | 加瀬政広        |
| 9    | 白凰VSミミ           | 藤田伸三 | 鈴木輪流郎      | 陸奥悟楼 | 井口忠一        |
| 10   | 地の底               | 三浦浩児 | 中西伸彰        | 宮田亮   | 粉川剛          |
| 11   | 最後の望み           | 青木由香 | 三浦辰夫        | 陸奥悟楼 | 加瀬政広        |
| 12   | スーパー・スパーク   | 藤田伸三 | 鈴木輪流郎      | 宮田亮   | 井口忠一        |
放送局
テレビ東京系列以外では、2007年4月から9月まで、30分に編集したものが放送され、放送時間は個別に出典が提示されているものを除き、2007年8月時点のものを使用。
- テレビ東京系列ほか（『おはスタ』ネット局、同時ネット）
- 青森朝日放送（日曜 6:30 - 7:00）
- テレビ岩手（土曜 4:30 - 5:00）
- 東日本放送（土曜 6:00 - 6:30）
- テレビユー山形（木曜 16:50 - 17:20）
- 福島放送（土曜 7:00 - 7:30）
- チューリップテレビ（日曜 6:00 - 6:30）
- 北陸放送（土曜 6:45 - 7:15）
- 信越放送（土曜 7:00 - 7:30）
- 日本海テレビ（土曜 5:00 - 5:30）
- テレビ新広島（日曜 5:00 - 5:30）
- 四国放送（金曜 16:30 - 17:00）
- 愛媛朝日テレビ（土曜 6:45 - 7:15）
- サガテレビ（土曜 7:30 - 8:00）
- 長崎文化放送（土曜 7:00 - 7:30）
- 大分放送（土曜 6:00 - 6:30）
- 宮崎放送（木曜 5:30 - 6:00）
- 鹿児島放送（木曜 16:30 - 17:00）

### デュエル・マスターズ ゼロ
『おはコロシアム』内で2007年10月6日から2008年3月29日の期間に放送。『ゼロ デュエル・マスターズ』の続編で、登場人物もほぼ同じ。今作から人物などをトゥーンレンダリングによるCGで表現し、シリーズでは初めてBSジャパンで放送。全25話。
ストーリー

スタッフ
- 原作 - 松本しげのぶ
- 監督 - 鈴木輪流郎
- シリーズ構成 - 藤田伸三
- キャラクターデザイン - 伊東英樹
- 美術監督 - わたなべけいと
- 撮影監督 - 粕谷宗弘
- 3DCGクリーチャーディレクター - 工藤洋彰
- 3DCGキャラクターディレクター - 滝田勇介
- 3DCGスーパーバイザー - 服部恵大
- 音響監督 - 山田知明
- 音楽 - M-Bundle
- アニメーション制作 - 小学館ミュージック&デジタル エンタテイメント

主題歌
『魂 召喚!』
作詞 - 原田謙太 / 作曲・編曲 - 明石昌夫 / 歌 - Rey

各話リスト
| 話数 | サブタイトル           |    | 話数                     | サブタイトル |
| ---- | ---------------------- | -- | ------------------------ | ------------ |
| 1    | 強化                   | 14 | 白凰の敗北               |              |
| 2    | 死神                   | 15 | 恐怖                     |              |
| 3    | 焦り                   | 16 | 復活!!                   |              |
| 4    | オレのデュエル         | 17 | 非情                     |              |
| 5    | 陰謀                   | 18 | 喪失                     |              |
| 6    | 偽物                   | 19 | 勝舞VSジュラ             |              |
| 7    | 導き                   | 20 | 友達                     |              |
| 8    | 強化! ボルシャック     | 21 | 死神 死す!               |              |
| 9    | 勝利デッキVS黒城デッキ | 22 | 勝舞VSオクト             |              |
| 10   | バロム・エンペラー     | 23 | ただひとつのデュエル魂   |              |
| 11   | キング・アルカディアス | 24 | 武者VSゼロ               |              |
| 12   | デス・メタルデッキ     | 25 | 特別篇 魂召喚スペシャル! |              |
| 13   | 白凰VSジュラ           |    |                          |              |

### デュエル・マスターズ クロス
『おはコロシアム』内で2008年4月5日から2010年3月27日の期間に放送。『デュエル・マスターズ ゼロ』の続編。今作からハイビジョン制作になっている。黒城の過去など原作に存在する話をベースにしている部分もあるが、新作要素が主である。2009年3月28日は話数に含めない総集編「召喚スペシャル!」が放送。2010年3月27日は特別編の「召喚!俺達のクリーチャー!」が放送され、テレビ東京公式サイトでは100.5話とされる。
ストーリー

アニメオリジナルキャラクター
マッキー
声 - 坪井智浩
原作のNACに当たる人物。無印と『チャージ』に登場したナイトとは別人。出番は少なく、デュエルの実力は不明。
ルーペット
声 - 田中完
Dr.ルート製作の鳥型ロボット。会話や飛行、さらにデュエルも可能。勝舞や仲間達の反応を捕らえる機能を持ち、Dr.ルートが失踪した時に彼の反応を探り、ジョージや龍牙が倒された時に異変を感知するなどしている。勝舞が間違えて「カーペット」と呼んだことがある。

スタッフ
- 原作 - 松本しげのぶ
- 監督 - 鈴木輪流郎
- シリーズ構成 - 藤田伸三
- キャラクターデザイン - 伊東英樹（第1話 - 第50話）、平岡正幸
- プロップデザイン - 山崎健志
- 美術監督 - わたなべけいと
- 色彩設計 - 長尾朱美
- 撮影監督 - 八木昌彦
- 3DCGディレクター - 服部恵大 → 西村博英
- 音響監督 - 山田知明
- 音楽 - 五十嵐"IGAO"淳一
- アニメーション制作 - 小学館ミュージック&デジタル エンタテイメント

主題歌
『心 クロス!』
作詞 - sora / 作曲・編曲 - 五十嵐"IGAO"淳一 / 歌 - lovebites

各話リスト
| 1  | ザキラ来襲!!           | 26 | 死闘! ザキラ           | 51 | ボルシャック・NEX    | 76  | 罠                   |
| 2  | デリート!              | 27 | 謎のバケツマン         | 52 | 勝舞暴走             | 77  | 目覚めろ! 白凰       |
| 3  | 白凰死す!?             | 28 | 命がけのデュエル       | 53 | 白凰の切札           | 78  | 約束                 |
| 4  | ザキラの野望           | 29 | 海上のピラミッド       | 54 | 勝舞との出会い       | 79  | 馬太郎の秘密         |
| 5  | デュエル・マスターの証 | 30 | 沈没                   | 55 | 白凰の過去           | 80  | 怒りのデュエマ       |
| 6  | 闇眼                   | 31 | 幽…                    | 56 | 本当の強さ           | 81  | 小さな世界大会       |
| 7  | 証を追え               | 32 | 呪い                   | 57 | 神羅ドラグ・ムーン   | 82  | 守り合うデッキ       |
| 8  | 愛のデュエル           | 33 | ドラゴンの導き         | 58 | 究極進化             | 83  | 対決! ドラゴンマスク |
| 9  | 紫電ドラゴン           | 34 | 剣誠ドラゴン           | 59 | 氷の島のサザンクロス | 84  | 最強の弱点           |
| 10 | ザキラの怒り           | 35 | 黒城再誕!              | 60 | 受け継がれた闇       | 85  | デュエマ島（じま）へ |
| 11 | 謎のピラミッド         | 36 | 死神が生まれた日       | 61 | れく太の弱点         | 86  | 不気味な野獣         |
| 12 | 見えない敵             | 37 | ヴァルキリアス・ムサシ | 62 | 爆進化コンボ         | 87  | 魔法少女             |
| 13 | W                      | 38 | 勝利死す!?             | 63 | 予選開始             | 88  | 恐怖                 |
| 14 | 白凰との別れ           | 39 | すてられた愛           | 64 | マナ破壊             | 89  | 迫り来る脅威         |
| 15 | 再会                   | 40 | 愛の力                 | 65 | 宿命のライバル       | 90  | 起て! 龍牙!!         |
| 16 | クロスデッキ!          | 41 | ミミとW                | 66 | 龍牙の告白           | 91  | 二回戦開始!          |
| 17 | だべべ村               | 42 | ミミの想い             | 67 | 謎のロボット         | 92  | 魔法少女との死闘     |
| 18 | 大切なもの             | 43 | 死神の復讐             | 68 | れく太の戦い         | 93  | 因縁の対決           |
| 19 | 発見!Dr.ルート!        | 44 | 白凰の決意             | 69 | ジョージとキャサリン | 94  | ママンの愛           |
| 20 | トトの誤算             | 45 | イエスマンの最期       | 70 | ママンとの別れ       | 95  | ゲドー               |
| 21 | ピラミッド炎上!        | 46 | ヤエサル               | 71 | 幽との出会い         | 96  | 動揺                 |
| 22 | 告白                   | 47 | バケツマンと幽         | 72 | 喜びのデュエマ       | 97  | 心の傷               |
| 23 | W襲撃                  | 48 | バケツマンの声         | 73 | 眠れる強敵           | 98  | ネバー               |
| 24 | ザキラ復活             | 49 | 絶体絶命!              | 74 | 目覚めよ! 勝舞       | 99  | ミミの決意           |
| 25 | 決意                   | 50 | 証の力                 | 75 | 牛次郎、現る         | 100 | 対決! キルミー!!     |

### デュエル・マスターズ クロスショック
『おはコロ』内で2010年4月3日から2011年3月26日の期間に放送。『デュエル・マスターズ クロス』の続編で、世界大会二次予選の終盤から始まる。小学館集英社プロダクションの公式サイトでは話数は新たに第1話からとなっているが、テレビ東京公式サイトやアニメ雑誌では話数が続いており、各話数に100を足すことになる。全50話（通算150話）。
第49話は2011年3月12日に放送予定であったが、前日の3月11日に発生した東北地方太平洋沖地震による報道特番のため休止となり、翌週の3月19日に繰り下げて放送された。これにより最終回である第50話も1週間繰り下げられた。
ストーリー
スタッフ
- 原作 - 松本しげのぶ
- 監督 - 鈴木輪流郎
- シリーズ構成 - 藤田伸三
- キャラクターデザイン - 平岡正幸
- プロップデザイン - 山崎健志
- 美術監督 - わたなべけいと
- 色彩設計 - 長尾朱美
- 撮影監督 - 荻原健
- 3DCGディレクター - 承山海里
- 音響監督 - 山田知明
- 音楽 - 五十嵐"IGAO"淳一
- アニメーション制作 - 小学館ミュージック&デジタル エンタテイメント

主題歌
『勇気のチカラ』（第1話 - 第26話）
作詞 - sora / 作曲・編曲 - 五十嵐"IGAO"淳一 / 歌 - everset
『My Only Dream』（第27話 - 第50話）
作詞・作曲 - KYOHEI / 編曲 - Motoki Matsuoka・KYOHEI・Takahiro Ito / 歌 - Honey L Days

各話リスト
| 1  | ダブルクロス             | 18 | 宣言                  | 35 | 幸運の精霊?                |
| 2  | 白凰復活                 | 19 | ミミファンクラブ!?    | 36 | ファイブスター光臨         |
| 3  | ボルシャック渓谷         | 20 | 変身                  | 37 | 賢者の不在                 |
| 4  | 二次予選終了!            | 21 | 対抗戦! 四対四        | 38 | カンクロウ                 |
| 5  | トーイ                   | 22 | 二回戦終了!           | 39 | 時空の支配者 ディアボロスΖ |
| 6  | 心通わせて               | 23 | 最後の四人            | 40 | 勝舞VSレイジ・アーム       |
| 7  | 敗者の館                 | 24 | 激闘! キサナドゥ      | 41 | 死神が来た!                |
| 8  | 策略                     | 25 | 決戦                  | 42 | ブラック・ガンヴィート覚醒 |
| 9  | 決勝へ                   | 26 | 信じ合う強さ          | 43 | ピースとゴンタ             |
| 10 | サイキック・クリーチャー | 27 | クリーチャーの世界    | 44 | 力を合わせて               |
| 11 | ヤエサルの思惑           | 28 | レッピ・アイニー誕生! | 45 | 光の勇者                   |
| 12 | 宿敵                     | 29 | 伝説のドラゴン        | 46 | カンクロウVSファイブスター |
| 13 | 暗闇                     | 30 | ともに戦う者          | 47 | あせり                     |
| 14 | 闇眼封印!?               | 31 | 爆竜GENJI・XX         | 48 | 信じあうこと               |
| 15 | 愛の旅人                 | 32 | 宝剣 グランドクロス   | 49 | ゲンジ・ブラスター!        |
| 16 | 目覚め                   | 33 | リゾートでバカンス!?  | 50 | 五つの文明 ひとつの心      |
| 17 | シズカVSオアシス         | 34 | ホーガンの怒り        |    |                            |

### デュエル・マスターズ ビクトリー
『おはコロっす!』内で2011年4月2日から2012年3月31日まで放送。これまでの世界の少し未来が舞台となり、主人公は切札勝舞の弟である切札勝太となった。ストーリーは漫画版『ドラゴン龍編』を素にしている。2011年10月1日放送の第27話からは『おはコロっす!』から独立し、時間も8:30 - 8:45の放送になった（『おはコロ+』とセットで放送）。全52話。
従来シリーズの反省から、アニメと漫画を同時進行させるという方針が取られ、原作者の松本がアニメーターにプロットを提出した後、それをもとにキャラクターのデッキやカードの販売スケジュールなどが組み立てられた。松本はコロコロコミックとのインタビューの中で、世界観をコントロールできている満足感はあるが従来のように緩急をつけることができない上、非常にハードな作業であると話している。
アニメオリジナルキャラクター
右近 / ウコン・ピッピー、左近 / サコン・ピッピー
声 - 小山剛志、川田妙子
ドラゴン龍と行動を共にする二人組。瞬間移動などの特殊な力を使い、グライダー等も使用する。実は彼らもまたドラゴンと同じく、プリンプリンの力で人間の姿になったクリーチャーである。正体はそれぞれ「ウコン・ピッピー」、「サコン・ピッピー」。『ビクトリーV』にも登場したが、『ビクトリーV3』以降出番は無かった。
ハコ
声 - 田中里和
ケンの孫娘。容姿端麗で可憐な美少女。勝太たちの修行を見て自身もデュエマに興味を持ち、勝太にレクチャーを頼む。「運がお悪い」が口癖。
ケン
声 - 西村知道
勝三の友人で朧山離れ嶺山荘のオーナー。大会にも出場したが惜しくも予選落ちとなった。「賢」の文字が刻まれた甲冑を被っている。
モンジロー
声 - 西村知道
猿軍団のボス。猿たちを従えており、デュエマもできる。ケンと共に大会に出場したが彼も予選落ちとなった。
浦無 ズバ子
声 - 片岡富枝
有名な占い師で、通称「デュエマの母」。彼女のカードを使った占いは百発百中で、人探しも可能。かなりの大食い。関西弁を話す。エイリアンのデッキを使う。
井伊香 玄
声 - 岡本寛志
次世代WHFで勝太と対戦したチャラ男。有名なデュエリストに勝負を挑んでは倒している実力者。しかし「日本一ビクトリーなヤツ決定戦！」決勝ラウンドでは1回戦でオンセンにあっさり負けている。
火賀 まさる
声 - 嶋村侑
勝太の予選最終戦の相手。小さな島で生まれ育ち、島の皆から優勝の願いを託されている。勝太にカレーパンを分けてあげたことがある。
ユウ
声 - 岡村優
デュエルヒーロー。自称「勇気と友情の炎の勇者」で熱い性格。アツトと共にイベントや大会の進行を務める。
アツト
声 - 東谷篤門
デュエルヒーロー。飴とダジャレをこよなく愛するロマンチスト。ユウと共にイベントや大会の進行を務める。
スタッフ
- 原作 - 松本しげのぶ（月刊コロコロコミック連載中）
- 監督 - 鈴木輪流郎
- シリーズ構成 - 田辺茂範
- スーパーバイザー - 村上孝雄、真木孝一郎、小池健介、神宮字真
- 原案協力 - 益江宏典、西出成人
- キャラクターデザイン - 平岡正幸
- 美術監督 - わたなべけいと
- 色彩設計 - 長尾朱美
- 撮影監督 - 松田範雄
- 編集 - 伊藤潤一
- CGディレクター - 承山海里
- 音響監督 - 藤田亜紀子
- 音楽 - 五十嵐"IGAO"淳一
- アニメーション制作 - 小学館ミュージック&デジタル エンタテイメント
- 製作 - テレビ東京、小学館集英社プロダクション
- TM and © 2011, Wizards of the Coast, Shogakukan, Mitsui/Kids, ShoPro, TV TOKYO

主題歌
オープニングテーマ『Myビクトリー!』
- 第27話からロングバージョンが公開された。

エンディングテーマ『召喚最強ブイ!』
（上記両曲共）作詞 - rui / 作曲・編曲 - 五十嵐"IGAO"淳一 / 歌 - デュエル・ヒーロー ユウ&アツト

各話リスト
| 話数 | サブタイトル                          | 脚本         | コンテ     | 演出     | 放送日        |
| ---- | ------------------------------------- | ------------ | ---------- | -------- | ------------- |
| 1    | ピンチヒッター 切札勝太!              | 田辺茂範     | 鈴木輪流郎 | 宮田亮   | 2011年 4月2日 |
| 2    | おれにルールを教えろ!                 | 田辺茂範     | 鈴木輪流郎 | 宮田亮   | 4月9日        |
| 3    | 奇跡の決勝進出!?                      | 永野たかひろ | 鈴木輪流郎 | 宮田亮   | 4月16日       |
| 4    | ニクいぜ、ドラゴン龍!                 | 永野たかひろ | 鈴木輪流郎 | 宮田亮   | 4月23日       |
| 5    | ぼろ負け天才勝太!                     | 田辺茂範     | 鈴木輪流郎 | 宮田亮   | 4月30日       |
| 6    | ドラゴン龍 ふたたび!                  | 田辺茂範     | 鈴木輪流郎 | 宮田亮   | 5月7日        |
| 7    | デュエマ狩り、現る!                   | 松本めぐみ   | 鈴木輪流郎 | 宮田亮   | 5月14日       |
| 8    | デュエマをバカにするな!               | 松本めぐみ   | 鈴木輪流郎 | 宮田亮   | 5月21日       |
| 9    | 嘘だと言ってよ、べんちゃん!           | 亀井壮太郎   | 鈴木輪流郎 | 宮田亮   | 5月28日       |
| 10   | これがビクトリーカード!               | 亀井壮太郎   | 鈴木輪流郎 | 宮田亮   | 6月4日        |
| 11   | 衝撃のエイリアン占い!                 | 永野たかひろ | 鈴木輪流郎 | 宮田亮   | 6月11日       |
| 12   | ズバっと占い大合戦!!                  | 永野たかひろ | 鈴木輪流郎 | 宮田亮   | 6月18日       |
| 13   | 来たぞ!ワールドホビーフェア!          | 田辺茂範     | 鈴木輪流郎 | 宮田亮   | 6月25日       |
| 14   | 決めろ、ビクトリーポーズ!             | 田辺茂範     | 鈴木輪流郎 | 宮田亮   | 7月2日        |
| 15   | ドラゴンからの果たし状!               | 松本めぐみ   | 鈴木輪流郎 | 宮田亮   | 7月9日        |
| 16   | ダッシュ本部ビルの決闘!               | 松本めぐみ   | 鈴木輪流郎 | 宮田亮   | 7月16日       |
| 17   | 地獄のお化け合宿!?                    | 亀井壮太郎   | 鈴木輪流郎 | 宮田亮   | 7月23日       |
| 18   | 怪奇デュエマに大苦戦!                 | 亀井壮太郎   | 鈴木輪流郎 | 宮田亮   | 7月30日       |
| 19   | 勝太、先生になる!                     | 永野たかひろ | 鈴木輪流郎 | 宮田亮   | 8月6日        |
| 20   | デュエマ猿軍団!!                      | 永野たかひろ | 鈴木輪流郎 | 宮田亮   | 8月13日       |
| 21   | べんちゃん、まさかの告白              | 田辺茂範     | 鈴木輪流郎 | 宮田亮   | 8月20日       |
| 22   | 修業完了、感無量!                     | 田辺茂範     | 鈴木輪流郎 | 宮田亮   | 8月27日       |
| 23   | 来たぜ、日本一ビクトリーなヤツ決定戦! | 永野たかひろ | 鈴木輪流郎 | 宮田亮   | 9月3日        |
| 24   | ダメじゃん、予選10連敗!               | 永野たかひろ | 鈴木輪流郎 | 宮田亮   | 9月10日       |
| 25   | 未来をてらせ、闇デッキ!               | 松本めぐみ   | 服部恵大   | 服部恵大 | 9月17日       |
| 26   | 決勝戦へのきっぷ!                     | 松本めぐみ   | 服部恵大   | 服部恵大 | 9月24日       |
| 27   | 友情決裂!                             | 亀井壮太郎   | 鈴木輪流郎 | 宮田亮   | 10月1日       |
| 28   | ライバルは自分自身!                   | 亀井壮太郎   | 鈴木輪流郎 | 宮田亮   | 10月8日       |
| 29   | ずるっ子リキシ対あたふたドラゴン      | 田辺茂範     | 鈴木輪流郎 | 宮田亮   | 10月15日      |
| 30   | 勝太を信じろ!                         | 田辺茂範     | 鈴木輪流郎 | 宮田亮   | 10月22日      |
| 31   | トキメキのヨロレヒモード!             | 永野たかひろ | 鈴木輪流郎 | 宮田亮   | 10月29日      |
| 32   | 秘策対決、決着す!!                    | 永野たかひろ | 鈴木輪流郎 | 宮田亮   | 11月5日       |
| 33   | シャチホコ、悪のたくらみ限りなし!     | 松本めぐみ   | 鈴木輪流郎 | 宮田亮   | 11月12日      |
| 34   | Vモードを取りモードせ!!               | 松本めぐみ   | 鈴木輪流郎 | 宮田亮   | 11月19日      |
| 35   | 宿命悲鳴!激突オンセン対ドラゴン龍     | 亀井壮太郎   | 服部恵大   | 服部恵大 | 11月26日      |
| 36   | 決着、フィニッシュ、ジ・エンド!       | 亀井壮太郎   | 服部恵大   | 服部恵大 | 12月3日       |
| 37   | プリンプリンってカードじゃないの?     | 田辺茂範     | 宮田亮     | 宮田亮   | 12月10日      |
| 38   | 決勝戦なんていらねーよ!               | 田辺茂範     | 宮田亮     | 宮田亮   | 12月17日      |
| 39   | 男・勝太、いざ決勝戦!                 | 永野たかひろ | 鈴木輪流郎 | 宮田亮   | 12月24日      |
| 40   | 日本一ビクトリーなヤツ!               | 永野たかひろ | 鈴木輪流郎 | 宮田亮   | 2012年 1月7日 |
| 41   | 表彰式なう!                           | 田辺茂範     | 服部恵大   | 宮田亮   | 1月14日       |
| 42   | 我らデュエルヒーロー!                 | 田辺茂範     | 服部恵大   | 宮田亮   | 1月21日       |
| 43   | 親友はエイリアン!?                    | 田辺茂範     | 鈴木輪流郎 | 宮田亮   | 1月28日       |
| 44   | 親友はオレがたおすんだな!             | 田辺茂範     | 鈴木輪流郎 | 宮田亮   | 2月4日        |
| 45   | その男、切札家最強!                   | 永野たかひろ | 鈴木輪流郎 | 宮田亮   | 2月11日       |
| 46   | 勉強よりも大事なこと                  | 永野たかひろ | 鈴木輪流郎 | 宮田亮   | 2月18日       |
| 47   | 巨大なる丸き門、開かれん              | 田辺茂範     | 服部恵大   | 宮田亮   | 2月25日       |
| 48   | ひとりはみんなのために                | 田辺茂範     | 服部恵大   | 宮田亮   | 3月3日        |
| 49   | みんなはひとりのために                | 永野たかひろ | 鈴木輪流郎 | 宮田亮   | 3月10日       |
| 50   | 運命のラストターン!                   | 永野たかひろ | 鈴木輪流郎 | 宮田亮   | 3月17日       |
| 51   | 終わっちゃいねぇーぜ!                 | 田辺茂範     | 服部恵大   | 宮田亮   | 3月24日       |
| 52   | オレたちデュエマなう!!                | 田辺茂範     | 服部恵大   | 宮田亮   | 3月31日       |
放送局
※15分番組時代の2011年10月時点もの。
| 放送地域       | 放送局         | 放送期間                      | 放送日時         | 系列           | 備考       |
| -------------- | -------------- | ----------------------------- | ---------------- | -------------- | ---------- |
| 関東広域圏     | テレビ東京     | 2011年10月1日 - 2012年3月31日 | 土曜 8:30 - 8:45 | テレビ東京系列 | 製作局     |
| 北海道         | テレビ北海道   | 2011年10月1日 - 2012年3月31日 | 土曜 8:30 - 8:45 | テレビ東京系列 | 同時ネット |
| 愛知県         | テレビ愛知     | 2011年10月1日 - 2012年3月31日 | 土曜 8:30 - 8:45 | テレビ東京系列 | 同時ネット |
| 大阪府         | テレビ大阪     | 2011年10月1日 - 2012年3月31日 | 土曜 8:30 - 8:45 | テレビ東京系列 | 同時ネット |
| 岡山県・香川県 | テレビせとうち | 2011年10月1日 - 2012年3月31日 | 土曜 8:30 - 8:45 | テレビ東京系列 | 同時ネット |
| 福岡県         | TVQ九州放送    | 2011年10月1日 - 2012年3月31日 | 土曜 8:30 - 8:45 | テレビ東京系列 | 同時ネット |

### デュエル・マスターズ ビクトリーV
2012年4月7日から2013年3月30日まで放送。『ビクトリー』の続編で、ストーリーは勝太が通う小学校が主な舞台の『クラス編』をベースにしており、同じクラスの愉快な仲間たちとのデュエマがストーリーの中心として展開され、よりコメディ要素が増している。全51話。
アニメオリジナルキャラクター
ジョウ太郎、キュウ作、セイ子
声 - 松岡禎丞（ジョウ太郎）、水野麻里絵（キュウ作）、さとう実琴（セイ子）
勝太の小学校の上級生たち。
ニヤリくん
声 - 田中敦子
トライワールドの住民で、案内役。一人称は「僕」で、「〜ニャリ」が口癖。
スタッフ
- 原作 - 松本しげのぶ（月刊コロコロコミック連載中）
- 監督 - 鈴木輪流郎
- シリーズ構成 - 田辺茂範
- スーパーバイザー - 村上孝雄、真木孝一郎、小池健介、神宮字真
- 原案協力 - 益江宏典、西出成人
- キャラクターデザイン - 平岡正幸
- 美術監督 - わたなべけいと
- 色彩設計 - 長尾朱美
- 撮影監督 - 松田範雄
- 編集 - 伊藤潤一
- CGディレクター - 安田兼盛（第1話 - 第6話） → 滝田勇介（第7話 - 第51話）
- 音響監督 - 藤田亜紀子
- 音楽 - 五十嵐"IGAO"淳一
- アニメーション制作 - 小学館ミュージック&デジタル エンタテイメント
- 製作 - テレビ東京、小学館集英社プロダクション
- TM and © 2012, Wizards of the Coast, Shogakukan, Mitsui/Kids, ShoPro, TV TOKYO

主題歌
オープニングテーマ『鬼最強ビクトリー』
エンディングテーマ『ミラクル☆ビクトリー』
- 第1話から第8話は1番、第9話から第26話は2番、第27話から第51話は3番（アニメ限定）が使用された。

（上記両曲共）作詞 - 高杉美緒、栗林美智瑠 / 作曲・編曲 - 持田裕輔 / 歌 - デュエル・ヒーロー ユウ&アツト
各話リスト
| 話数 | サブタイトル                             | 脚本         | コンテ     | 演出   | 放送日        |
| ---- | ---------------------------------------- | ------------ | ---------- | ------ | ------------- |
| 1    | はちゃめちゃクラス、5年2組!              | 田辺茂範     | 鈴木輪流郎 | 宮田亮 | 2012年 4月7日 |
| 2    | 喧嘩上等!上級生!                         | 田辺茂範     | 鈴木輪流郎 | 宮田亮 | 4月14日       |
| 3    | オレらの勝太はウソつきだ!?               | 田辺茂範     | 鈴木輪流郎 | 宮田亮 | 4月21日       |
| 4    | おこって、わらって、同級生               | 田辺茂範     | 鈴木輪流郎 | 宮田亮 | 4月28日       |
| 5    | ヨゴれたそうじ係!                        | 永野たかひろ | 鈴木輪流郎 | 宮田亮 | 5月5日        |
| 6    | そうじ係は正直者?                        | 永野たかひろ | 鈴木輪流郎 | 宮田亮 | 5月12日       |
| 7    | 福引き100回できるかな?                   | 吉田正幸     | 鈴木輪流郎 | 宮田亮 | 5月19日       |
| 8    | 給食はエレガンスに!                      | 吉田正幸     | 鈴木輪流郎 | 宮田亮 | 5月26日       |
| 9    | ウリボーがやってきたーたーたー!!         | 田辺茂範     | 鈴木輪流郎 | 宮田亮 | 6月2日        |
| 10   | 生き物係、パニック!!                     | 田辺茂範     | 鈴木輪流郎 | 宮田亮 | 6月9日        |
| 11   | そのカード、ゼロ文明!!                   | 田辺茂範     | 服部恵大   | 宮田亮 | 6月16日       |
| 12   | ガチンコ・ジャッジでいざ、勝負!!         | 田辺茂範     | 服部恵大   | 宮田亮 | 6月23日       |
| 13   | シラユキヒメは誰だ!?                     | 永野たかひろ | 鈴木輪流郎 | 宮田亮 | 6月30日       |
| 14   | シラユキヒメがシュラになる!?             | 永野たかひろ | 鈴木輪流郎 | 宮田亮 | 7月7日        |
| 15   | 感激男、ラゴンくん!                      | 吉田正幸     | 鈴木輪流郎 | 宮田亮 | 7月14日       |
| 16   | モーレツに!感動に! 誕生会!!              | 吉田正幸     | 鈴木輪流郎 | 宮田亮 | 7月21日       |
| 17   | ドキドキ!夜中の学校は恐怖がいっぱい!     | 田辺茂範     | 服部恵大   | 宮田亮 | 7月28日       |
| 18   | ぎゃあ〜!あかずのトイレで呪いのデュエマ! | 田辺茂範     | 服部恵大   | 宮田亮 | 8月4日        |
| 19   | 結成!ワガママモード防衛隊!?              | 永野たかひろ | 鈴木輪流郎 | 宮田亮 | 8月11日       |
| 20   | 巨大ロボ、あらわる!                      | 永野たかひろ | 鈴木輪流郎 | 宮田亮 | 8月18日       |
| 21   | 終わりなき勉強地獄!                      | 吉田正幸     | 服部恵大   | 宮田亮 | 8月25日       |
| 22   | 新学期!ワガママモードで登校せよ!?        | 吉田正幸     | 服部恵大   | 宮田亮 | 9月1日        |
| 23   | 死闘!ワガママ大連合                      | 田辺茂範     | 高本宣弘   | 宮田亮 | 9月8日        |
| 24   | ボクにはなんもない                       | 田辺茂範     | 高本宣弘   | 宮田亮 | 9月15日       |
| 25   | 人気をかけた男たち                       | 永野たかひろ | 鈴木輪流郎 | 宮田亮 | 9月22日       |
| 26   | もう一度、オレのターン!                  | 永野たかひろ | 鈴木輪流郎 | 宮田亮 | 9月29日       |
| 27   | 運命の調べ、聞け! これがヤラシだ!        | 田辺茂範     | 高本宣弘   | 宮田亮 | 10月6日       |
| 28   | クラスメイトが大切だから!                | 田辺茂範     | 高本宣弘   | 宮田亮 | 10月13日      |
| 29   | 激突!アイドルVS小学生!                   | 吉田正幸     | 鈴木輪流郎 | 宮田亮 | 10月20日      |
| 30   | Vモード、それはキミへの架け橋!           | 吉田正幸     | 鈴木輪流郎 | 宮田亮 | 10月27日      |
| 31   | お前は強い、だがおれ達は2人だ!           | 永野たかひろ | 高本宣弘   | 宮田亮 | 11月3日       |
| 32   | 格の違い!                                | 永野たかひろ | 高本宣弘   | 宮田亮 | 11月10日      |
| 33   | 悪魔が来たりて、天使が笑う               | 田辺茂範     | 鈴木輪流郎 | 宮田亮 | 11月17日      |
| 34   | ボクらの声はキミの勇気!                  | 田辺茂範     | 鈴木輪流郎 | 宮田亮 | 11月24日      |
| 35   | 怖いぞ、すごいぞ、運命の男!!             | 吉田正幸     | 鈴木輪流郎 | 宮田亮 | 12月1日       |
| 36   | やっぱ、かっこいいぜレオ!                | 吉田正幸     | 鈴木輪流郎 | 宮田亮 | 12月8日       |
| 37   | あやつられた友!                          | 永野たかひろ | 高本宣弘   | 宮田亮 | 12月15日      |
| 38   | 暴君の運命!                              | 永野たかひろ | 高本宣弘   | 宮田亮 | 12月22日      |
| 39   | サイコークラス、5年2組!                  | 田辺茂範     | 鈴木輪流郎 | 宮田亮 | 2013年 1月5日 |
| 40   | デュエマ、好き放題!                      | 田辺茂範     | 鈴木輪流郎 | 宮田亮 | 1月12日       |
| 41   | 幸せのコンボ講座                         | 吉田正幸     | 鈴木輪流郎 | 宮田亮 | 1月19日       |
| 42   | 愛と青春、友情コンボ!                    | 吉田正幸     | 鈴木輪流郎 | 宮田亮 | 1月26日       |
| 43   | ノンストップ!特急エイト!!                | 永野たかひろ | 高本宣弘   | 宮田亮 | 2月2日        |
| 44   | いじわる女神の幸福スマイル!              | 永野たかひろ | 高本宣弘   | 宮田亮 | 2月9日        |
| 45   | おたがいムカムカ、男子と女子!            | 田辺茂範     | 鈴木輪流郎 | 宮田亮 | 2月16日       |
| 46   | どっちが上?かしこい男子と強い女子!       | 田辺茂範     | 鈴木輪流郎 | 宮田亮 | 2月23日       |
| 47   | ぶっちぎり!オレがナンバー1!              | 吉田正幸     | 鈴木輪流郎 | 宮田亮 | 3月2日        |
| 48   | 最高の対決、最高のライバル!              | 吉田正幸     | 鈴木輪流郎 | 宮田亮 | 3月9日        |
| 49   | 意外なる最強オニつよ戦士!                | 永野たかひろ | 鈴木輪流郎 | 宮田亮 | 3月16日       |
| 50   | ラストターンの奇跡!                      | 永野たかひろ | 鈴木輪流郎 | 宮田亮 | 3月23日       |
| 51   | ねがいは…                                | 田辺茂範     | 鈴木輪流郎 | 宮田亮 | 3月30日       |
放送局
| 放送地域       | 放送局         | 放送期間                     | 放送日時         | 系列           | 備考       |
| -------------- | -------------- | ---------------------------- | ---------------- | -------------- | ---------- |
| 関東広域圏     | テレビ東京     | 2012年4月7日 - 2013年3月30日 | 土曜 8:30 - 8:45 | テレビ東京系列 | 製作局     |
| 北海道         | テレビ北海道   | 2012年4月7日 - 2013年3月30日 | 土曜 8:30 - 8:45 | テレビ東京系列 | 同時ネット |
| 愛知県         | テレビ愛知     | 2012年4月7日 - 2013年3月30日 | 土曜 8:30 - 8:45 | テレビ東京系列 | 同時ネット |
| 大阪府         | テレビ大阪     | 2012年4月7日 - 2013年3月30日 | 土曜 8:30 - 8:45 | テレビ東京系列 | 同時ネット |
| 岡山県・香川県 | テレビせとうち | 2012年4月7日 - 2013年3月30日 | 土曜 8:30 - 8:45 | テレビ東京系列 | 同時ネット |
| 福岡県         | TVQ九州放送    | 2012年4月7日 - 2013年3月30日 | 土曜 8:30 - 8:45 | テレビ東京系列 | 同時ネット |

### デュエル・マスターズ ビクトリーV3
2013年4月6日から2014年3月29日まで放送。アニメ『ビクトリー』シリーズ第3弾。これまでの15分番組から、8:30 - 9:00の30分番組となった。ストーリーは漫画『カツドン編』をベースに、勝太たち「デュエマ探偵団」の奮闘や、宗教団体オラクルおよびその影響で暴走したクリーチャーとの戦いを描く。が、今シリーズは漫画との乖離点が多く前期二作と比べても全体的にオリジナルキャラの増加や（特に中盤から終盤にかけて）シリアスで暗い展開が多い。長年このシリーズの監督を務めた鈴木輪流郎から、同じくタカラトミー作品である『ゾイド -ZOIDS-』の加戸誉夫に交代するなど、一部のスタッフが変更された。本作の主題歌として、アニメ『エウレカセブンAO』でオープニングテーマを担当したHemenwayを起用している。全51話（特別編含む）。
アニメオリジナルキャラクター
プラマイ零（プラマイ れい） → 世出原 零（よではら れい）
声 - 桑島法子
第4話から登場（ただし、オープニング映像とエンディング映像では第1話から登場している）。勝太のクラスに転校してきた謎の少女。一人称は「私」で、語尾に「〜なのだ」とつけるのが特徴。覆面デュエリストの時の一人称は「僕」で、男勝りな口調になる。
漫画におけるプラマイ・ゼロの立場である。
転校早々、オラクルの影響を受けたクリーチャーのカードが、個々の能力で引き起こす「カード事件」を目撃している勝太たちに「デュエマ探偵団」を結成することを持ちかける。一度やり始めたことは最後までやる主義らしく、「ヨミの討伐」という探偵団の本来の目的を果たした後も「オラクルに支配されたすべてのカードの浄化」を目的に探偵業を続けていた。
ヨミの手下だった時には、覆面デュエリストとなって勝太の前に立ちはだかり苦しめることもあったが、イズモを捨て駒にしたヨミと決別したり、オラクルの封印を受けたクロスファイアを転生させたり、ヨミがいなくなった後も一度だけ、覆面デュエリストとしてクリーチャー島でデトロイト・テクノと対峙しヨミとの関係を問うなど、完全な悪役に徹することはなかった。
その正体はクリーチャー世界の住人で、イズモの妹である。アウトレイジの襲撃によりイズモと生き別れ、人間に転生したことで、オラクルとしての記憶を失っていた。頬についている0の模様は、それを知っていたイズモによってつけられたものだった。
第35話でイズモによる荒療治（神官であるデトロイト・テクノとバラモンとの同時デュエマ）によってすべての記憶が戻った後は、勝太たちの敵として現れ、ブータンを連れ去り、オラクルにしてしまうなど、完全な悪人となってしまった。しかし第45話にて、次元リアクターを使った勝太の呼びかけで、人間として転生していたころの人格（白零）が戻り、黒零との対決で白零が勝ち、元に戻った。
第46話で元に戻った後、イズモを説得しようとデュエマを挑み、ブータンを「豚乱舞 ブータン・ジャクソン」に変え、「凶槍乱舞 デスメタル・パンク」の能力で善戦するも、「無法人類G・イズモ」へと最終進化したイズモに敗れ、意識を失ってしまう。しかし第47話で勝太がイズモに勝ったことにより、オラクルとしての零はイズモと共にこの世を去り、人間だったころの零に戻った。当初の目的を終え、第48話で地球を離れていくこととなったブータン達を歓迎会で見送ったが、続く第49話でゾロスターの手でヨミがオラクルタワーと共に復活。決着を着けるべく、ゾロスターに最後の戦いを挑み勝利した。さらに続く第50話で勝太がヨミを倒し、オラクルの因子が無くなったことで今度こそブータン達と別れた。その後、プリンと彩とアイドルグループ「デュエマ・シスターズ」を再結成し、地球を去っていくプリンのお別れ会を盛大に飾った。
『VSRF』では勝太の結婚式の時点でヨーデルと結婚しており、勝太達を驚かせた。
切り札：「豚魔槍 ブータン」/「地獄魔槍（ヘルブルース） ブリティッシュ」/「不死帝 ブルース」/「神豚 ブータンPOP」/「神豚槍 ブリティッシュROCK」/「神聖牙 UK パンク」/「豚乱舞 ブータン・ジャクソン」/「凶槍乱舞 デスメタル・パンク」
アラシ
声 - 高下三佳、内野孝聡（ハリケーン時）
チームエグザイルの後輩。覆面デュエリストの手で蘇った「暴剣王邪 ハリケーン」の進化前の姿で「暴剣坊 アラシ」が実体化した姿。「〜っす」が口癖で、勝太やカツドン達を「兄貴」と呼んで慕う（零の場合は「姉貴」を使う）。小刀を武器にする。
刑事
声 - 大林隆介
カード事件絡みで度々勝太たちが出くわす人物。第44話ではオラクルエリアに突入しようとする彼らに協力した。
甘杉（あますぎ）
声 - 小田久史
第6話で登場したパティシエ。
井札川 リュウマ
声 - 森優子
水道橋 彩
声 - 宮崎羽衣
黒のロングヘアーに白いワンピースを着た美少女。第18話にて初登場。便利屋と勘違いしたデュエマ探偵団にデパートオープン記念のデュエマの大会に勝って、優勝賞品のハワイ旅行をプレゼントしてほしいと願ってきた。この時、オラクルの影響を受けた「クゥリャン」を使い、カードを1枚引く能力でぶっちゃけ、ヨーデル、ドラゴン龍のハートを引かせ、彼らは「彩ちゃんのため」と大会優勝を目指した（ちなみに女の子よりも勉学を優先するべんちゃんや、カレーパンが好きな勝太には通用せず、また女の子である零にはそもそも使わなかった）が、デュエマ大会の決勝戦にてぶっちゃけとヨーデルがデュエルゾーンで雌雄を決したので現実世界では無効試合となり、ハワイ旅行は夢と散った。
その後、第29話で再登場。今度は町内のど自慢大会で優勝してハワイ旅行に行くべく、零とプリンプリンの3人でアイドルグループ「デュエマシスターズ」を結成するが、今度は大会の中で「夜露死苦 キャロル」の力を借りた礼二の歌唱力に惚れ、大会を途中で抜け出したが為にハワイ旅行は再び夢と散った。
第50話でも登場し、零とプリンプリンとのトリオでプリンプリンのお別れコンサートを披露した。
ちなみに第18話の後半で「カードの力を使って自分が大会に優勝すればいいじゃねーか」と勝太に指摘されたが、大会に出なかったのはめちゃくちゃ弱いと自慢する程デュエマの実力が低いからである。
青砥 礼二（あおと れいじ）
声 - 浜添伸也
第23話から登場。オラクルの因子を受けたクリーチャーを「無限皇 ジャッキー」と共に撃退していた青年。ミュージシャンを志望しているもののかなりの音痴であったが、第29話で再登場した際、「夜露死苦 キャロル」の協力により、矯正された。
デュエマの実力はかなり高く、一戦目は「無限皇 ジャッキー」を切り札にしたアウトレイジデッキを使用。二戦目は「牙神兵ガンガン・マンモス」と「夜露死苦 キャロル」のコンボを利用したガンガン・マンモスワンショットを使用。
スタッフ
- 原作 - 松本しげのぶ（月刊コロコロコミック連載中）
- 監督 - 加戸誉夫
- シリーズ構成 - 荒木憲一
- スーパーバイザー - 村上孝雄、真木孝一郎、古屋周太郎、神宮字真
- 原案協力 - 益江宏典、西出成人
- キャラクターデザイン - 平岡正幸
- 美術監督 - わたなべけいと（第1話） → 平良亜梨沙（第2話 - ）
- 色彩設計 - 長尾朱美
- 撮影監督 - 松田範雄
- 編集 - 沖田秀樹
- CGディレクター - 滝田勇介
- 音響監督 - 藤田亜紀子
- 音楽 - 五十嵐"IGAO"淳一
- アニメーション制作 - 小学館ミュージック&デジタル エンタテイメント
- 製作 - テレビ東京、小学館集英社プロダクション
- TM and © 2013, Wizards of the Coast, Shogakukan, Mitsui/Kids, ShoPro, TV TOKYO

主題歌
オープニングテーマ『スタート革命』
作詞・作曲 - Charm / 編曲 - Hemenway / 歌 - ヘメンウェイ（キューンミュージック）
エンディングテーマ『ハチャメチャ・オレ!キング』
作詞 - CHiCO・持田裕輔 / 作曲 - 持田裕輔 / 編曲 - Yousuke Mochida / 歌 - デュエル・ヒーロー ユウ & アツト
- 前作『ビクトリーV』と違い切り札が変わっても、カード部分の歌詞は最後まで変わらなかった。

各話リスト
本作から「VSRF」まで、サブタイトルの読み上げが廃止された。
| 話数 | サブタイトル                       | 脚本               | コンテ            | 演出                | 放送日         |
| ---- | ---------------------------------- | ------------------ | ----------------- | ------------------- | -------------- |
| 1    | アウトレイジの書                   | 荒木憲一           | 加戸誉夫          | 関野関十            | 2013年 4月6日  |
| 2    | デュエルゾーン                     | 荒木憲一           | 高本宣弘          | 宮田亮              | 4月13日        |
| 3    | オラクルは危険な香り!              | 荒木憲一           | 阿部雅司          | 阿部雅司            | 4月20日        |
| 4    | 出動!デュエマ探偵団                | 北嶋博明           | 江副仁美          | 江副仁美            | 4月27日        |
| 5    | ダムッシー現る!?                   | 永野たかひろ       | 吉川浩司 竹内光   | 吉川浩司            | 5月4日         |
| 6    | 完全無欠のスイーツバトル!          | 丸川直子           | 宮田亮            | 宮田亮              | 5月11日        |
| 7    | 芸術大暴走!                        | 千葉克彦           | 高本宣弘          | 関野関十            | 5月18日        |
| 8    | 謎の覆面デュエリスト!?             | 荒木憲一           | 阿部雅司          | 阿部雅司            | 5月25日        |
| 9    | 最強の敵、その名はヨミ!            | 北嶋博明[注 5][10] | 久保田雄大        | 宮田亮              | 6月1日         |
| 10   | 忍びよるオラクルの手!              | 永野たかひろ       | 江副仁美 加戸誉夫 | 江副仁美            | 6月8日         |
| 11   | 発動!ドロン・ゴー!!                | 丸川直子           | 吉川浩司 竹内光   | 吉川浩司            | 6月15日        |
| 12   | お化け屋敷の超決戦!                | 千葉克彦           | 宮田亮            | 宮田亮              | 6月22日        |
| 13   | 三神合体ヨミ!                      | 千葉克彦           | 黒田幸生          | 黒田幸生            | 6月29日        |
| 14   | 激闘!ヨミVS覆面デュエリスト        | 北嶋博明           | 高本宣弘          | 関野関十            | 7月6日         |
| 15   | オラクルをぶっとばせ!              | 荒木憲一           | 阿部雅司          | 阿部雅司            | 7月13日        |
| 16   | 正義は絶対カツキング!              | 荒木憲一           | 江副仁美          | 江副仁美            | 7月20日        |
| 17   | 女の闘い!                          | 千葉克彦           | 吉川浩司 竹内光   | 吉川浩司            | 7月27日        |
| 18   | ドキドキメラメラ ドロン・ゴー!     | 北嶋博明           | 宮田亮            | 宮田亮              | 8月3日         |
| 19   | ベンちゃん、友情を語る!            | 丸川直子           | 大畑晃一          | 黒田幸生            | 8月10日        |
| 20   | 公園の守り神!                      | 永野たかひろ       | 阿部雅司 加戸誉夫 | 阿部雅司            | 8月17日        |
| 21   | ナゾがナゾ呼ぶ都市伝説!            | 荒木憲一           | 高本宣弘          | 関野関十            | 8月24日        |
| 22   | カツドン・勝太の夏休み!（総集編）  | 永野たかひろ       | 加戸誉夫          | 加戸誉夫 川崎比佐雄 | 8月31日        |
| 23   | アウトレイジ大抗争!                | 北嶋博明           | 江副仁美          | 江副仁美            | 9月7日         |
| 24   | ジェニーがいっぱい!                | 丸川直子           | 吉川浩司 竹内光   | 吉川浩司            | 9月14日        |
| 25   | ゾロスターの逆襲!                  | 永野たかひろ       | 宮田亮            | 宮田亮              | 9月21日        |
| 26   | ぶっちゃけVSおっかけ!              | 千葉克彦           | 黒田幸生          | 黒田幸生            | 9月28日        |
| 27   | ジャスミン、愛の奇跡!              | 丸川直子           | 阿部雅司          | 阿部雅司            | 10月5日        |
| 28   | 空飛ぶミステリーツアー!            | 千葉克彦           | 高本宣弘          | 宮田亮              | 10月12日       |
| 29   | 大熱唱!アオトレイジ・ブラザーズ!   | 北嶋博明           | 江副仁美          | 江副仁美            | 10月19日       |
| 30   | 湯けむりヨロレヒ温泉事件!          | 永野たかひろ       | 関野関十          | 関野関十            | 10月26日       |
| 31   | 復活のオラクル!                    | 荒木憲一           | 吉川浩司 竹内光   | 吉川浩司            | 11月2日        |
| 32   | 潜入!クリーチャー島!               | 荒木憲一           | 宮田亮            | 宮田亮              | 11月9日        |
| 33   | アウトレイジの導き!                | 丸川直子           | 黒田幸生          | 黒田幸生            | 11月16日       |
| 34   | 大覚醒!カツキングMAX!              | 北嶋博明           | 阿部雅司          | 阿部雅司            | 11月23日       |
| 35   | オラクルの記憶!                    | 荒木憲一           | 高本宣弘          | 宮田亮              | 11月30日       |
| 36   | イズモの妹・零!                    | 永野たかひろ       | 江副仁美          | 江副仁美            | 12月7日        |
| 37   | 裏切りのブータン!                  | 千葉克彦           | 関野関十          | 関野関十            | 12月14日       |
| 38   | ふたつの秘宝!                      | 荒木憲一           | 吉川浩司 竹内光   | 吉川浩司            | 12月21日       |
| 39   | 戻ってこい!零!                     | 千葉克彦           | 飯村正之          | 飯村正之            | 12月28日       |
| 40   | 目を覚まして切札勝太!（総集編）    | 永野たかひろ       | 加戸誉夫          | 加戸誉夫 川崎比佐雄 | 2014年 1月11日 |
| 41   | 禁断の秘宝 オラクルジュエル!       | 北嶋博明           | 宮田亮            | 宮田亮              | 1月18日        |
| 42   | 超神類イズモ!                      | 丸川直子           | 黒田幸生          | 黒田幸生            | 1月25日        |
| 43   | 奇跡の3体ドロン・ゴー!             | 永野たかひろ       | 阿部雅司          | 阿部雅司            | 2月1日         |
| 44   | 突入!オラクルエリア!               | 荒木憲一           | 江副仁美          | 江副仁美            | 2月8日         |
| 45   | 相手は自分!? 零対レイ!             | 荒木憲一           | 宮田亮            | 宮田亮              | 2月15日        |
| 46   | 零VSイズモ 宿命の対決!             | 北嶋博明           | 関野関十          | 関野関十            | 2月22日        |
| 47   | 大決戦!クライマックスドロン・ゴー! | 丸川直子           | 加戸誉夫 千葉悠麿 | 加戸誉夫            | 3月1日         |
| 48   | さらば カツドン!                   | 千葉克彦           | 吉川浩司 竹内光   | 吉川浩司 竹内光     | 3月8日         |
| 49   | ラストバトル!ヨミの惑星            | 荒木憲一           | 加戸誉夫          | 加戸誉夫 黒田幸生   | 3月15日        |
| 50   | オレ達ずっとデュエ友!              | 荒木憲一           | 宮田亮            | 宮田亮              | 3月22日        |
| 51   | アウトレイジよ! 永遠なれ!![注 6]   | 永野たかひろ       | -                 | 川崎比佐雄          | 3月29日        |
放送局
| 放送地域       | 放送局         | 放送期間                     | 放送日時         | 系列           | 備考       |
| -------------- | -------------- | ---------------------------- | ---------------- | -------------- | ---------- |
| 関東広域圏     | テレビ東京     | 2013年4月6日 - 2014年3月29日 | 土曜 8:30 - 9:00 | テレビ東京系列 | 製作局     |
| 北海道         | テレビ北海道   | 2013年4月6日 - 2014年3月29日 | 土曜 8:30 - 9:00 | テレビ東京系列 | 同時ネット |
| 愛知県         | テレビ愛知     | 2013年4月6日 - 2014年3月29日 | 土曜 8:30 - 9:00 | テレビ東京系列 | 同時ネット |
| 大阪府         | テレビ大阪     | 2013年4月6日 - 2014年3月29日 | 土曜 8:30 - 9:00 | テレビ東京系列 | 同時ネット |
| 岡山県・香川県 | テレビせとうち | 2013年4月6日 - 2014年3月29日 | 土曜 8:30 - 9:00 | テレビ東京系列 | 同時ネット |
| 福岡県         | TVQ九州放送    | 2013年4月6日 - 2014年3月29日 | 土曜 8:30 - 9:00 | テレビ東京系列 | 同時ネット |

### デュエル・マスターズ VS
2014年4月5日から2015年3月28日まで放送。再び漫画との同時進行となり、『ビクトリー』で主人公だった切札勝太が引き続き主人公となる。ストーリーは前作と同一の世界観だが、イントロダクションでは「デュエマ禁止令」が発令されておりその解禁日から物語がスタートしている。全49話。ナレーション（「熱血ナレーター」および「熱血ナレ太郎」名義）は佐藤せつじ。
前作（主に『ビクトリーV3』）との相違点
- アニメーション製作にアセンションが加わり、『デュエル・マスターズ ゼロ』から続いたトゥーンレンダリングを廃止し、従来の2Dアニメーションに変更となった。また、これに伴い勝太をはじめとする人物は漫画版により近いデザインになっている。
- ストーリーはシリアスな展開が多かった前作とは打って変わって、漫画版同様ギャグが強調されている。
- スタッフが大幅に変更され、シリーズ構成には加藤陽一、監督には本作が初監督となる佐々木忍が担当。
- これまでのシリーズ作では採用されなかった影の声（ナレーター）の存在、FLASHアニメ風やカットイン画面の多用等の視覚的インパクトの高い挑戦的構成となり、より低年齢向けの作風とする工夫が見られる。

アニメオリジナルキャラクター
大ジロー、中ジロー、小ジロー
声 - 優希、水沢史絵、奈波果林
コジローの弟たち。貧困生活にめげずコジローを応援する。
深緑のパーカーを着ているのが大ジロー。眼鏡を掛けているのが中ジロー。一番背が小さくヘッドギアとボクシンググローブを身に着けているのが小ジロー。
レナ
声 - 奈波果林
天才学園の女生徒でべんちゃんのガールフレンド。
岡 霊子（おか れいこ）
声 - 松来未祐
ドラゴン龍が始めたおでんの屋台を手伝っている女性。実は普通の人間ではない。
土瓶先生 / 土瓶マスク
声 - 三戸耕三
勝太のクラスの担任で国語教師、また茶道部の顧問。龍解のためデッキを改造しようとしていた勝太の背中を押した。
もう一つの顔は覆面プロレスラーの土瓶マスク。ほとんどの生徒には気付かれているが勝太には唯一気付かれていない。『VSR』ではハロウィンを日本茶の日に因んだチャロウィンに改革しようとチャロウィン革命軍をぶっちゃけ&ヨーデルと結成する。そしてデュエにゃんことシールドプロレスデュエルをする。
切り札：「超熱血フルボコ・ドナックル」 / 「超熱血ギラギラ・ドガッツ」
腹の色真っ黒ーバーX
ぶっちゃけがハマっているアイドルグループ。通称「ハラグロX」。その名の通り腹黒さが売りで、ファンのことを「カモ」と呼ぶ。
エリカ
声 - 優希
ぶっちゃけの推しメン。通称「エリカッチュ」。ぶっちゃけの妄想によく登場する。
マリ
声 - 若井友希
通称「マリニャン」。
サエコ
声 - ブリドカットセーラ恵美
通称「サエポヨ」。
ゴメス
声 - 大塚明夫
新たに加入したメンバー。元女子プロレスラー。主なフレーズは「ブッコロミーゴ」。
襟斗先輩（襟斗 偉色＜えりと しいき＞）
声 - 新井良平
べんちゃんと同じく天才学園に通う3年生。カードを現実のハラグロXと区別できなくなってしまったぶっちゃけを元に戻すため、アイドルマニアとデュエマさせようというるるの案を聞いたべんちゃんが協力を要請した通称、アイドル皇帝。
数年前にデビューしてファンによる育成型アイドルの先駆けとなったが、現在はほとんど活動休止状態のモーコリゴリ娘。（通称、モーコリ。）を推している。また「アクア鳥人 ロココ」（声 - 佐藤はな）や「電脳決壊の魔女 アリス」（声 - 冨岡美沙子）に似たメンバーが所属し、アリスに至っては芸名も同じ可能性がある。
「アイドルとはドームからみかん箱の上に戻ってきた時こそが華。全盛期を過ぎ、ほぼ仕事が無くなったアイドル達の再起を支援する事こそ、僕らアイドルマニアの使命」というマニアックな使命感を持つ。
アイドル研究所にてアイドルカードを完全防菌、絶対零度で保管している。デュエマをする際もカードを傷めないよう手袋を着用している（ただし、スリーブはつけていない）。
第25話が初登場だが、名前だけは第2話の天才学園の掲示板で一瞬出ている。試験を3学年内1位で通過してるので、頭が良いのは間違いない。
漫画「ビクトリー」ではアニメよりも先に第1話で登場。勝太が初めてデュエマした相手でもある。当時はアニメと違って嫌味な性格でべんちゃんを挑発をするなどしていた。具体的なデッキの内容は不明だが、勝太の速攻デッキが苦手とするハンデス持ちの「飛行男」や火のクリーチャーに強いブロッカーの「電脳聖者タージマル」等で勝太を追い詰めている。だが、最後は勝太の切り札である「機神勇者スタートダッシュ・バスター」によって敗北。あっけなく退場して、それ以降漫画では一切出番がなかった。
同じ時期に放映されていたアニメ「ビクトリー」では彼は登場せず、代わりにパン屋の店主が勝太の初のデュエマ相手となり、上記と同じような形で敗北した。
見た目が牛次郎に似ている上に、いかにも偉ぶってそうな名前であるが、アニメ版だと屁理屈ながらも他人の意見を否定しなかったり、最終的には素人と蔑んでいたぶっちゃけを認めるなど良心的な青年である。
孔明（こうめい）
声 - 遊佐浩二
第21話から登場。三国市高校二年生。一人称は「私」で、敬語で話す。相手のデッキからカードを盗み出し、デュエマができなくなるように仕向けたり、隠し持っていたカードをデュエマ中にすり替える等、卑怯な手段を使って自分の思い通りに事を進めようとする策師。作戦を言う際には「～（中華料理の名前）の陣（または計）」と言う。
水文明単色のクリスタル・コマンド・ドラゴンデッキを使う。
第24話ではデュエマ甲子園店舗予選最終日にカードを盗んで出場できなくする魂胆だったはずのホカベンと店舗予選の決勝戦で対決。ホカベンを甘く見すぎた結果敗北する。その後デュエマ甲子園に出場する形で再登場を果たし、第35話で本戦の勝太戦でも、当日町中のカレーパンを買い占めて精神的ダメージを与えた上、デュエマ中に袖口から山札の上にカードを仕込んだり、停電に乗じてシールドをすり替えるなどのイカサマを行った。さらにマナゾーンに『終末の時計 ザ・クロック』が連続して3枚あったことから、積み込みをしようとして失敗したかのようにとれる描写もあった。途中S・トリガーで最後の1枚が出ていたことで、最後のシールドは『クロック』ではないことが周知の事実となり、イカサマもできない状況に追い込まれたことから敗北し、試合後はデュエマ警察に逮捕された。
「VSR」ではデュエマ警察から脱走もしくは釈放された模様。第20話でデュエマーランド地下帝国に落とされたようで、門番のランボーに敗北し、ぶっちゃけ同様丸坊主になっていた。
「VSRF」第15話でデュエマVS感謝祭に参加しており、いつの間にか髪の毛は元に戻っていた。「顔面パンストバンジージャンプ」を行っていた勝太の上空でムササビスーツを着て滑空していた。その後の描写は無いがキレた勝太によって行動不能になる。また、これを最後に登場しなくなった。
切り札：「術英雄チュレンテンホウ」 / 「龍脈術水霊の計」 / 「龍素記号Mjリンシャンカイホ」（全て『VS』のみ）
ショウ
声 - 子安武人
両目が眼帯の異様な男。ミッ土瓶タウンで勝太と戦い勝利した。その後は勝太に「二刀龍覇グレンモルト『王』」を託した。常に砂塵吹き荒れるミッ土瓶タウンの空気に対し彼の目はひ弱だった。デュエマ甲子園最終決戦でも勝太をサポートする。
切り札：「二刀龍覇グレンモルト『王』」
熱血ナレーター / 熱血ナレ太郎
声 - 佐藤せつじ
デュエマ甲子園編開始以前の第1話から第33話までは影の声として登場し、第34話からナレ太郎として登場を果たす。『VSR』以降でも引き続きナレーターとして登場。実はるるのファンであることが『VSR』第45話で判明した。後述のジョー編でも、度々実況アナウンサーとして登場している。
スタッフ
- 原作 - 松本しげのぶ
- 監督 - 佐々木忍
- 助監督 - 宮西哲也
- シリーズ構成 - 加藤陽一
- キャラクターデザイン・キャラクター総作画監督 - 薮本陽輔
- クリーチャー設定 - 石垣純哉、難波孝、鈴木克、浜津武広
- クリーチャー総作画監督 - 浜津武広
- 美術監督 - 河合伸治
- 色彩設計 - 酒井美晴
- 撮影監督 - 梅田俊之
- 編集 - 中葉由美子、村井秀明
- 音響監督 - 藤田亜紀子
- 音楽 - 五十嵐"IGAO"淳一
- アニメーションプロデューサー - 長南佳志
- プロデューサー - 吉野文（テレビ東京）、長谷川友紀
- アニメーション制作 - ascension、小学館ミュージック&デジタル エンタテイメント

主題歌
オープニングテーマ『こんちきしょうめ』
作詞・作曲 - 山本聡 / 編曲・歌 - ガガガSP
回を増すごとにオープニングアニメーションが一部変更されている。さらに中盤より、ハムカツやギョウをはじめ、牛次郎や勝舞のシルエットなどが追加された。
バンドや曲のイメージに合わせたように疾走感溢れる過激なOPになっている。
第47話、第48話のみ効果音が入るようになった。
第33話、最終話である第49話は使用されず、挿入歌として使用され、『VSRF』第43話でもノンクレジットであるものの挿入歌として使用されている。
第6話、第16話、第27話、『VSRF』第15話ではインストゥルメンタル版が挿入して使用された。
エンディングテーマ『全然 大丈夫だぜ OK!』
作詞 - 松浦有希 / 作曲 - 持田裕輔 / 編曲 - Yousuke Mochida / 歌 - デュエル・ヒーロー ユウ & アツト
第1話から第6話までは1番、第7話から第35話までは2番、第36話から第47話までは3番が使用された。
第33話はインストゥルメンタル版が挿入して使用された。
第48話は使用されなかった。
最終話である第49話では「DMVSオールスターズ」として声優陣が2番を大合唱した。
各話リスト
2014年8月30日と2015年1月3日は放送休止。
| 話数             | サブタイトル                                              | 脚本         | コンテ                   | 演出              | 作画監督                                          | 放送日         |
| 中学生編         | 中学生編                                                  | 中学生編     | 中学生編                 | 中学生編          | 中学生編                                          | 中学生編       |
| ---------------- | --------------------------------------------------------- | ------------ | ------------------------ | ----------------- | ------------------------------------------------- | -------------- |
| 1                | デュエマ解禁っ!熱血デュエ魂っ!                            | 加藤陽一     | 佐々木忍                 | 宮西哲也          | 薮本陽輔 藤原彰人                                 | 2014年 4月5日  |
| 2                | べんちゃんとの再会っ!!                                    | 加藤陽一     | 佐々木忍 宮西哲也        | 冨永恒雄          | 加野晃                                            | 4月12日        |
| 3                | 龍解っ!!                                                  | 加藤陽一     | 宮田亮                   | 宮田亮            | 栗尾昌宏                                          | 4月19日        |
| 4                | 飢えた狼っ!コジローあらわるっ!!                           | 高橋ナツコ   | 上原秀明                 | 江島泰男          | 細川修平 小平はじめ                               | 4月26日        |
| 5                | ヌメっと開幕っ!町内デュエマ大会っ!!                       | 永野たかひろ | 村木良幸                 | 加藤顕            | 金子匡邦                                          | 5月3日         |
| 6                | 勝太龍解っ!?ガイギンガっ!!                                | 田村安彦     | 阿泉紫苑                 | 山岡実            | 飯飼一幸 藤原彰人                                 | 5月10日        |
| 7                | 蒼薔薇の貴公子っ!その名はルシファーっ!!                   | 根元歳三     | 山崎茂                   | 山崎茂            | 南伸一郎                                          | 5月17日        |
| 8                | 屋台引いてるっ!?ドラゴン龍ーっ!!                          | 加藤陽一     | 宮西哲也                 | 宮西哲也          | 薮本陽輔 KIM YONGSIK                              | 5月24日        |
| 9                | 愛とっ!サソリっ!!                                         | 永野たかひろ | 中川聡                   | 中川聡            | 加野晃                                            | 5月31日        |
| 10               | 熱血っ!プロレスレッスンっ!!                               | 田村安彦     | 暮田公平                 | 暮田公平          | 栗尾昌宏 LIM CHEA DUCK LIM SEUNG BONG KIM YONGSIK | 6月7日         |
| 11               | 始動っ!新たなる切り札っ!!                                 | 高橋ナツコ   | 江島泰男                 | 江島泰男          | 細川修平 大原和男                                 | 6月21日        |
| 12               | 開幕っ!ルシファーワールドカップっ!!                       | 根元歳三     | 宮田亮                   | 宮田亮            | 飯飼一幸 藤原彰人                                 | 6月28日        |
| 13               | サソリのっ!ハニートラップ大作戦っ!!                       | 永野たかひろ | 加藤顕                   | 加藤顕            | 金子匡邦                                          | 7月5日         |
| 14               | 熱闘っ!勝太VSコジローっ!!                                 | 田村安彦     | 山崎茂                   | 山崎茂            | 福島豊明 南伸一郎                                 | 7月12日        |
| 15               | 準決勝っ!ルシファーVSべんちゃんっ!!                       | 高橋ナツコ   | 山岡実                   | 山岡実            | 薮本陽輔 栗尾昌宏 KIM YONGSIK                     | 7月19日        |
| 16               | 死闘っ!ルシファーVSコジローっ!!                           | 根元歳三     | 中川聡                   | 中川聡            | 牛島勇二 加野晃                                   | 7月26日        |
| 17               | ドラゴンの激励っ!                                         | 永野たかひろ | 小倉宏文                 | 小倉宏文          | 藤原彰人 飯飼一幸                                 | 8月2日         |
| 18               | 灼熱っ!真夏のウォーターバトルっ!!                         | 永野たかひろ | 藤原良二                 | 関田修            | 小平はじめ 細川修平 大原和男                      | 8月9日         |
| 19               | ぶっちゃけ&ハラグロXっ!まさかのひと夏の思い出っ!!         | 加藤陽一     | 宮田亮 佐々木忍 宮西哲也 | 宮田亮            | 栗尾昌宏 あんきな                                 | 8月16日        |
| 20               | 納涼 大花火っ!夏の終わりのときめきメモっ!!                | 加藤陽一     | 阿泉紫苑                 | 加藤顕            | 金子匡邦                                          | 8月23日        |
| 21               | 衝撃の要塞っ!ドラグハート・フォートレスっ!!               | 根元歳三     | 山崎茂                   | 山崎茂            | 南伸一郎 福島豊明                                 | 9月6日         |
| 22               | アツっ!土瓶マスクのお茶会デュエマっ!!                     | 田村安彦     | 阿泉紫苑                 | 新井宣圭          | 加野晃                                            | 9月13日        |
| 23               | かわいかりしハムカツとっ!暴龍事変ガイグレンっ!!           | 高橋ナツコ   | 関野関十                 | 関野関十          | 藤原彰人 飯飼一幸                                 | 9月20日        |
| 24               | 激ワルっ!? 不良少年ホカベンと天才軍師孔明っ!!             | 根元歳三     | 藤原良二                 | 高村雄太          | 細川修平 大原和男                                 | 9月27日        |
| 25               | ぶっちゃけ&エリカッチュっ!ひと秋の恋っ!!                  | 高橋ナツコ   | 山岡実                   | 山岡実            | 栗尾昌宏 加野晃 増田敏彦                          | 10月4日        |
| 26               | そうだ修学旅行、行こうっ!寄生中学・ギョウとの戦いっ!!     | 大知慶一郎   | 前園文夫                 | 前園文夫          | 金子匡邦 野口啓生                                 | 10月11日       |
| 27               | 大阪決戦っ!3D龍解したれやぁっ!!                           | 田村安彦     | 阿泉紫苑 宮田亮          | 宮田亮            | 藤原彰人 加野晃                                   | 10月18日       |
| 28               | 突撃 バカ殿中学っ!サソリ姫を救えっ!!                      | 永野たかひろ | 山崎茂                   | 山崎茂            | 福島豊明 南伸一郎                                 | 10月25日       |
| 29               | さらばハムカツっ!かっちゃんパワーアップ大作戦っ!!         | 加藤陽一     | 阿泉紫苑 新井宣圭        | 新井宣圭          | 加野晃                                            | 11月1日        |
| 30               | 来たぞ土瓶島っ!サバイバルからのエリア代表戦っ!?           | 根元歳三     | 関野関十                 | 関野関十          | 小島えり 牧内ももこ 飯飼一幸                      | 11月8日        |
| 31               | 駆け抜けろエリア代表戦っ!謎の強敵 土瓶レディーっ!!        | 大知慶一郎   | 藤原良二                 | 高村雄太          | 細川修平 小平はじめ 大原和男                      | 11月15日       |
| 32               | 世紀末伝説っ!?ミッ土瓶タウンのネオデュエマ王っ!!          | 高橋ナツコ   | 小倉宏文                 | 山内東生雄        | 金子匡邦 野口啓生                                 | 11月22日       |
| 33               | 勝太VS勝舞っ!出るか新技二刀流っ!!                         | 高橋ナツコ   | 佐々木忍 宮田亮          | 山岡実            | 栗尾昌宏                                          | 11月29日       |
| デュエマ甲子園編 |                                                           |              |                          |                   |                                                   |                |
| 34               | いざ出演っ!熱闘!デュエマ甲子園っ!!                        | 永野たかひろ | 宮西哲也                 | 宮西哲也          | 藤原彰人                                          | 12月6日        |
| 35               | 開幕デュエマ甲子園っ!孔明の恐るべき罠っ!!                 | 小林英造     | 山崎茂                   | 山崎茂            | 南伸一郎 鈴木克                                   | 12月13日       |
| 36               | ベンちゃんの決意っ!クリスマスデュエマっ!!                 | 根元歳三     | 冨永恒雄                 | 伊藤史夫          | 加野晃                                            | 12月20日       |
| 37               | 年末といえばこれだよねっ!紅白デュエ合戦っ!!               | 大知慶一郎   | 宮田亮                   | 宮田亮            | 飯飼一幸 浜津武広                                 | 12月27日       |
| 38               | アツかりし新年っ!コジローVSあたらしきサソリっ!!           | 永野たかひろ | 藤原良二                 | 宮西哲也 新井宣圭 | 細川修平 大原和男                                 | 2015年 1月10日 |
| 39               | かっ飛ばせホカベンっ!からの〜最凶最悪デュエルっ!!         | 田村安彦     | 関野関十                 | 関野関十          | 栗尾昌宏 加野晃                                   | 1月17日        |
| 40               | ルシファーっ!死すっ!?                                     | 根元歳三     | 阿泉紫苑                 | 山内東生雄        | 金子匡邦 野口啓生                                 | 1月24日        |
| 41               | イバラのっ!?レクイエムっ!!                                | 高橋ナツコ   | 阿泉紫苑                 | 山崎茂            | 南伸一郎 Yu Bong hyun                             | 1月31日        |
| 42               | 怒りのドローっ!勝太VSギョウっ!!                           | 永野たかひろ | 山岡実                   | 山岡実            | 藤原彰人 飯飼一幸                                 | 2月7日         |
| 43               | 恋は戦いっ!乙女のバレンタインデュエルっ!!                 | 小林英造     | 山崎茂                   | 伊藤史夫          | 加野晃                                            | 2月14日        |
| 44               | めざせアツかりし頂っ!デュエマ甲子園決勝っ!!               | 大知慶一郎   | 宮田亮                   | 宮田亮            | 栗尾昌宏 飯飼一幸                                 | 2月21日        |
| 45               | ついに決着デュエマ甲子園っ! 優勝者は誰だっ!? 誰なんだっ!! | 田村安彦     | 藤原良二                 | 関田修            | 細川修平 大原和男                                 | 2月28日        |
| 46               | るるのユウウツな日々っ!!                                  | 永野たかひろ | 宮西哲也                 | 宮西哲也          | 加野晃                                            | 3月7日         |
| 47               | るるちゃんビックリ!?今、明かされるアツかりし秘密ッ!!      | 大知慶一郎   | 吉村愛 新井宣圭          | 前園文夫          | 金子匡邦 野口啓生                                 | 3月14日        |
| 48               | 突然の学園新展開っ!?転校生はルシファーっ!?                | 根元歳三     | 小倉宏文                 | 高藤聡            | 飯飼一幸 牛島勇二                                 | 3月21日        |
| 49               | 死ぬなルシファーっ!未来をひっくり返したれやぁああっ!!     | 根元歳三     | 関野関十                 | 関野関十          | 藤原彰人 加野晃                                   | 3月28日        |
放送局
| 放送地域       | 放送局                     | 放送期間                      | 放送日時           | 系列           |                 |
| -------------- | -------------------------- | ----------------------------- | ------------------ | -------------- | --------------- |
| 関東広域圏     | テレビ東京                 | 2014年4月5日 - 2015年3月28日  | 土曜 8:30 - 9:00   | テレビ東京系列 | 製作局          |
| 北海道         | テレビ北海道               | 2014年4月5日 - 2015年3月28日  | 土曜 8:30 - 9:00   | テレビ東京系列 | 同時ネット      |
| 愛知県         | テレビ愛知                 | 2014年4月5日 - 2015年3月28日  | 土曜 8:30 - 9:00   | テレビ東京系列 | 同時ネット      |
| 大阪府         | テレビ大阪                 | 2014年4月5日 - 2015年3月28日  | 土曜 8:30 - 9:00   | テレビ東京系列 | 同時ネット      |
| 岡山県・香川県 | テレビせとうち             | 2014年4月5日 - 2015年3月28日  | 土曜 8:30 - 9:00   | テレビ東京系列 | 同時ネット      |
| 福岡県         | TVQ九州放送                | 2014年4月5日 - 2015年3月28日  | 土曜 8:30 - 9:00   | テレビ東京系列 | 同時ネット      |
| 日本全域       | YouTube                    | 2014年4月5日 - 2015年3月28日  | 土曜 9:00 更新     | ネット配信     | 最新話のみ1週間 |
| 日本全域       | ニコニコチャンネル         | 2014年9月27日 - 2015年3月28日 | 土曜 9:00 更新     | ネット配信     |                 |
| 日本全域       | ニコニコ生放送             | 2014年9月27日 - 2015年3月28日 | 土曜 17:30 - 18:00 | ネット配信     |                 |
| 日本全域       | BSジャパン（現：BSテレ東） | 2014年4月6日 - 2015年3月29日  | 日曜 6:30 - 7:00   | BS放送         | 遅れネット      |

### デュエル・マスターズ VSR
2015年4月5日から2016年3月27日まで放送。『VSR』の読みは「バーサスレボリューション」。漫画版は「VS」の展開をベースに2年かけて進行した為、本シリーズは突如現れた謎のテーマパーク「デュエマーランド」の陰謀に勝太達が立ち向かうアニメオリジナルストーリーとなっている。
本作より放送時間が日曜8:30 - 9:00に変更された。また、一部系列外局でも遅れネットで放送されていた。テレビ東京系列の各話放映終了と同時の日曜9:00、YouTubeのSHOPROチャンネルにて1週間限定の無料公開が行われており、公式webサイトにおいてもページ中央部に埋め込みで表示されていた。ニコニコ動画でも配信されている。全51話。
アニメオリジナルキャラクター
一部の人物は漫画版にも登場。または名前が出ている。
ワラマキ
声 - 石田彰
地下帝国で勝太と出会ったおかっぱヘアーと独特な口調にハイヒールを履き藁を体に巻いているのが特徴の中年男性。いい加減な性格で、勝太がガチロボにやられそうになった際にはあっさり見捨ててギョウと逃げようとしたり、逆転した時はしれっと手のひらを返したりした。実は昔は侵略側にいたが、ある時るるにそっくりな納豆売りに「ズギャーン」とくるラリアットをかまされたことがきっかけで心を入れ替え藁を巻いて地下帝国に自ら落ちた。本来の姿は美形で、藁をかぶった時とかぶっていない時とでは性格が変わる。
切り札：「超幻影 ワラシベイベー」、「幻影 ドン・サボテ」
デュエーマン軍曹
声 - 木島隆一
地下帝国のスタッフ。
ウルトラ・ブッダーラ
声 - 塩屋浩三
地下帝国の温泉屋にいた仏のような人。1回目と2回目は何があっても怒らないが、3回目には怒る（ただし、ロボに改造された時は1回目で怒った）。
切り札：「三界ブッディ」
ガチロボ
声 - 黒田崇矢
地下帝国のトップにあたるロボット。ワラマキ曰く「とにかくガチなロボ」らしいが、勝太はガチャガチャマシンのような見た目から「ガチャロボ」と言っていた。
切り札：「ガチャンコ ガチロボ」
魔太郎（またろう）
声 - 井上和彦
厚手の黒いコートに武器を隠している男性。武器は日常生活で使用している。デュエルマ・スターカップで不正行為をしていないか監視をしていた。
菊池師範代（きくちしはんだい）
声 - 菊地師範代
16話にて偉い人に紛れて特別出演した。
NOZOKIN（ノゾキン）
声 - 西地修哉
ランキング1位のカリスマデューチューバー。いろいろな人の素顔をのぞき見するノゾキンTVで有名。「神ボーイ」こと勝太の素顔をよく撮っていた。
「DueTube」とはデュエマーランドが経営する動画サイトで、ホカベンも「クライマックスほかい」名義で利用している。
カツカレー
声 - ゆきのさつき
宇宙から来たカレーパン星人。夏休みのある日に勝太と出会う。カレーパンを食べると大きくなり、毎日食べてきたせいで家に置いておけないほど大きくなりすぎてしまった。
デュエにゃんこ
声 - てらそままさき
ある一見でデュエマウスに成り代わり1位になった強面な顔をした猫のマスコットキャラクター。るるは彼のファン。実は本物の猫であり、着ぐるみではない。
切り札：「デュエにゃん皇帝」
ゲンちゃん
声 - 内野孝聡
バサラたちに変わる新幹部の1人。原始人でゴリラのような筋肉質の外見とは裏腹に、性格は礼儀正しいビジネスマン精神の持ち主。4以上の数字が大嫌いでマナ・シールド・手札は3枚じゃないと気が済まない。生まれたときから原始人であり、周りとなじめずにいた頃に社長と知り合い幹部となっており、社長への忠誠心は高い。両親は普通の人間。
切り札：「S級原始（トライブ）サンマッド」
チューやん
声 - 菅原正志、若井友希（幼少期）
バサラたちに変わる新幹部の1人。宇宙人であるため黒ずくめの男に連行、監視されているが不便というわけでもなく、黒ずくめの男とは仲がいい。「キャトる（キャトルミューティレーションするの略）」が口癖で、敵対心むき出しな性格。宇宙からきた侵略者ではあるが実は祖父の代から黒ずくめの男に捕まっているため宇宙に行ったことがない。
切り札：「S級宇宙アダムスキー」
ゾンさん
声 - 高坂篤志
バサラたちに変わる新幹部の1人。体だけでなく性根も腐ったゾンビであり、相手の弱みを利用した作戦を得意としている。猿の顔のような模様が付いた棺桶を持っている。舌で嘗めた人間やバズーカの弾、カードをゾンビに変える能力を持つが、水をかけると元に戻る。同じような性格の社長とは肩を組むほど仲がいい様子が見られる。元々は名前のないゾンビであり、触れたものを図らずと腐らせたりゾンビ化させたりしてしまうため孤独な思いをしていたが、ある日インターネット上で社長と知り合い「ゾンさん」の名前を与えられた。
切り札：「S級不死デッドゾーン」、「S級不死デッドダラー」、「S級不死デッドゲリラ」、「超不死デスマトメル」
社長
声 - 志賀克也
デュエマーランドのトップで、バサラたちを裏から糸をひく黒幕。目的や正体、本名などはいっさい不明の謎の多い人物。誰に対してもハイテンションかつ軽い口調で喋るが、デュエマシーを作るさいカードショプ滝川買収に失敗した部下を地下帝国に落としたり、バサラ対ルシファーでの「負ければ大切な物をドッカーンデュエル」を楽しんだり、コジローの弟たちを人質にしてコジローと勝太を戦わせるなど、その性格は冷酷無比で目的のためには手段を選ばない。また、ドキンダムXの消滅を防ぐために爆弾で爆破しバサラを病院送りにした上に彼の切り札であるドキンダムXとレッドゾーンを奪う、彼のことを慕うデュエマウスをあっさりクビにした上に爆弾で勝太たち諸共消し去ろうとしたりと部下をただの捨て駒としか思っていない。一方で新幹部3人に関しては友達として大切に思っており、特にゾンさんが昇天した際には涙を流していた。初登場時に現した姿は実は彼の頭脳コンピューターを搭載したロボットで、大量の電力が必要であり、地下帝国の従業員が起こしたストライキにより電力が切れた際に街中の電気を盗み停電騒ぎを起こしたことがある。無数のアンテナを何より誇りに思っている。またこのアンテナは外して栓抜きやスプーン、耳掻き、リコーダーとして使うことができる。第38話で全てのデュエリストを根絶やしにする「デュエリスト殲滅計画」がデュエルマスターカップを開いた目的だということが判明した。
その正体は邪藩牛次郎であり、今までの一連の行動は全て勝舞への逆恨みによるものだった。デュエマを憎んでいると言い、デュエマを地上から消し去ろうとするが、本当はデュエマが好きであり、勝太とのデュエマを通じて正直な気持ちに返った。
切り札：「正体不明」、「ボルメテウス・サファイア・ドラゴン」、「夢の変形デュエランド」、「伝説の正体ギュウジン丸」、「目的不明の作戦」

スタッフ
前作と異なるスタッフのみ記載。
- 助監督 - 新井宣圭
- 美術監督 - 米田隆裕
- 色彩設計 - 児玉尚子
- プロップデザイン - 鈴木克
- 撮影監督 - 河合有紀子
- アニメーションプロデューサー - 茂木仁史

主題歌
本作では30分枠のシリーズで初めて主題歌が変更されている。
オープニングテーマ
『Luv it!!』（第1話 - 第39話）
作詞 - 武留 / 作曲 - shinpei / 編曲 - ハヤシベトモノリ / 歌 - SuG
『エボレボ!』（第40話 - 第51話）
作詞・作曲・編曲 - 前山田健一 / 歌 - はやぶさ
エンディングテーマ
『キミがくれたKISEKI』（第1話 - 第13話）
作詞 - 安田尊行 / 作曲 - しほり / 編曲 - 長田直之 / 歌 - Pile
『Love & Peace』（第14話 - 第39話）
作詞 - CROSS GENE、izumi / ラップ詞 - Brand Newjiq / 作曲・編曲 - koshin / 歌 - CROSS GENE
『JIBUN』（第40話 - 第51話）
作詞 - みく / 作曲 - 輝喜 / 編曲 - 平出悟 / 歌 - アンティック-珈琲店-

各話リスト
本作よりサブタイトルの漢字部分にルビが振られるようになった。
| 話数 | サブタイトル                                                                  | 脚本         | 絵コンテ                        | 演出                            | 作画監督                       | 放送日         |
| ---- | ----------------------------------------------------------------------------- | ------------ | ------------------------------- | ------------------------------- | ------------------------------ | -------------- |
| 1    | いきなり開園っ!夢と希望のデュエマーランドっ!!                                 | 加藤陽一     | 佐々木忍                        | 新井宣圭                        | 薮本陽輔 栗尾昌宏              | 2015年 4月5日  |
| 2    | 消えたぶっちゃけっ!デュエマーランドの謎っ!?                                   | 加藤陽一     | 山崎茂                          | 山崎茂                          | 南伸一郎                       | 4月12日        |
| 3    | 侵略発動っ!レッドゾーンデュエルっ!?                                           | 山下憲一     | 関野関十                        | 伊藤史夫                        | 加野晃                         | 4月19日        |
| 4    | みんなビックリっ!デュエマーランドの秘密っ!!                                   | 大知慶一郎   | 宮田亮                          | 宮田亮                          | 飯飼一幸 牛島勇二              | 4月26日        |
| 5    | これは本物のかっちゃんですっ!ロボがボロ出す5秒前っ!!                          | 永野たかひろ | 藤原良二                        | 関田修                          | 細川修平                       | 5月3日         |
| 6    | 革命は湯煙の向こうにっ!お肌ツルツル極楽温泉デュエルっ!!                       | 小林英造     | 村木良幸                        | 高藤聡                          | 本田辰雄 加野晃                | 5月10日        |
| 7    | 地下アイドルにお熱っ!ぶっちゃけvsべんちゃんの灼熱デュエマっ!!                 | 永野たかひろ | きみやしげる                    | 前園文夫                        | 金子匡邦 野口啓生              | 5月17日        |
| 8    | 逆襲のデュエマーロボっ!デュエマーファイブ3人集合っ!!                          | 小林英造     | 山崎茂                          | 山崎茂                          | 南伸一郎                       | 5月24日        |
| 9    | ドッドドドカーンと巻き起こせっ!勝太の大革命っ!!                               | 加藤陽一     | 山岡実                          | 山岡実                          | 浜津武広 藤原彰人              | 5月31日        |
| 10   | 怒涛のスタート!なんでも願いが叶うデュエマ星取り合戦デュエルマ・スターカップ!! | 永野たかひろ | 宮田亮 新井宣圭                 | 伊藤史夫                        | 加野晃                         | 6月7日         |
| 11   | 勝太VSハカセっ!呼び覚ませ、革命0っ!!                                          | 山下憲一     | 関野関十                        | 関野関十                        | 栗尾昌宏                       | 6月14日        |
| 12   | デュエマシー開園っ!カードショップ滝川の危機っ!!                               | 大知慶一郎   | 藤原良二                        | 関田修                          | 細川修平                       | 6月21日        |
| 13   | ぎこ ぎこ ぎこぉぉっ!またろうが出たっ!!                                       | 大知慶一郎   | 宮田亮                          | 宮田亮                          | 本田辰雄 牛島勇二              | 6月28日        |
| 14   | ドッドド ドカァアアンっ! 奇跡の革命0トリガーっ!!                              | 加藤陽一     | 藤原良二                        | 高橋聡                          | 金子匡邦 野口啓生              | 7月5日         |
| 15   | 密林のゲリラっ!ランボー参上っ!!                                               | 永野たかひろ | 山崎茂                          | 山崎茂                          | 南伸一郎                       | 7月12日        |
| 16   | るるVSコジローっ!星取り頂上決戦っ!!                                           | 永野たかひろ | 関野関十                        | 新井宣圭 高橋聡                 | 飯飼一幸 藤原彰人              | 7月19日        |
| 17   | 夏休みスペシャルイベントっ!寒がってはいけないフローズンファイトっ!!           | 小原あや     | ともかず                        | 伊藤史夫                        | 牛島勇二 加野晃                | 7月24日        |
| 18   | 狙われた勝太っ!NOZOKIN現るっ!?                                                | 永野たかひろ | 山岡実                          | 山岡実                          | 浜津武広 栗尾昌宏              | 8月2日         |
| 19   | ある夏の日の奇跡っ!カレーパン星人との出会いそして完食…っ!                     | 小林英造     | 阿泉紫苑                        | 関田修                          | 細川修平                       | 8月9日         |
| 20   | 喰らいたい!ズギャーンとしたラリアットっ!ワラマキさんの脱出作戦っ!!            | 永野たかひろ | 宮田亮                          | 宮田亮                          | 本田辰雄 加野晃                | 8月16日        |
| 21   | ズギャーンと開店っ!女子プロレスカフェ滝川っ!?                                 | 山下憲一     | 新井宣圭                        | 新井宣圭                        | 金子匡邦 野口啓生              | 8月23日        |
| 22   | 最強VS最速っ!ルシファーVSバサラっ!!                                           | 大知慶一郎   | 呉凧卯兵                        | 真野玲 稲葉友紀                 | さゆみれい                     | 8月30日        |
| 23   | 封じられしっ!禁断のカードっ!?                                                 | 大知慶一郎   | 関野関十                        | 関野関十                        | 飯飼一幸 藤原彰人              | 9月6日         |
| 24   | やったれ青春っ!ホカベンVS社っ長サンっ!!                                       | 永野たかひろ | 藤原良二                        | 伊藤史夫                        | 加野晃                         | 9月13日        |
| 25   | 復活の野獣っ!勝太 VS コジローっ!!                                             | 小林英造     | 高藤聡 山岡実                   | 高藤聡                          | 野口敬生 浜津武宏              | 9月20日        |
| 26   | スポンと脱いだら中の人っ!デュエマウスの正体っ!!                               | 加藤陽一     | 佐々木忍[注 11] 新井宣圭        | 佐々木忍[注 11] 新井宣圭 関田修 | 加野晃                         | 9月27日        |
| 27   | 義なきファンシー対決っ!デュエマウスVSデュエにゃんこっ!!                       | 永野たかひろ | 宮田亮                          | 宮田亮                          | 本田辰雄 栗尾昌宏              | 10月4日        |
| 28   | 禁断のレジェンドカードは誰の手にっ!?バサラVS○○○っ!!                           | 山下憲一     | 関野関十                        | 堂川セツム                      | 加野晃 藤原彰人                | 10月11日       |
| 29   | ハロウィンをやっつけろっ!我らチャロウィン革命軍っ!!                           | 永野たかひろ | 山崎茂                          | 山崎茂                          | さゆみれい                     | 10月18日       |
| 30   | 二人に一人が大爆発っ!ルシファーVSバサラっ!!                                   | 大知慶一郎   | 新井宣圭 山岡実                 | 新井宣圭 山岡実                 | 飯飼一幸 金子匡邦              | 10月25日       |
| 31   | 全米が泣いた!?コジローVSハカセinハリウッドっ!!                                | 小林英造     | 阿泉紫苑                        | 伊藤史夫                        | 牛島勇二 加野晃                | 11月1日        |
| 32   | デュエマウスをさがせっ!勝太とるるのダブルデュエマっ!!                         | 永野たかひろ | 藤原良二                        | 藤原良二                        | 細川周平                       | 11月8日        |
| 33   | バサラの禁断レジェンドついに登場っ!解き放たれよ、ドキンドキンな鼓動っ!!       | 加藤陽一     | 高藤聡 関野関十 佐々木忍[注 11] | 高藤聡                          | 加野晃 浜津武広                | 11月15日       |
| 34   | 目指せ宇宙っ!帰ってきたカツカレーっ!!                                         | 小林英造     | 山崎茂                          | 玉田博                          | 門智明 萩山一人                | 11月22日       |
| 35   | 月で再会 勝太VS勝舞っ!宇宙 兄弟デュエマ対決っ!![注 12]                        | 永野たかひろ | 宮田亮 佐々木忍[注 11] 新井宣圭 | 宮田亮                          | 栗尾昌宏 金子匡邦              | 11月29日       |
| 36   | 決着!宇宙 兄弟デュエマ対決っ!ボルシャック・ドギラゴンの力っ!!                 | 山下憲一     | 本郷みつる                      | 稲葉友紀                        | さゆみれい                     | 12月6日        |
| 37   | 覚醒するか!?してしまうのか!?本当の切り札 最後のWドギラゴンっ!!                | 大知慶一郎   | 山岡実                          | 山岡実                          | 本田辰雄 藤原彰人              | 12月13日       |
| 38   | デュエルマ・スターカップ最終戦!勝太VSデュエマウスッ!!                         | 大知慶一郎   | 中川聡                          | 伊藤史夫                        | 牛島勇二 加野晃                | 12月20日       |
| 39   | もう一枚脱いだ!デュエマウスの本当の本当の正体っ!!                             | 小林英造     | 関野関十                        | 関野関十                        | 野口啓生 中小路佳毅            | 12月27日       |
| 40   | 新章突入っ!?デュエマーランド大反省会!!                                        | 永野たかひろ | 新井宜圭                        | 新井宜圭                        | 金子匡邦 浜津武広              | 2016年 1月10日 |
| 41   | 1・2・3・バゴーン!ゲンちゃんの3づくしデュエマ!!                               | 加藤陽一     | 藤原良二                        | 嵯峨敏                          | 細川修平                       | 1月17日        |
| 42   | 新旧侵略対決っ!ゾンさんのドキドキゾンビワールドっ!                            | 永野たかひろ | 山崎茂                          | 高藤聡                          | 荒木英樹 清水勝祐              | 1月24日        |
| 43   | 宇宙からの侵略者!チューやんは超コワ捕獲済み下町生まれ宇宙人!?                 | 鴻野貴光     | 関野関十                        | 玉田博                          | 門智明 萩山一人                | 1月31日        |
| 44   | バサラVS社長!デュエ悪マ城の死闘っ!!                                           | 山下憲一     | 宮田亮 高藤聡 佐々木忍[注 11]   | 宮田亮                          | 加野晃 藤原彰人                | 2月7日         |
| 45   | 最強ヒロイン爆誕ッ!?るるのバレンタイン大作戦ッ!!                              | 小林英造     | 阿泉紫苑                        | 大西景介                        | さゆみれい                     | 2月14日        |
| 46   | 敵か!?味方か!?奇成ギョウ、再びぃっ!!                                          | 永野たかひろ | 山岡実                          | 山岡実                          | 栗尾昌宏                       | 2月21日        |
| 47   | やっぱり生きてたっ!最強の男バーサス最凶の男っ!!                               | 大知慶一郎   | 中川聡                          | 伊藤史夫                        | 加野晃                         | 2月28日        |
| 48   | デュエマ・オブ・ザ・デッドっ!勝太VSゾンさんっ!!                               | 鴻野貴光[13] | 藤原良二                        | 嵯峨敏                          | 細川修平 門智昭 萩山一人       | 3月6日         |
| 49   | 社長はボクが止めるでちゅっ!デュエマウス誕生の秘密っ!!                         | 小林英造     | 関野関十                        | 関野関十                        | 野口啓生 金子匡邦              | 3月13日        |
| 50   | 蘇れ!俺たちの友達デュエマウス!                                                | 鴻野貴光     | 山崎茂 山岡実                   | 藤田健太郎                      | のりみそのみ 佐藤道雄 清水勝祐 | 3月20日        |
| 51   | デュエマーランド最終決戦!届け!デュエマウスの想いっ!                           | 加藤陽一     | 宮田亮 新井宣圭                 | 宮田亮 新井宣圭                 | 加野晃 藤原彰人 藪本陽輔       | 3月27日        |
放送局
| 放送地域       | 放送局             | 放送期間                                                   | 放送日時                          | 系列           | 備考            |
| -------------- | ------------------ | ---------------------------------------------------------- | --------------------------------- | -------------- | --------------- |
| 関東広域圏     | テレビ東京         | 2015年4月5日 - 2016年3月27日                               | 日曜 8:30 - 9:00                  | テレビ東京系列 | 製作局          |
| 北海道         | テレビ北海道       | 2015年4月5日 - 2016年3月27日                               | 日曜 8:30 - 9:00                  | テレビ東京系列 | 同時ネット      |
| 愛知県         | テレビ愛知         | 2015年4月5日 - 2016年3月27日                               | 日曜 8:30 - 9:00                  | テレビ東京系列 | 同時ネット      |
| 大阪府         | テレビ大阪         | 2015年4月5日 - 2016年3月27日                               | 日曜 8:30 - 9:00                  | テレビ東京系列 | 同時ネット      |
| 岡山県・香川県 | テレビせとうち     | 2015年4月5日 - 2016年3月27日                               | 日曜 8:30 - 9:00                  | テレビ東京系列 | 同時ネット      |
| 福岡県         | TVQ九州放送        | 2015年4月5日 - 2016年3月27日                               | 日曜 8:30 - 9:00                  | テレビ東京系列 | 同時ネット      |
| 日本全域       | YouTube            | 2015年4月5日 - 2016年3月27日                               | 日曜 9:00 更新                    | ネット配信     | 最新話のみ1週間 |
| 日本全域       | ニコニコチャンネル | 2015年4月5日 - 2016年3月27日                               | 日曜 9:00 更新                    | ネット配信     |                 |
| 日本全域       | バンダイチャンネル | 2015年4月5日 - 2016年3月27日                               | 日曜 12:00 更新                   | ネット配信     |                 |
| 日本全域       | ニコニコ生放送     | 2015年4月5日 - 2016年3月27日                               | 日曜 20:30 - 21:00                | ネット配信     |                 |
| 山形県         | テレビユー山形     | 2015年4月18日 - 2016年3月26日 2016年4月2日・4月23日[注 13] | 土曜 6:00 - 6:30 土曜 5:30 - 6:00 | TBS系列        | 遅れネット      |
| 石川県         | 北陸朝日放送       | 2015年4月18日 - 2016年4月9日                               | 土曜 6:30 - 7:00                  | テレビ朝日系列 | 遅れネット      |
| 宮城県         | 東日本放送         | 2015年4月19日 - 2016年4月17日                              | 日曜 6:00 - 6:30                  | テレビ朝日系列 | 遅れネット      |

### デュエル・マスターズ VSRF
2016年4月3日から2017年3月26日まで放送されたシリーズ。「VSRF」は「バーサス・レボリューション・ファイナル」（または「ヴァンソーコー・レボリューション・ファイナル」）の略。前シリーズよりは漫画との共通エピソードは多い。第45話から主人公は勝太の息子である切札ジョーとなり、2017年版に繋がるプロローグ的なエピソードが展開される。全51話。
アニメオリジナルキャラクター
漫画『VS』にも一部のキャラは除いて登場している。
ドレミ
声 - 中司ゆう花
ルシファーと共に行動するクリーチャー。潔癖症であり、動物であるハムカツ達に対してはやや辛辣な態度を取る。
ダママ
声 - 原優子
レオと共に行動するクリーチャー。一人称は「ダママ」。若干たどたどしい口調で話す。
テック
声 - 冨岡美沙子
べんちゃんと共に行動するクリーチャー。語尾に「ピコ」を付ける。
アクミ
声 - 阿部敦
かづらと共に行動するクリーチャー。チャラい口調で話す。
意地悪 清盛（いじわるの きよもり）
声 - 金田アキ
「レアキラーズ」の一員（漫画版ではナンバー9）であり、イタズラが大好き。一人称は「俺」。ドラゴン龍に対して一方的に友情を抱いている。勝太にデュエマで負けては毎日転入と転校を繰り返している。
アニメでは第30話でドルマゲドンXの禁断の力によりコジローが葬られた（正確には異次元に飛ばされた）ことから第32話のエンディング後のCパートにおいてバサラの危険性を知り、続く第33話で仲間たちよりも先にレアキラーズを一時的に脱退してドラゴン龍に助けを求めた。
ジョーが小学2年生の時点（12年後）では、ナンバー2や仲間達と共にバサラの助手をしている。
水文明単色のマジック・コマンドのイニシャルズのデッキを使う。
- 切り札
  - 「ワルスラ・プリンスS」（アニメのみ） / 「D2S 皇帝ワルスラ」 / 「Dの悪意 ワルスラー研究所」 / 「ディオーネ」（漫画のみ） / 「燃える革命 ドギラゴン」（アニメのみで、バサラが勝太から奪ったものを意地悪が無断で盗んで使用）

カイザー / 破道 ロクロー
声 - 木島隆一
人気のヘビメタ・ミュージシャンで「レアキラーズ」の一員（漫画版ではナンバー5）。一人称はロクロ―時は「僕」で、カイザー時は「吾輩」。勝太・ハムカツ・ボスカツは彼のファンで、彼のファン全員荒々しい姿をしている。しかし普段はお花が大好きなおとなしい草食系男子。第38話ではルシファーがかづらを破った直後、荷物をまとめてレアキラーズを一時的に脱走しようとしたところを勝太達に見つかっている。
ジョーが小学2年生の時点（12年後）では、ナンバー2や仲間達と共にバサラの助手をしている。
デッキへ入れられる枚数制限のない「 O・HA・NA・P（オ・ハ・ナ・ピー）」を大量展開し、「D2P ヘビーポップ」の能力により特殊勝利条件を満たす光文明のデッキ戦略を用いる。
- 切り札
  - 「O・HA・NA・P（オ・ハ・ナ・ピー）」 / 「D2P ヘビーポップ」（全てアニメのみ） / 「Dの楽園 サイケデリック・ガーデン」 / 「P・P・P・P（ポ・ポ・ピ・パ）」

アリ・カモーネ
声 - 松山鷹志
マフィアのボスであり、「レアキラーズ」の一員であるダルマ体型の男性。部下や兄弟（ダメ・カモーネ、ムリ・カモーネ、キビシー・カモーネ）たちから慕われるほどのカリスマ性の持ち主だが、負けた兄弟に対して火炎放射器でお仕置きするなど短気な性格。語尾に「〜カモーネ」をつけて喋る。
「D2G ゴッドファーザー」と「Dの炎闘 アリーナ・カモーネ」のシナジーを活かした火文明のデッキを使う。
- 切り札
  - 「D2G ゴッドファーザー」 / 「Dの炎闘 アリーナ・カモーネ」

うつぼみ かづら
声 - 寿美菜子
臨時のバイトとしてデュエマウスの中に入っていた美少女。言っていることと思っていることがまるで違う腹黒い一面を持つ。勝太に好意を持っているため、るるとは互いに恋敵同士ということになり、るると仲良くしているように見せかけて互いに対立している。絵は壊滅的に下手。後に「レアキラーズ」の一員（漫画版ではナンバー3）であることをるるに明かし、るるの大切にしていたときめきメモや勝太との思い出の写真を燃やし、さらに勝太に対する行為も演技であると暴露した。かづらは物心ついたころから「ママ」と呼ぶ食虫植物に育てられており、自身を愛してくれる人間が自分の育った環境にいなかったことから愛し合う人間を嫌うようになり、人間を根絶やしにするためにレアキラーズに加入した。るるを傷つけたことによりルシファーの怒りを買い、ルシファーとのデュエマで実質的に敗北するが、傷つけられてもかづらの生い立ちを知ったるるの嘆願により止めは刺されずに済み、結果は中断に終わり、最後はるるのおでこの光により、死にそうであった「ママ」が生まれ変わり、るる達とも和解した。
ジョーが小学2年生の時点（12年後）では、その可愛さを活かしてアイドル歌手として活動し、「ママは食虫植物」という曲でデビューしており、バサラたちのチームである「レアキラーズ」を支えている模様。
火・闇文明の革命チェンジを扱うアクミ団のデッキを使う。
- 切り札
  - 「悪革の怨草士 デモンカヅラ」（アニメのみ） / 「Dの妖艶 マッド・デッド・ウッド」 / 「D2M マグラカヅラ」 / 「D2M2 ドグライーター」

道明寺 ゴンザブロー
声 - 石原凡、若井友希（幼少期）
第10話から変更されたOP映像で本編よりも先に登場し、本編では第11話から登場。「レアキラーズ」の一員である厳つい壮年男性。一人称は「ワシ」で、語尾に「ZOY（ゾイ）」と付ける。5年前は天才ちびっこ演歌歌手として国民的スターとして活躍していたが、小学校卒業のころから急激に老け顔になっていき、歌手としては見事に一発屋に終わった。かつてレオとは歌番組で共演しており、今もなお人気を維持しているレオを憎んでいる。
ジョーが小学2年生の時点（12年後）では、演歌歌手を復帰し、バサラたちのチームである「レアキラーズ」を支えている模様。
「D2Y ヨー・サーク」と「Dの花道 ズンドコ晴れ舞台」のシナジーを活かした自然文明単色のミステリー・トーテムのデッキを使う。
- 切り札
  - 「D2Y ヨー・サーク」 / 「Dの花道 ズンドコ晴れ舞台」（全てアニメのみ）

たーくん
声 - 菊池正美
第17話から変更されたOP映像で本編よりも先に登場し、本編では第18話から登場。「レアキラーズ」の一員である母親の呉間ジャマ代（声 - 菊池正美）と行動しているキザな喋るイケメン1歳児で、赤ちゃん。異名は「ミルクボーイたーくん」。漫画版では相手を赤ちゃんに変える能力を持っていた。
ジョーが小学2年生の時点（12年後）では、普通に13歳の少年となっているが、劇中のテレビ番組ではまじめ所ちょーと共演し、べビー服を着た芸人のような立ち位置となっていた。この時は体が大きくなり、太っていたため、女性にはモテなくなった模様であるが、バサラたちのチームである「レアキラーズ」を支えている模様。
自然文明単色のミルクボーイのイニシャルズのデッキを使う。
- 切り札
  - 「D2B バブール」 / 「Dの揺籠 メリーボーイラウンド」

まじめ所ちょー
声 - 小山力也
第17話から変更されたOP映像で本編よりも先に登場し、本編では第18話から登場。「レアキラーズ」の一員であるマジメドーガプリズンの所長。一人称は「私」。真面目に生きて15年、味方にはもちろん敵にも敬語を使う、不真面目が大嫌いな真面目な大男。帰ってきたらすぐ勉強、テレビはニュースだけ、トイレットペーパーは1回25cmと言っている位である。極端に真面目で几帳面であるが故、他人にまでルールの遵守を強要する事から勝太らの反発を買う。
第18話で初登場し、マジメドーガプリズンの所長として不適切な動画を投稿する者を投獄し、真面目な動画を作るよう強要していた。
再登場した第28話では勝太とのデュエマで敗北した後は「お笑い芸人になる」という夢を思い出し、レアキラーズからの脱退を決意する。続く第29話では一転してパンツ一丁のふざけた姿となり「勝利したらレアキラーズ解散、敗北したら自分の夢を諦める」という条件でバサラと勝負する。そこで一旦はゼロチャージキルを前に敗れ去るが、夢は諦めておらず、根は変わっていないようなので「今までの真面目キャラをやめて不真面目になった」というより、単に『真面目な両親にギャグを披露して滑った』という過去のトラウマから解放されて憑き物が落ちただけのようにも見える。
ジョーが小学2年生の時点（12年後）では、自身の夢であったお笑い芸人となり、バラエティ番組にたーくんと共に出演しており、バサラたちのチームである「レアキラーズ」を支えている模様。
光文明単色のエンジェル・コマンドのイニシャルズのデッキを使う。
- 切り札
  - 「D2J ジェルヴィス」（アニメのみ） / 「Dの天牢 ジェイルハウスロック」（アニメのみ）

じーさん
声 - 中村大樹
『でんぢゃらすじーさん邪』の主人公。「デュエマVS感謝祭」で勝太を追い抜きゴールし、新しい主人公となった。ルール無視にルール無視を重ねたデュエマを行ったため、勝太が珍しくツッコミ役を演じる事態となった。
漫画版では留守番のバイトとしてバサラに雇われているが、「レアキラーズ」の一員ではないためバサラへの忠誠心はなく、『月刊コロコロコミック』2016年8月号の『でんぢゃらすじーさん邪』の扉絵では戦いに向かったバサラに対し「うるせぇー!!」と怒鳴りながらバズーカ砲を喰らわせている（単行本第20巻ではこのシーンはオリジナルキャラである「男中男」に差し替えられた）。
- 関連カード・切り札
- 「偽りの名イーサン」、「爆笑必至じーさん」、「めちゃ無敵じーさん」、「勇者(仮)じーさん」、「ボルシャック・ドギラゴン」、「目的不明の作戦」

孫
声 - 恒松あゆみ
校長
声 - 千葉繁
ゲべ
声 - 太田哲治
校庭
最強さん
主題歌
オープニングテーマ
『エボレボ!』（第1話 - 第26話）
作詞・作曲・編曲 - 前山田健一 / 歌 - はやぶさ
『VSR』から続役。第6話から第9話は映像が一部変更された。
第10話から歌詞が2番になり、映像がリニューアルされた。
第16話では一部の映像がじーさんに乗っ取られた。
『デュエル』（第27話 - 第51話）
作詞　- 安田尊行/作曲・編曲 - ミライショウ / 歌 - Pile
第37話から第44話まで映像が一部変更された。
第43話は挿入歌として使用され、テロップされていなかったものの続きとなる「素晴らしきSekai」が使用された。
勝太編の映像は第44話まで使用され、第45話から映像がジョー編のものになり、リニューアルされた。
エンディングテーマ
『JIBUN』（第1話 - 第9話）
作詞 - みく / 作曲 - 輝喜　/ 編曲 - 平出悟 / 歌 - アンティック-珈琲店-
『VSR』から続役。
『Stronger』（第10話 - 第39話）
作詞・作曲 - Kazuya / 編曲 - 大西俊也 / 歌 - But by Fall
勝太の夢の中でクリーチャー同士が戦っているのだが、背景ストーリーの革命軍vs禁断軍ではなく文明連合同士の戦いを本編のキャラクターを交えて描かれている。
本編で勝太達の切り札が変わっても、映像のクリーチャーは最後まで変わらなかった。
『FLAWLESS』（第40話 - 第51話）
作詞 - 中村彼方 / 作曲 - 俊龍 / 編曲 - Sizuk / 歌 - Pyxis
勝太編の映像は第42話まで使用され、第45話から映像がジョー編のものになり、リニューアルされた。
第43話・第44話・第51話は挿入歌として使用された。
各話リスト
サブタイトルの読み上げは引き続き休止されているが、第16話のみじーさん、第19話ではメインとなるキャラによる読み上げが行われている。これまでのシリーズとは異なり恒例の新年の挨拶やバレンタイン回がない。第39話から第44話までは終了時にカウントダウンが表示された（第41話では黒くならずに最後のカットで表示）が、これは勝太からジョーに引き継がれるカウントダウンだったことが明かされた。
| 話数                                     | サブタイトル                                                                                                | 脚本                      | 絵コンテ                   | 演出                      | 作画監督                            | 放送日                    |                           |                           |
| ハムカツ編/レアキラーズ編                | ハムカツ編/レアキラーズ編                                                                                   | ハムカツ編/レアキラーズ編 | ハムカツ編/レアキラーズ編  | ハムカツ編/レアキラーズ編 | ハムカツ編/レアキラーズ編           | ハムカツ編/レアキラーズ編 | ハムカツ編/レアキラーズ編 | ハムカツ編/レアキラーズ編 |
| ---------------------------------------- | --- | ------------------------- | -------------------------- | ------------------------- | ----------------------------------- | ------------------------- | ------------------------- | ------------------------- |
| 1                                        | 結成ハムカツ団っ!?アツかりし絆の革命チェンジっ!!                                                            | 加藤陽一                  | 佐々木忍 新井宣圭          | 新井宣圭                  | 薮本陽輔 栗尾昌宏                   | 2016年 4月3日             |                           |                           |
| 2                                        | 帰ってきたドラゴン龍!出るか?超切り札・DXブリキングっ!                                                       | 永野たかひろ              | 中川聡                     | 伊藤史夫                  | 加野晃                              | 4月10日                   |                           |                           |
| 3                                        | 人気者頂上決戦っ!勝太VSルシファーっ!                                                                        | 大知慶一郎                | 山岡実                     | 山岡実                    | 野口啓生 金子匡邦                   | 4月17日                   |                           |                           |
| 4                                        | ダイナマイトでデンジャラスっ!D2フィールドの恐怖っ!                                                          | 小林英造                  | 藤原良二                   | 玉田博                    | 門智昭 萩山一人                     | 4月24日                   |                           |                           |
| 5                                        | 生徒会長は誰だっ!?アツかりしオレのファイナル革命っ!                                                         | 永野たかひろ              | 宮田亮 中川聡              | 山崎茂                    | 荒木英樹 佐藤道雄 清水勝祐          | 5月1日                    |                           |                           |
| 6                                        | 禁断の闇と炎!バサラ再びっ!                                                                                  | 鴻野貴光                  | 関野関十                   | 関野関十 新井宣圭         | 藤原彰人 加野晃 薮本陽輔            | 5月8日                    |                           |                           |
| 7                                        | 禁断解放っ!?狙われたドギラゴン!                                                                             | 鴻野貴光                  | こでらかつゆき             | 嵯峨敏 新井宣圭           | 細川修平 薮本陽輔                   | 5月15日                   |                           |                           |
| 8                                        | 3人目のハムカツ団っ!?ヤムヤムのヤムカツ参上っ!                                                              | 大知慶一郎                | 新井宣圭                   | 新井宣圭                  | 栗尾昌宏 野口啓生                   | 5月22日                   |                           |                           |
| 9                                        | ハムカツ団、全員集結っ!アツかりしドギラゴンのファイナル革命っ!                                              | 永野たかひろ              | 藤原良二                   | 大西景介                  | さゆみれい                          | 5月29日                   |                           |                           |
| 10                                       | スポッと脱いだら女の子っ!デュエマウスと勝太…結婚っ!?                                                        | 小林英造                  | 中川聡                     | 伊藤史夫                  | 加野晃                              | 6月5日                    |                           |                           |
| 11                                       | 祭りだ祭りだ!レジェンド一発屋ゴンザブロー登場っ!                                                            | 大知慶一郎                | 山岡実                     | 山岡実                    | 中小路佳毅 金子匡邦                 | 6月12日                   |                           |                           |
| 12                                       | ファイナルヒロイン!うつぼみかづら登場ですわ♪!                                                               | 鴻野貴光                  | 関野関十                   | 秋山宏                    | 門智昭 萩山一人                     | 6月19日                   |                           |                           |
| 13                                       | コジロー激白!レアキラーズに入った真相! 弟たちへのアツかりし想い!                                            | 加藤陽一                  | 新井宣圭 中川聡            | 山崎茂                    | 荒木英樹 佐藤道雄 清水勝祐          | 6月26日                   |                           |                           |
| 14                                       | 男と男の最終決戦っ!勝太VSコジローっ!                                                                        | 永野たかひろ              | こでらかつゆき             | 嵯峨敏                    | 細川修平                            | 7月3日                    |                           |                           |
| 15                                       | 主役は誰だっ!?エゲツなきデュエマVS感謝祭っ!                                                                 | 鴻野貴光                  | 宮田亮                     | 宮田亮                    | 藤原彰人 野口啓生                   | 7月10日                   |                           |                           |
| 16                                       | デュエんぢゃらすじーさんなの邪                                                                              | 永野たかひろ              | 関野関十                   | 関野関十                  | 栗尾昌宏 金子匡邦 釘宮洋            | 7月17日                   |                           |                           |
| 17                                       | ナンバーワンはどの団だっ!?団対抗・天下一クリーチャー武道会!!                                                | 小林英造                  | 山崎茂                     | 大西景介                  | さゆみれい                          | 7月24日                   |                           |                           |
| 18                                       | アツかりし動画戦争っ!デューチューバーVSまじめ所ちょー!?                                                     | 永野たかひろ              | 中川聡 宮田亮              | 伊藤史夫                  | 加野晃                              | 7月31日                   |                           |                           |
| 19                                       | 『ドキンダム母さん、禁断の家族計画』 『さようならカツえもん』 『ハムスターのマンガ道〜ハムマン〜』の3本です | 小林英造                  | 司馬切子                   | 上原秀明                  | 門智昭 萩山一人                     | 8月7日                    |                           |                           |
| 20                                       | 作画崩壊SOSっ!勝太、夢のアニメ監督デビューっ!?                                                              | 大知慶一郎                | 山岡実                     | 山岡実                    | 中小路佳毅 野口啓生                 | 8月14日                   |                           |                           |
| 21                                       | レアキラーズ襲来っ!オレ達の学校を死守せよっ!                                                                | 鴻野貴光                  | 宮尾佳和                   | 西村博昭                  | 佐藤道雄 荒木英樹                   | 8月21日                   |                           |                           |
| 22                                       | 死闘終演っ!約束のレクイエムっ!                                                                              | 永野たかひろ              | 新井宣圭                   | 新井宣圭                  | 藤原彰人                            | 8月28日                   |                           |                           |
| 23                                       | はちゃめちゃ同窓会っ!5年2組最強は誰だっ!?                                                                   | 永野たかひろ              | 宮田亮                     | 宮田亮                    | 金子匡邦 朴旲烈                     | 9月4日                    |                           |                           |
| 24                                       | アツかりし襲撃者レオっ!ゼロチャージキルの衝撃っ!                                                            | 大知慶一郎                | 山崎茂                     | 嵯峨敏                    | 細川修平                            | 9月11日                   |                           |                           |
| 25                                       | 最強ルシファー VS 謎のナンバーツー! 今、明かされるゼロの秘密っ!                                             | 根元歳三                  | 大西景介                   | 大西景介                  | さゆみれい                          | 9月18日                   |                           |                           |
| 26                                       | 静かなる超熱戦っ!時間停止 VS 永久機関!                                                                      | 根元歳三                  | 関野関十                   | 関野関十                  | 栗尾昌宏                            | 9月25日                   |                           |                           |
| 27                                       | 赤ちゃん対決っ!ミルクボーイたーくんVSおむつボーイかっちゃん!                                                | 小林英造                  | 中川聡                     | 伊藤史夫                  | 加野晃                              | 10月2日                   |                           |                           |
| 28                                       | 激突!マジラッチョVSハゲラッチョっ!運命のペッペッペー                                                        | 鴻野貴光                  | 山崎茂                     | 上原秀明                  | 門智昭 萩山一人                     | 10月9日                   |                           |                           |
| 29                                       | 夢をつかめっ!ドラゴン龍とまじめ所ちょー、それぞれの闘いっ!                                                  | 永野たかひろ              | 山岡実                     | 山岡実                    | 中小路佳毅 野口啓生                 | 10月16日                  |                           |                           |
| 30                                       | 禁断の芳香っ!バサラ VS コジローっ!                                                                          | 根元歳三                  | 新井宣圭 佐々木忍          | 西村博昭                  | 佐藤道雄 清水麻未 清水勝祐 荒木英樹 | 10月23日                  |                           |                           |
| 31                                       | ドキっ!るるとかづらのときめきメモでリアル告白大作戦っ!                                                      | 鴻野貴光                  | 関野関十                   | 嵯峨敏                    | 小林ゆかり 細川修平                 | 10月30日                  |                           |                           |
| 32                                       | 夢をかなえるドギラゴンガチャっ!世にも奇妙なデュエ物語っ!!                                                   | 小林英造                  | 宮田亮                     | 宮田亮                    | 朴日大烈 金子匡邦                   | 11月6日                   |                           |                           |
| 33                                       | 禁断を打ち破れっ!切札勝太の逆襲っ!                                                                          | 大知慶一郎                | 大西景介 佐々木忍 能田健太 | 大西景介                  | さゆみれい                          | 11月13日                  |                           |                           |
| 34                                       | 奇跡で打ち破れっ!最後の禁断VS友情の切札っ!                                                                  | 大知慶一郎                | 関野関十                   | 関野関十                  | 栗尾昌宏 野口啓生                   | 11月20日                  |                           |                           |
| 35                                       | 目指せパワーアップっ!行くぜハムスター王国・ハムトピアっ!!                                                   | 小林英造                  | 中川聡                     | 小野歩                    | 加野晃 牛島勇二                     | 11月27日                  |                           |                           |
| 36                                       | 己を超えてひっぺがせっ!勝太VSハム勝太っ!                                                                    | 小林英造                  | 山崎茂 山岡実              | 上原秀明                  | 門智昭 萩山一人                     | 12月4日                   |                           |                           |
| 37                                       | アツかりし友情デュエマっ!切札勝太VS勉達也ぁああっ!                                                          | 永野たかひろ              | 新井宣圭                   | 新井宣圭                  | 朴旲烈 金子匡邦                     | 12月11日                  |                           |                           |
| 38                                       | 太陽の愛をキミにっ!かづら、決意の告白っ!                                                                    | 根元歳三                  | 上原秀明 能田健太 佐々木忍 | 西村博昭                  | 野口啓生 加野晃                     | 12月18日                  |                           |                           |
| 39                                       | 手に入れろっ!切札家、最強の切り札っ!                                                                        | 鴻野貴光                  | 宮田亮 山崎茂              | 嵯峨敏                    | 佐藤敏明 細川修平                   | 12月25日                  |                           |                           |
| 40                                       | 仲間[注 14]のために!ハカセとランボー、最後の戦場っ!                                                         | 小林英造                  | 山岡実                     | 山岡実                    | 金子匡邦 加野晃                     | 2017年 1月8日             |                           |                           |
| 41                                       | 永久VS熱狂っ!ナンバーツーの誇りを賭けた闘いっ!                                                              | 大知慶一郎                | 大西景介                   | 大西景介                  | さゆみれい                          | 1月15日                   |                           |                           |
| 42                                       | ゼロの世界を食い止めろっ!!無重力超決戦っ!勝太VSバサラっ!                                                    | 根元歳三                  | 関野関十                   | 関野関十                  | 藤原彰人 野口啓生                   | 1月22日                   |                           |                           |
| 43                                       | 最終決着っ!ハムカツ団よ、永遠なれっ!                                                                        | 根元歳三                  | 佐々木忍 中川聡 阿部伸司   | 宮田亮                    | 栗尾昌宏 藪本陽輔                   | 1月29日                   |                           |                           |
| ジョー編・プロローグ（アニメオリジナル） | |                           |                            |                           |                                     |                           |                           |                           |
| 44                                       | あれから7年っ!勝太とるるの史上最大のケンカデュエマっ!?                                                      | 永野たかひろ              | 宮田亮 中川聡              | 小野歩                    | 加野晃                              | 2月5日                    |                           |                           |
| 45                                       | 主役がチェンジっ!?切札勝太の息子、その名も切札ジョーっ!                                                     | 永野たかひろ              | 山崎茂 上原秀明 新井宣圭   | 上原秀明 新井宣圭         | 門智昭 萩原一人                     | 2月12日                   |                           |                           |
| 46                                       | 勝太を捜せっ!百獣レオとジョーのスパイ超作戦っ!                                                              | 大知慶一郎                | 新井宣圭                   | 新井宣圭                  | 金子匡邦 加野晃 野口啓生            | 2月19日                   |                           |                           |
| 47                                       | 大怪獣、ニッポン上陸!コジロVSジョーっ!                                                                      | 小林英造                  | 小倉宏文                   | 石郷岡範和                | 松岡謙治 増田俊介 西脇拓己 小倉典子 | 2月26日                   |                           |                           |
| 48                                       | 桜色の貴公子っ?やさしい、やさしい、ルシファーおじさんっ!?                                                   | 根元歳三                  | 石平信司                   | 西村博昭                  | 野口啓生 金子匡邦 藪本陽輔          | 3月5日                    |                           |                           |
| 49                                       | 赤城山バサラ再びっ!ジョーの弟子入り大作戦っ!                                                                | 永野たかひろ              | 関野関十                   | 嵯峨敏                    | 細川修平                            | 3月12日                   |                           |                           |
| 50                                       | キンキラキンなライバルっ!キラとジョーのアツかりし100番勝負っ!                                               | 小林英造                  | 大西景介                   | 大西景介                  | さゆみれい                          | 3月19日                   |                           |                           |
| 51                                       | 主役はオレだっ!切札勝太VS切札ジョーっ!                                                                      | 根元歳三                  | 石平信司                   | 西村博昭                  | 藤原彰人 金子匡邦 藪本陽輔          | 3月26日                   |                           |                           |
放送局
| 放送地域       | 放送局             | 放送期間                                            | 放送日時                          | 系列           | 備考                        |
| -------------- | ------------------ | --------------------------------------------------- | --------------------------------- | -------------- | --------------------------- |
| 関東広域圏     | テレビ東京         | 2016年4月3日 - 2017年3月26日                        | 日曜 8:30 - 9:00                  | テレビ東京系列 | 製作局                      |
| 北海道         | テレビ北海道       | 2016年4月3日 - 2017年3月26日                        | 日曜 8:30 - 9:00                  | テレビ東京系列 | 同時ネット                  |
| 愛知県         | テレビ愛知         | 2016年4月3日 - 2017年3月26日                        | 日曜 8:30 - 9:00                  | テレビ東京系列 | 同時ネット                  |
| 大阪府         | テレビ大阪         | 2016年4月3日 - 2017年3月26日                        | 日曜 8:30 - 9:00                  | テレビ東京系列 | 同時ネット                  |
| 岡山県・香川県 | テレビせとうち     | 2016年4月3日 - 2017年3月26日                        | 日曜 8:30 - 9:00                  | テレビ東京系列 | 同時ネット                  |
| 福岡県         | TVQ九州放送        | 2016年4月3日 - 2017年3月26日                        | 日曜 8:30 - 9:00                  | テレビ東京系列 | 同時ネット                  |
| 日本全域       | YouTube            | 2016年4月3日 - 2017年3月26日                        | 日曜 9:00 更新                    | ネット配信     | 最新話のみ一週間            |
| 日本全域       | ニコニコチャンネル | 2016年4月3日 - 2017年3月26日                        | 日曜 9:00 更新                    | ネット配信     | 第1話常設。最新話のみ一週間 |
| 日本全域       | バンダイチャンネル | 2016年4月3日 - 2017年3月26日                        | 日曜 12:00 更新                   | ネット配信     |                             |
| 日本全域       | ニコニコ生放送     | 2016年4月3日 - 2017年3月26日                        | 日曜 20:30 - 21:00                | ネット配信     |                             |
| 青森県         | 青森朝日放送       | 2016年4月10日 - 2017年3月26日 2017年4月2日・4月16日 | 日曜 5:50 - 6:20 日曜 5:15 - 5:45 | テレビ朝日系列 | 遅れネット                  |
| 広島県         | 広島ホームテレビ   | 2016年4月10日 - 2017年3月26日 2017年4月2日・4月16日 | 日曜 6:30 - 7:00 日曜 5:50 - 6:20 | テレビ朝日系列 | 遅れネット                  |
| 石川県         | 北陸朝日放送       | 2016年4月23日[注 15] - 2017年4月8日                 | 土曜 6:30 - 7:00                  | テレビ朝日系列 | 遅れネット                  |
| 宮城県         | 東日本放送         | 2016年4月24日 - 2017年5月14日                       | 日曜 5:50 - 6:20                  | テレビ朝日系列 | 遅れネット                  |
| 山形県         | テレビユー山形     | 2016年4月30日 - 2017年4月30日                       | 土曜 5:30 - 6:00                  | TBS系列        | 遅れネット                  |
| 滋賀県         | びわ湖放送         | 2016年5月4日 - 2017年4月19日                        | 水曜 17:30 - 18:00                | 独立局         | 遅れネット                  |
| 熊本県         | 熊本朝日放送       | 2016年5月28日 - 2017年4月1日                        | 土曜 6:30 - 7:00                  | テレビ朝日系列 | 遅れネット                  |
| 和歌山県       | テレビ和歌山       | 2016年6月4日 - 2017年5月20日                        | 土曜 9:00 - 9:30                  | 独立局         | 遅れネット                  |
| 日本全域       | キッズステーション | 2016年6月19日 - 2017年6月18日                       | 日曜 6:30 - 7:00                  | CS放送         | 遅れネット                  |

### デュエル・マスターズ（ジョー編）
2017年4月2日から2020年3月29日まで放送されたシリーズ。前作『VSRF』最終回の時代から2年の月日が流れ、主人公ジョーは4年生になっている。ナレーション（「ナレーターの助」名義）は高木渉。3シリーズを含めて全153話。
2018年4月1日から2019年3月31日までタイトルを『デュエル・マスターズ!』に改題。全51話。
2019年4月7日から2020年3月29日までタイトルを『デュエル・マスターズ!!』に改題。全51話。
この作品以降、監督は『VS』時代から続いてきた佐々木忍から石踊宏に交代し、佐々木は総監督となった。制作会社もアセンションからブレインズ・ベースに変更された。
アニメオリジナルキャラクター
ケシカスくん
声 - 岩田光央
「ケシカスくん」の主人公。番組名の変更をかけてジョーとデュエマしたが、敗北した。
サンシャイン池ザッキー
声 - サンシャイン池崎
黒い人
声 - 宮本充
シンタロー / 次元の嵐 スコーラー
声 - くまいもとこ
コピージョー
声 - 野沢雅子
アルマゲドン
声 - 井澤詩織
「アルマゲドンにだまされる!!」の主人公。キャップとのデュエマに挑むが、敗北した。
スタッフ
- 原作 - 松本しげのぶ
- 企画 - 和田誠（第1話 - 第128話）、秋本武英（第129話 - 第153話）、尾谷知哉（第1期 - 第2期中盤）、長谷川浩司（第2期中盤 - 第3期）、真木孝一郎、山中崇之（第1期）、佐々木朗→佐々木郎（第2期・第3期）、根岸智也（第1期 - 第2期中盤）、江藤寛之（第2期中盤 - 第3期）
- 原案協力 - コロコロコミック編集部（西手成人、今村祐太［第2期・第3期］）
- 企画協力 - 中野哲（第1話 - 第77話）、佐戸憲一（第1話 - 第77話）、沢田雅也（第78話 - 第153話）、黒木健一（第78話 - 第153話）
- シリーズ構成 - 加藤陽一
- キャラクターデザイン - 薮本陽輔
- 総作画監督 - 薮本陽輔（第1期・第2期）、野田康行（第3期）
- 美術監督 - 米田隆裕
- 色彩設計 - 児玉尚子（第1期・第2期）、福田由布子（第3期）
- クリーチャー設定（第1話 - 第128話）→クリーチャー設計（第129話 - 第153話）・プロップデザイン - 鈴木克（第1期・第2期）、小川浩（第3期）
- CGディレクター - 田所洋行
- 撮影監督 - 河合有紀子（第1話 - 第104話）、織田頼信（第103話 - 第128話）、満尾一機（第105話 - 第153話）、藤野祐介（第129話 - 第153話）
- 編集 - 中葉由美子（第1期・第2期）、村井秀明（第1期・第2期）、池田康隆（第3期）
- 2Dデジタルワークス - 徳丸仁志（第3期）
- 音楽 - 五十嵐"IGAO"淳一
- 音楽制作 - 小学館ミュージック&デジタル エンタテイメント
- 音楽プロデューサー - 大隈啓良
- 音響監督 - 藤田亜紀子
- 音響制作 - HALF H・P STUDIO
- アニメーションプロデューサー - 高橋健太（第1期・第2期）、島田純一（第3期）、戸倉良太
- アニメーション制作 - アセンション（第1期・第2期）、ブレインズ・ベース（第3期）、小学館ミュージック&デジタル エンタテイメント
- プロデューサー - 吉野文（テレビ東京）、長谷川友紀
- 監督 - 佐々木忍（第1期・第2期）、石踊宏（第3期）
- 総監督 - 佐々木忍（第3期）
- 音響効果 - 古谷友二
- 音響プロデューサー - 西名武
- 音響制作担当 - 井原大輔
- アシスタントプロデューサー - 松﨑友貴
- 製作 - テレビ東京、小学館集英社プロダクション

主題歌
オープニングテーマ
2017年度版
『未来はジョー! ジョー!』（第1話 - 第51話）
作詞・作曲・編曲 - 前山田健一 / 歌 - はやぶさ
『キングMAX』では最終話である第17話で挿入歌として使用されたが、動画配信版ではオリジナルBGMである「一発が全てだ！」に差し替えられている。
2018年度版
『ジョー☆デッキー!!!』（第52話 - 第77話）
作詞・作曲・編曲 - 前山田健一 / 歌 - はやぶさ
『有超天シューター』（第78話 - 第101話）
作詞 - YUMIKO / 作曲 - YUXSE / 編曲 - 小高光太郎 / 歌 - 祭nine.
2019年度版
『超天フィーバー!』（第103話 - 第128話）
作詞・作曲・編曲 - 前山田健一 / 歌 - はやぶさ
『Gotcha!!』（第129話 - 第141話）
作詞・作曲 - 前山田健一 / 編曲 - 藤原燈太 / 歌 - 浦島坂田船
『てっぺんニューデイズ』（第142話 - 第153話）
作詞 - YUMIKO / 作曲 - Mr.6thman / 編曲 - 中土智博 / 歌 - 祭nine.
エンディングテーマ
2017年度版
『BE☆THE WIND』（第1話 - 第13話、第27話 - 第39話）
作詞 - YUMIKO / 作曲 - 山崎燿 / 編曲 - 中土智博 / 歌 - 祭nine.
第1話 - 第13話と第27話 - 第39話で映像が異なる。
『嗚呼、夢神輿』（第14話 - 第26話）
作詞 - YUMIKO / 作曲・編曲 - 山崎燿 / 歌 - 祭nine.
『明日への風』（第40話 - 第51話）
作詞 - NAKO / 作曲・編曲 - GRP / 歌 - 佐々木李子

2018年度版
『キラリ☆夢音頭』（第52話 - 第64話）
作詞・作曲・編曲 - 大塚剛毅 / 歌 - 民謡ガールズ
『INAZUMAジャケット』（第65話 - 第89話）
作詞 - 真行寺貴秋 / 作曲・編曲 - EFFY、BRADIO / 歌 - BRADIO
『CRY MAX!!』（第90話 - 第102話）
作詞・作曲・編曲 - れるりり、Fümi / 歌 - NormCore
2019年度版
『ココロノキャンパス』（第103話 - 第115話）
作詞・作曲・編曲 - ビリケン、長江徹 / 歌 - ビリケン
『ハッピーデイズ!!!』（第116話 - 第128話）
作詞・作曲・編曲 - 大塚剛毅 / 歌 - 民謡ガールズ
『カーテンコールを揺らして』（第129話 - 第141話）
作詞 - 佐々木李子、日野遥希 / 作曲 - 日野遥希 / 編曲 - Numa / 歌 - 佐々木李子
『I'm Your Joker』（第142話 - 第153話）
作詞 - DAISUKE / 作曲 - RYUJA、DAISUKE / 編曲 - RYUJA / 歌 - IN2IT
各話リスト
本作品より『ビクトリーV』以来となるサブタイトルの読み上げが行われたが、2017年度版の第34話では読み上げは行われていない。しかし、第33話の次回予告ではナレーターの助が第34話の読み上げを担当した。
| 1                                        | デュエマでレッツサンバ!!切札勝、参ジョー!                           | 加藤陽一       | 佐々木忍 中川聡                   | 伊藤史夫                            | 薮本陽輔 野口啓生                                                                 | 2017年 4月2日  |
| 2                                        | ごジョー車注意!夢の超特Qと謎のウサギ団、登ジョー!                   | 加藤陽一       | 中川聡                            | 小野歩                              | 牛島勇二                                                                          | 4月9日         |
| 3                                        | 変わらぬ友ジョー!キンキラキンな正義の男・キラ、参ジョー!            | 加藤陽一       | 新井宣圭 佐々木忍                 | 新井宣圭                            | 金子匡邦 野口啓生 藪本陽輔                                                        | 4月16日        |
| 4                                        | ジョーに禁断症ジョー!今こそ生み出せ!ラーメンクリーチャー!           | 鴻野貴光       | 上原秀明                          | 上原秀明                            | 櫻井拓郎 柳瀬譲二                                                                 | 4月23日        |
| 5                                        | 非ジョー事態発生!恐ろしきデュエル・ウォーリアとの死闘!              | 鴻野貴光       | 山崎茂                            | 嵯峨敏                              | 細川修平                                                                          | 4月30日        |
| 6                                        | お金なウィーク!南国ジョー陸大作戦!                                  | 永野たかひろ   | 大西景介                          | 大西景介                            | さゆみれい                                                                        | 5月7日         |
| 7                                        | ケンカジョー等!バッドでド熱い!ボルツ、参ジョー!                     | 大知慶一郎     | 関野関十                          | 西村博昭                            | 藤原彰人 野口啓生                                                                 | 5月14日        |
| 8                                        | 会ジョーが大爆笑!?ピンクのカバ VS ラーメンバカ!                     | 永野たかひろ   | 宮田亮                            | 宮田亮                              | 栗尾昌宏                                                                          | 5月21日        |
| 9                                        | ジョーの知らない事ジョー!?ボルツとキラの危険な関係!                 | 根元歳三       | 中川聡                            | 小野歩                              | 牛島勇二                                                                          | 5月28日        |
| 10                                       | ねらえ!テストで下克ジョー!天才先生、誕ジョー物語!                   | 小林英造       | 上原秀明                          | 上原秀明                            | 管振宇 李少雷 柳瀬譲二                                                            | 6月4日         |
| 11                                       | 炎の挑戦ジョー!オレちゃんのバッドでホットなマスターカード!          | 加藤陽一       | 山岡実 宮田亮                     | 山岡実                              | 金子匡邦 藪本陽輔                                                                 | 6月11日        |
| 12                                       | 遊びつくすぜ、ホビーフェア!ジョーズじゃなくてもシャークにご注意!    | 永野たかひろ   | 伊藤史夫 能田健太                 | 南川達馬                            | 冨吉幸希 宇都木勇 大木比呂                                                        | 6月18日        |
| 13                                       | チョコっとお菓子な日ジョー!夢のオヤツ大作戦!                        | 鴻野貴光       | 大西景介                          | 大西景介                            | さゆみれい                                                                        | 6月25日        |
| 14                                       | ももも、も〜ゾッコン!行列の出来る人生相談ジョー!                    | 大知慶一郎     | 新井宣圭                          | 新井宣圭                            | 野口啓生 藤原彰人                                                                 | 7月2日         |
| 15                                       | ジョー空を目指せ!ジョーと、ロマンと、天空のラーメン屋               | 小林英造       | 山﨑茂                            | 嵯峨敏                              | 細川修平                                                                          | 7月9日         |
| 16                                       | ジョーダンじゃないよ!ホントにあった夢のクリーチャーワールド!        | 根元歳三       | 中川聡                            | 小野歩                              | 加野晃 牛島勇二                                                                   | 7月16日        |
| 17                                       | デュエルマスターはオレだ!ジョーVSボルツの頂ジョー決戦!              | 大知慶一郎     | 関野関十                          | 大西景介                            | さゆみれい                                                                        | 7月23日        |
| 18                                       | 夢の楽園!ジョーカーズの星にジョー陸ッショイ!                        | 永野たかひろ   | 石平信司                          | 貞光紳也                            | 服部一郎 李小雷 劉雲留 丹澤学                                                     | 7月30日        |
| 19                                       | ラーメンのジョー識を超えろ!熱闘!ラーメンサマーフェス!               | 鴻野貴光       | 南川達馬                          | 南川達馬                            | 大木比呂 冨吉幸希                                                                 | 8月6日         |
| 20                                       | 夏の三本立て劇ジョー!夏だ!ウサギだ!デッキーの災難!                  | 小林英造       | 宮田亮                            | 宮田亮                              | 栗尾昌宏                                                                          | 8月13日        |
| 21                                       | ブリンと登ジョー!オレ様がデュケシ・カスターズだ!                    | 永野たかひろ   | 大西景介 山岡実                   | 大西景介                            | さゆみれい                                                                        | 8月20日        |
| 22                                       | 怒りのボルツ!クリーチャーワールドで火のジョニー誕ジョー!?           | 加藤陽一       | 山﨑茂                            | 上野史博                            | 野口和夫                                                                          | 8月27日        |
| 23                                       | ウサギ団大炎ジョー!くり出せ!炎のメラビート・ザ・ジョニー!           | 大知慶一郎     | 中川聡                            | 小野歩                              | 加野晃 牛島勇二                                                                   | 9月3日         |
| 24                                       | 正義のヒーロー参ジョー!新たなる力!その名は『DG』                    | 小林英造       | 山岡実                            | 山岡実                              | 石川てつや                                                                        | 9月10日        |
| 25                                       | 秘密を暴け!ジョーとプリ人の非ジョーなるスクープ合戦                 | 野村祐一       | 吉村愛 伊藤史夫                   | 嵯峨敏                              | 細川修平                                                                          | 9月17日        |
| 26                                       | ウサギ団、退ジョー!?決死のおそうじ大作戦!                           | 永野たかひろ   | 関野関十                          | 関野関十                            | 野口啓生 金子匡邦                                                                 | 9月24日        |
| 27                                       | 吾輩はエライんだジョー!アイムソーリー、ヒゲ総理!                    | 鴻野貴光       | 南川達馬                          | 南川達馬                            | 冨吉幸希 柳瀬譲二                                                                 | 10月1日        |
| 28                                       | 炎と光の決戦ジョー!ボルツとダチッコの復讐大作戦!                    | 加藤陽一       | 佐々木忍 中川聡 新井宣圭 能田健太 | 大西景介                            | さゆみれい                                                                        | 10月8日        |
| 29                                       | 『DG』の衝撃!正義と友ジョーと裁きの紋章!                            | 永野たかひろ   | 新井宣圭                          | 新井宣圭                            | 藤原彰人                                                                          | 10月15日       |
| 30                                       | 目指せパリコレ!?ジョーはおしゃれのジョー級者!?                      | 大知慶一郎     | 関野関十                          | 能田健太                            | 野口和夫                                                                          | 10月22日       |
| 31                                       | うぇ〜いなヤツらに苦ジョー殺到!?ジョーのハロウィン奇想曲!           | 鴻野貴光       | 中川聡                            | 小野歩                              | 加野晃 牛島勇二                                                                   | 10月29日       |
| 32                                       | 華麗なる切札一族が総登ジョー! レジェンドで最強はオレだ!             | 永野たかひろ   | 宮田亮                            | 宮田亮                              | 石川てつや                                                                        | 11月5日        |
| 33                                       | ジョーのドラゴン争奪マッチ! 切札家史ジョー最強はダレだ!?            | 永野たかひろ   | 石郷岡範和                        | 石郷岡範和                          | 小倉典子 西田美弥子                                                               | 11月12日       |
| 34                                       | 無ジョーの裁き                                                      | 野村祐一       | 山岡実                            | 山岡実                              | 栗尾昌宏 薮本陽輔                                                                 | 11月19日       |
| 35                                       | 喫茶たきがわ、壊滅ジョー態!劇的!リフォームプロジェクト!             | 大知慶一郎     | 嵯峨敏                            | 嵯峨敏                              | 細川修平                                                                          | 11月26日       |
| 36                                       | デッキーが増えちゃった!? 地ジョー最強のデッキー決定戦!              | 鴻野貴光       | 南川達馬                          | 南川達馬                            | 冨吉幸希 柳瀬譲二                                                                 | 12月3日        |
| 37                                       | ももちゃんに異ジョー発生!?忍び寄る黒いムカデの恐怖!                 | 加藤陽一       | 大西景介                          | 大西景介                            | さゆみれい                                                                        | 12月10日       |
| 38                                       | 誕ジョー!キラのドラゴン!その名も『煌龍・サッヴァーク』!             | 加藤陽一       | 新井宣圭                          | 新井宣圭                            | 薮本陽輔 野口啓生                                                                 | 12月17日       |
| 39                                       | クリスマスに攻め落とせ!風雲サンタコロスケ城!                        | 鴻野貴光       | 石平信司                          | 能田健太                            | 野口和夫                                                                          | 12月24日       |
| 40                                       | 1000回ジョー等!ジョーとボルツの熱血デュエマ合宿!                    | 永野たかひろ   | 宮田亮 中川聡                     | 宮田亮                              | 藤原彰人                                                                          | 2018年 1月7日  |
| 41                                       | 隠し事は許さない!キラに怒りの挑戦ジョー!                            | 大知慶一郎     | 中川聡                            | 小野歩                              | 加野晃 牛島勇二                                                                   | 1月14日        |
| 42                                       | 決闘決着!正義と友ジョーの狭間で…                                    | 大知慶一郎     | 関野関十                          | 関野関十                            | 石川てつや 薮本陽輔                                                               | 1月21日        |
| ジョーのドラゴン編                       |                                                                     |                |                                   |                                     |                                                                                   |                |
| 43                                       | やっぱり欲しいんだジョー!ジョーのドラゴン伝説はじまる!              | 加藤陽一       | 吉村愛 山崎茂                     | 木村寛                              | 竹内昭 細川修平 薮本陽輔                                                          | 1月28日        |
| 44                                       | 闇夜の異ジョー事態!暗黒の本能・その名はゼーロ!                      | 加藤陽一       | 山岡実 佐々木忍 能田健太 森山博幸 | いとうのりひこ                      | 林一哉 JANG YOUNG-SUN 薮本陽輔                                                    | 2月4日         |
| 45                                       | 戦え!ぴょんこ姫!ジョー熱のバレンタインデー探検隊!                   | 永野たかひろ   | 山岡実                            | 山岡実                              | 金子匡邦                                                                          | 2月11日        |
| 46                                       | 当たりハズレのジョー下町!あたりポンの助を探し出せ!                  | 鴻野貴光       | 大西景介                          | 大西景介                            | さゆみれい                                                                        | 2月18日        |
| 47                                       | ジョー報、求む!探れ!カバまろの日ジョー!                             | 市川十億右衛門 | 石平信司                          | 西村博昭                            | 野口和夫                                                                          | 2月25日        |
| 48                                       | 白熱のシューティングバトル!戦ジョーに咲いた熱き友ジョー!            | 市川十億右衛門 | 新井宣圭                          | 新井宣圭                            | 栗尾昌宏                                                                          | 3月4日         |
| 49                                       | 掘り起こせ!ジネンジョー!ジョーとトンボの大自然デュエル!             | 永野たかひろ   | 中川聡                            | 小野歩                              | 加野晃                                                                            | 3月11日        |
| 50                                       | デッキーのケツ意!ジョーのドラゴン出産劇ジョー!                      | 大知慶一郎     | 山崎茂                            | 木村寛                              | 細川修平                                                                          | 3月18日        |
| 51                                       | つかみとれ! 未来はジョー!ジョー!レッツゴー!                         | 大知慶一郎     | 関野関十                          | 関野関十                            | 石川てつや                                                                        | 3月25日        |
| デュエル・マスターズ!                    |                                                                     |                |                                   |                                     |                                                                                   |                |
| ガイアハザード編                         |                                                                     |                |                                   |                                     |                                                                                   |                |
| 1（52）                                  | ツインパクトの衝撃!ジョーのジョーカーズ、自然文明に参ジョー!        | 加藤陽一       | 佐々木忍                          | 佐々木忍 能田健太                   | 藪本陽輔                                                                          | 4月1日         |
| 2（53）                                  | 怒りの大炎ジョー!炎と自然のケンカデュエマ!                          | 加藤陽一       | 大西景介 山岡実 佐々木忍          | 大西景介 山岡実 佐々木忍            | さゆみれい 藪本陽輔                                                               | 4月8日         |
| 3（54）                                  | ももちゃん一家とピクニック!ジョーずにお絵かきできるかな?            | 永野たかひろ   | 宮田亮                            | 宮田亮                              | 中島里恵 野口啓生 藪本陽輔                                                        | 4月15日        |
| 4（55）                                  | 狙え!商売繁ジョー!集えラーメンオールスターズ!                       | 市川十億衛門   | 石平信司                          | 伊藤史夫                            | 木村なづき 桜井このみ 南伸一郎 山本径子                                           | 4月22日        |
| 5（56）                                  | ジョーカーズで変装だ!敵か?味方か?トテント、登ジョー!                | 永野たかひろ   | 小野歩                            | 小野歩                              | 加野晃 牛島勇二                                                                   | 4月29日        |
| 6（57）                                  | 無人島、ジョー陸!生き残れ!72時間サバイバル生活!                     | 鴻野貴光       | 能田健太                          | 能田健太                            | 栗尾昌宏 中小路佳毅                                                               | 5月6日         |
| 7（58）                                  | オデコにペタン!これでなんでもオッケー牧ジョー!                      | 鴻野貴光       | 木村寛                            | 木村寛                              | 柳瀬譲二 細川修平 藪本陽輔                                                        | 5月13日        |
| 8（59）                                  | 自然文明に非ジョー事態!恐怖の黒い流れ星!                            | 大知慶一郎     | 山岡実                            | 山岡実                              | 金子匡邦                                                                          | 5月20日        |
| 9（60）                                  | 劇ジョーのスターはオレだ!壮絶なるジョーカーズ・ウォー!              | 小林英造       | 中川聡                            | 中川聡 小野歩                       | 野口啓生 吉永剛                                                                   | 5月27日        |
| 10（61）                                 | リベンジ、ジョー等!闇のムカデ、再び!                                | 永野たかひろ   | 中川聡 伊藤史夫 能田健太 佐々木忍 | 伊藤史夫                            | 石川てつや 藪本陽輔                                                               | 6月3日         |
| 11（62）                                 | ゲーセンでサーセン!ガイアハザード・ミノマル、参ジョー!              | 市川十億衛門   | 小倉宏文 関野関十                 | 小倉宏文 大西景介                   | 藪本陽輔 鰐渕和彦                                                                 | 6月10日        |
| 12（63）                                 | 闇に挑め!ミノマルの友ジョー大作戦!                                  | 大知慶一郎     | 能田健太 佐々木忍                 | 能田健太                            | 飯飼一幸 木村なづき Hwang Seongwon 藪本陽輔                                       | 6月17日        |
| 13（64）                                 | 思いよ届け!ミノマル、無ジョーの戦い!                                | 大知慶一郎     | 新井宣圭 山岡実 佐々木忍          | 新井宣圭 佐々木忍                   | 藤原彰人 藪本陽輔                                                                 | 6月24日        |
| 14（65）                                 | 名探偵、登ジョー!ジョーカーズ島デッキー殺人事件!                    | 鴻野貴光       | 小野歩                            | 小野歩                              | 牛島勇二 吉永剛                                                                   | 7月1日         |
| 15（66）                                 | ジョーも乱入!?ボルツとカブト鬼の激戦ジョー!                         | 加藤陽一       | 木村寛 佐々木忍                   | 木村寛                              | 南伸一郎 小川一郎 細川修平 藪本陽輔                                               | 7月8日         |
| 16（67）                                 | 空にぶっ放せ!ジョーと自然の頂ジョー決戦!                            | 加藤陽一       | 関野関十 山岡実                   | 山岡実                              | 栗尾昌宏 藪本陽輔                                                                 | 7月15日        |
| 17（68）                                 | 夏休み!劇ジョー版デュエルマスターズ、ついにジョー映!?               | 市川十億衛門   | 中川聡                            | 山内東生雄                          | 島崎望、野口啓生、大野勉 金子匡邦、沼田広、吉永剛 後藤孝宏、藪本陽輔、櫻井拓郎    | 7月22日        |
| 18（69）                                 | マットの上が戦ジョーだ!ジョーのプロレス観察日記!                    | 永野たかひろ   | 阿泉紫苑                          | 中川聡 大西景介                     | 野口啓生                                                                          | 8月5日         |
| 19（70）                                 | 外来クリーチャー異ジョー発生!デッキーの尻の水を抜け!                | 大知慶一郎     | 宮田亮                            | 宮田亮                              | 金子匡邦 藪本陽輔                                                                 | 8月12日        |
| 20（71）                                 | デデデーンランドにご来ジョー!ガイアハザード・でんでんの恐怖!        | 永野たかひろ   | 石平信司                          | 能田健太                            | 波風立志                                                                          | 8月19日        |
| 21（72）                                 | 自然の力で誕ジョー!ネイチャージョーカーズで大運動会!                | 鴻野貴光       | 小野歩                            | 小野歩                              | 牛島勇二 吉永剛                                                                   | 8月26日        |
| 22（73）                                 | ジョー識破りの大冒険!探せ、自然文明の大秘宝!                        | 市川十億衛門   | 木村寛 能田健太 山岡実 佐々木忍   | 安形裕篤 大西景介 能田健太 佐々木忍 | 佐藤敏明 細川修平                                                                 | 9月2日         |
| 23（74）                                 | ゲジスキーの罠を打ち破れ!ハニーQ劇ジョー開演!                       | 加藤陽一       | 中川聡 佐々木忍                   | 中川聡 佐々木忍                     | 石川てつや 藪本陽輔                                                               | 9月9日         |
| 24（75）                                 | 非ジョーのカウントダウン!5SDの恐怖!                                 | 加藤陽一       | 佐々木忍 能田健太                 | 鈴木裕輔                            | 徳田拓也 萩原省智 金海淑                                                          | 9月16日        |
| 25（76）                                 | 母への愛ジョー!振りかざせ!聖剣メシアカリバー!                       | 大知慶一郎     | 関野関十 佐々木忍                 | 大西景介 佐々木忍                   | 藤原彰人 藪本陽輔                                                                 | 9月23日        |
| 26（77）                                 | ジョーとデッキーが行く!謎の工ジョー見学!                            | 永野たかひろ   | 小倉宏文                          | 山内東生雄                          | 後藤孝宏、野口征恒 苗木優奈、小笠原憂 山内尚樹、野口啓生                          | 9月30日        |
| 27（78）                                 | ミノマルがまた来たぁ!怒りのアツアツ大浴ジョー!                      | 鴻野貴光       | 山岡実                            | 山岡実                              | 栗尾昌宏                                                                          | 10月7日        |
| 28（79）                                 | 工ジョー壊滅作戦!闇の用心棒メッサ―・シュミットを倒せ！              | 市川十億衛門   | 石平信司                          | 森田侑希                            | 野口和夫                                                                          | 10月14日       |
| 29（80）                                 | ジョー様、元気にな〜れ!めざせ!書道ジョー級者                        | 加藤陽一       | 小野歩                            | 小野歩                              | 牛島勇二 吉永剛                                                                   | 10月21日       |
| 30（81）                                 | ガイアハザード、ジョー等!キラとボルツの戦い!                        | 永野たかひろ   | 中川聡 宮田亮                     | 宮田亮                              | 金子匡邦                                                                          | 10月28日       |
| 31（82）                                 | 五感と己を越えろ!友の為の決戦ジョー!                                | 永野たかひろ   | 能田健太                          | 能田健太                            | 野口啓生 藪本陽輔                                                                 | 11月4日        |
| 32（83）                                 | これがデュエマのVR!ラストファンタジョーの冒険!                      | 鴻野貴光       | 小倉宏文                          | 鈴木裕輔                            | 萩原省智 辻浩樹 櫻井拓郎                                                          | 11月11日       |
| 33（84）                                 | これがミノマル!?怒りの最強戦士、ミノガミ参ジョー!                   | 大知慶一郎     | 山岡実 佐々木忍                   | 大西景介                            | 石川てつや 藪本陽輔                                                               | 11月18日       |
| 34（85）                                 | 運命の再会!俺はジョニーに会いたいんだジョー!                        | 市川十億衛門   | 阿泉紫苑                          | 後藤孝宏                            | 苗木優奈、平山剛士 櫻井拓郎、桜井木ノ実 澤木巳登理、後藤孝宏 小笠原憂、小田不二夫 | 11月25日       |
| 35（86）                                 | 強ジョーなジョニーを追え！ ジョーとジョニーとメッサー・シュミット！ | 鴻野貴光       | 中川聡                            | 中川聡                              | 藤原彰人                                                                          | 12月2日        |
| 36（87）                                 | 工ジョー長と決戦!メガロデストロイトを粉砕せよ!                      | 永野たかひろ   | 石平信司 佐々木忍                 | 奥野浩行 佐々木忍                   | 奥野浩行 藪本陽輔                                                                 | 12月9日        |
| 37（88）                                 | ミノガミ覚醒ジョー態!捜し出せ!自然文明のお姫様!                     | 加藤陽一       | 小野歩                            | 小野歩                              | 牛島勇二 吉永剛                                                                   | 12月16日       |
| 38（89）                                 | ガイアハザード襲来!みんなで守れ!クリスマス会ジョー!                 | 市川十億衛門   | 関野関十                          | 関野関十                            | 藪本陽輔 金子匡邦                                                                 | 12月23日       |
| 39（90）                                 | ジョラゴンの里帰り事ジョー!さぁ、デッキーの尻に帰ろう               | 大知慶一郎     | 大西景介                          | 能田健太                            | 波風立志                                                                          | 2019年 1月6日  |
| 40（91）                                 | ストップ・ザ・ミノガミ!あみ出せ!史ジョー最強の一撃!                 | 市川十億衛門   | 宮田亮                            | 宮田亮                              | 野口啓生 藤原彰人                                                                 | 1月13日        |
| 41（92）                                 | 極限ジョー態の攻防!暴走バラギアラの脅威!                            | 永野たかひろ   | 中川聡 能田健太                   | 鈴木裕輔                            | 萩原省智 辻浩樹 櫻井拓郎 清水拓磨                                                 | 1月20日        |
| 42（93）                                 | 虹の彼方に放て!友ジョーと激ジョーの戦い!                            | 永野たかひろ   | 山岡実                            | 山岡実                              | 栗尾昌宏                                                                          | 1月27日        |
| 水文明編・プロローグ（アニメオリジナル） |                                                                     |                |                                   |                                     |                                                                                   |                |
| 43（94）                                 | ジョーずにお絵かきできません!ジョーのスランプ脱出計画!              | 鴻野貴光       | 小野歩                            | 小野歩                              | 吉永剛 小野歩 霜切                                                                | 2月3日         |
| 44（95）                                 | バレンタインに下克ジョー!ジョー様イメージアップ作戦!                | 井上亜樹子     | 石平信司                          | 大西景介 高藤聡                     | 渡辺一平太 平野翔 粂田佳之 森谷春樹                                               | 2月10日        |
| 45（96）                                 | 不敵なる水の使者登ジョー!キャップvs闇の王・ゼーロ                   | 加藤陽一       | 能田健太                          | 能田健太                            | 石川てつや                                                                        | 2月17日        |
| 46（97）                                 | ジョー況不明!?敵か!?味方か!?超ガチャレンジゾーン!                   | 加藤陽一       | 石踊宏                            | 宮田亮                              | 佐藤敏明 金子匡邦                                                                 | 2月24日        |
| 47（98）                                 | 鉄ケツのジョーカーズ!メカを求めて宇宙の旅!                          | 大知慶一郎     | 大西景介                          | 大西景介                            | 波風立志                                                                          | 3月3日         |
| 48（99）                                 | 鉄ケツ、スタンバイOK!The ジョラゴン・ガンマスター、誕ジョー!        | 鴻野貴光       | 関野関十 能田健太 佐々木忍        | 鈴木裕輔                            | 野口啓生                                                                          | 3月10日        |
| 49（100）                                | キャップのマル得ジョー報!キラも超ガチャレンジ、つくらナイト!        | 市川十億衛門   | 小野歩                            | 小野歩                              | 牛島勇二 吉永剛                                                                   | 3月17日        |
| 50（101）                                | ガイアハザード、再来!?ももちゃんのドキドキ誕ジョー会!               | 永野たかひろ   | 中川聡 佐々木忍                   | 中川聡                              | 藤原彰人                                                                          | 3月24日        |
| 51（102）                                | 虹色の願い!ももちゃんのニコニコ誕ジョー会!                          | 永野たかひろ   | 佐々木忍                          | 佐々木忍                            | 藪本陽輔                                                                          | 3月31日        |
| デュエル・マスターズ!!                   |                                                                     |                |                                   |                                     |                                                                                   |                |
| 水文明編                                 |                                                                     |                |                                   |                                     |                                                                                   |                |
| 1（103）                                 | 水文明を救え!マジでガチャなキャップの事ジョー!                      | 加藤陽一       | 石踊宏                            | 石踊宏                              | 越貴文                                                                            | 4月7日         |
| 2（104）                                 | 変な研究ジョーを探れ!キャップとジョーの潜入調査!                    | 加藤陽一       | 大宙征基                          | 飯村正之                            | 西田美弥子 山﨑香 松永佳人                                                        | 4月14日        |
| 3（105）                                 | 火文明に苦ジョー殺到!ボルツ、怒りのガチャレンジ!                    | 大知慶一郎     | 大原実                            | 奥野浩行                            | 奥野浩行                                                                          | 4月21日        |
| 4（106）                                 | 人間界に参ジョー!デュエルウォーリアの正体を暴け!                    | 鴻野貴光       | 大宙征基                          | 石踊宏                              | しんぼたくろう                                                                    | 4月28日        |
| 5（107）                                 | 正義か否か!?川守田ハカセとジュニアのジョー熱!                       | 市川十億衛門   | 日巻裕二                          | 山内東生雄                          | 越貴文 加野晃                                                                     | 5月5日         |
| 6（108）                                 | 会ジョーはこちらです!メカでパーリィなお見合いパーティー!            | 井上亜樹子     | 大宙征基                          | 鈴木裕輔                            | 萩原省智 辻浩樹 櫻井拓郎                                                          | 5月12日        |
| 7（109）                                 | 怪盗ラーメンキッドを追え!ラーメン地獄村〜旅ジョー編〜               | 永野たかひろ   | 大原実                            | ふじいたかふみ                      | 松本勝次                                                                          | 5月19日        |
| 8（110）                                 | キャップの超切り札、登ジョー!?                                      | 永野たかひろ   | 大原実                            | 山内東生雄                          | 相坂ナオキ                                                                        | 5月26日        |
| 9（111）                                 | これってどういうジョー況!?カバまろ先生、教壇に立つ!                 | 鴻野貴光       | 大宙征基                          | 飯村正之                            | 夷王薪之介坊 松永佳人 山﨑香                                                      | 6月2日         |
| 10（112）                                | 水文明にぜーロ現る!?ジョーには言えないキャップの事ジョー!           | 大知慶一郎     | 石踊宏                            | 奥野浩行                            | 奥野浩行                                                                          | 6月9日         |
| 11（113）                                | ぜーロ、興奮ジョー態!闇のドラゴンオーラの恐怖!                      | 大知慶一郎     | 石踊宏                            | 菅原静貴                            | しんぼたくろう                                                                    | 6月16日        |
| 12（114）                                | まさかの妖怪事件!?大妖怪バックベアード登ジョー!?                    | 井上亜樹子     | 大宙征基                          | ふじいたかふみ                      | 越貴文                                                                            | 6月23日        |
| 13（115）                                | 問題、浮ジョー!?切札ジョーのデュエマを止めるな!                     | 市川十億衛門   | 大原実                            | 山内東生雄                          | 相坂ナオキ 松本勝次                                                               | 6月30日        |
| 14（116）                                | 釣りバカジョー等!キャップのバリアマシマシ大作戦!                    | 永野たかひろ   | 飯村正之                          | 飯村正之                            | 松永佳人 山﨑香 Kim Hyun-Gyung                                                    | 7月7日         |
| 15（117）                                | ジョー識外れのヤツらが集結!夢のデュエマグランプリ!                  | 鴻野貴光       | 佐々木忍                          | 鈴木裕輔                            | 萩原省智 鈴木裕輔 辻浩樹 櫻井拓郎                                                 | 7月14日        |
| 16（118）                                | ボルツ城暴走中!?闇の侵入者をとらえよ!                               | 加藤陽一       | 菅原静貴                          | 菅原静貴                            | 相坂ナオキ                                                                        | 7月21日        |
| 17（119）                                | おしり警察登ジョー!凶悪犯からデッキーの尻を守れ!                    | 大知慶一郎     | 大原実                            | ふじいたかふみ                      | 越貴文                                                                            | 7月28日        |
| 18（120）                                | 喧嘩上ジョー等!目指せ、超天! 大番長バトルロワイアル!                | 市川十億衛門   | 大宙征基                          | 山内東生雄                          | しんぼたくろう                                                                    | 8月4日         |
| 19（121）                                | デュエマ史ジョー初!?真夏の10本立て劇ジョー開幕!                     | 井上亜樹子     | 関野関十                          | 奥野浩行                            | 奥野浩行                                                                          | 8月11日        |
| 20（122）                                | みんなジョー出来!実はがんばってたジョーカーズ大賞!!                 | 永野たかひろ   | 石踊宏                            | 石踊宏                              | たなべようこ                                                                      | 8月18日        |
| 21（123）                                | 水文明に異ジョー発生!闇と水の危険な企み!                            | 井上亜樹子     | 西森章                            | 飯村正之                            | 松永佳人 山﨑香 Kim Hyun-Gyung                                                    | 8月25日        |
| 22（124）                                | 水文明頂ジョー決戦!恐るべきCode:1059の咆哮!                         | 井上亜樹子     | 西森章                            | 山内東生雄                          | 相坂ナオキ                                                                        | 9月1日         |
| 23（125）                                | ゼーロ、戦ジョーに立つ!ドラゴンズゼロと闇の卵!                      | 鴻野貴光       | 大原実                            | 鈴木裕輔                            | 萩原省智、鈴木裕輔 辻浩樹、櫻井拓郎 王悦春、梁世挺                                | 9月8日         |
| 24（126）                                | キャップ、落ち込みジョー態!今こそ生み出せ水ジョーカーズ!            | 加藤陽一       | 大宙征基                          | 菅原静貴                            | 越貴文                                                                            | 9月15日        |
| 25（127）                                | 目的不明!闇執事ギニョールの過ジョーなるデュエマ!                    | 加藤陽一       | 佐々木忍                          | ふじいたかふみ                      | しんぼたくろう                                                                    | 9月22日        |
| 26（128）                                | 走査線ジョーに浮かぶ影!ウラギリ者を捜し出せ!                        | 市川十億衛門   | 大原実                            | 山内東生雄                          | 松本勝次 たなべようこ                                                             | 9月29日        |
| 27（129）                                | オトナになりたきゃご来ジョー!ようこそ、夢のオトナーランドへ!        | 永野たかひろ   | 大宙征基                          | 水野知己                            | 松永佳人 山﨑香 Kim Hyun-Gyung                                                    | 10月6日        |
| 28（130）                                | 意外な組み合わせ!?キラとギリの友ジョー物語!                         | 市川十億衛門   | 西森章                            | 奥野浩行                            | 奥野浩行                                                                          | 10月13日       |
| 29（131）                                | マスター候補の修練ジョー!ゴールデンマスターズジムに入門せよ!        | 鴻野貴光       | 大原実                            | 山内東生雄                          | 相坂ナオキ                                                                        | 10月20日       |
| 30（132）                                | 兄弟げんかを止めろ!キャップとギャップの事ジョー!                    | 井上亜樹子     | 大宙征基                          | 山内東生雄                          | 越貴文                                                                            | 10月27日       |
| 31（133）                                | 異ジョーなるブラザーを止めろ!ギャップとジョーの真のデュエル!        | 永野たかひろ   | 大原実                            | 石踊宏                              | しんぼたくろう                                                                    | 11月3日        |
| 32（134）                                | 最ジョー階をめざせ!ブラザー王・TT兄弟を倒せ!                        | 永野たかひろ   | 新井宣圭                          | 石踊宏 新井宣圭                     | 松本勝次 たなべようこ                                                             | 11月10日       |
| 33（135）                                | 闇の胎動!ゼーロン、誕ジョーを阻止せよ!                              | 加藤陽一       | 大宙征基                          | 鈴木裕輔                            | 鈴木裕輔、辻浩樹 櫻井拓郎、麦冬映画 梁世挺、王悦春                                | 11月17日       |
| 34（136）                                | ラルクメシア覚醒!キラの決意と光の軍団!                              | 加藤陽一       | 大宙征基                          | 佐土原武之                          | 相坂ナオキ                                                                        | 11月24日       |
| 35（137）                                | 火文明を救え!史ジョー空前のゾンビパニック!                          | 井上亜樹子     | 西森章                            | 水野知己                            | 嵯縒能世布 松永佳人 山﨑香                                                        | 12月1日        |
| 36（138）                                | ジョー、デュエマから退ジョー!?忍び寄る、ゲジスキーの罠!             | 大知慶一郎     | 大原実                            | 山内東生雄                          | しんぼたくろう                                                                    | 12月8日        |
| 37（139）                                | 残酷な戦い!非ジョーなる親子デュエマ!                                | 大知慶一郎     | 大宙征基                          | 奥野浩行                            | 奥野浩行                                                                          | 12月15日       |
| 38（140）                                | 帰ってきた相棒!ジョニーとジョーの決闘ジョー!                        | 鴻野貴光       | 大宙征基                          | 佐土原武之                          | 越貴文                                                                            | 12月22日       |
| 39（141）                                | ジョー様の!過ジョーなくらいデュエマしたい!                          | 市川十億衛門   | 関野関十                          | ふじいたかふみ                      | 松本勝次 たなべようこ                                                             | 12月29日       |
| 40（142）                                | デュエマに登ジョー!?宇宙の破壊神（?）アルマゲドン!                  | 井上亜樹子     | 西森章                            | 山内東生雄                          | 相坂ナオキ                                                                        | 2020年 1月12日 |
| 41（143）                                | 無重力ジョー態!宇宙で遭遇!闇のヤバい襲撃者!                         | 永野たかひろ   | 大原実                            | 水野知己                            | 嵯縒能世布 山﨑香 松永佳人                                                        | 1月19日        |
| 42（144）                                | クリーチャーワールドに非ジョー事態!龍頭星雲の決闘!                  | 大知慶一郎     | 大宙征基                          | 鈴木裕輔                            | 鈴木裕輔 辻浩樹 萩原省智 櫻井拓郎                                                 | 1月26日        |
| 43（145）                                | 闇の独壇ジョー!ゼーロとジョーの最終決戦!                            | 大知慶一郎     | 大原実                            | ふじいたかふみ                      | 越貴文                                                                            | 2月2日         |
| 44（146）                                | 超緊急異ジョー事態!失われた友の記憶を取り戻せ!                      | 市川十億衛門   | 石踊宏                            | 矢野達也                            | しんぼたくろう                                                                    | 2月9日         |
| 45（147）                                | 永久に群ジョーなれ!さらばブラザー!                                  | 永野たかひろ   | 西森章                            | 佐土原武之                          | 松本勝次 たなべようこ                                                             | 2月16日        |
| 46（148）                                | ジョラゴン恋の悩み!?相手のおジョーさんはびょんこ姫!?                | 井上亜樹子     | 関野関十                          | 奥野浩行                            | 奥野浩行                                                                          | 2月23日        |
| 十王編・プロローグ（アニメオリジナル）   |                                                                     |                |                                   |                                     |                                                                                   |                |
| 47（149）                                | 新たな相棒を探せ!自然文明の大長老、登ジョー!                        | 加藤陽一       | 大宙征基                          | 山内東生雄                          | 相坂ナオキ                                                                        | 3月1日         |
| 48（150）                                | ボルツ施ジョー中!ロックなジョー前にご注意あれ!                      | 鴻野貴光       | 西森章                            | 水野知己                            | 松永佳人 山﨑香 Kim Hyun-Gyung                                                    | 3月8日         |
| 49（151）                                | 学校で頂ジョー対決!デュエマ超天決戦!                                | 市川十億衛門   | 大原実                            | ふじいたかふみ                      | 越貴文                                                                            | 3月15日        |
| 50（152）                                | 友ジョー決裂!?ジョーとキラの純ジョーなる感ジョー!                   | 井上亜樹子     | 大宙征基                          | 山内東生雄                          | しんぼたくろう                                                                    | 3月22日        |
| 51（153）                                | 正義か? 友ジョーか?運命回すぜ!超天フィーバー!                       | 井上亜樹子     | 石踊宏                            | 石踊宏                              | 松本勝次 たなべようこ                                                             | 3月29日        |

放送局
| 放送地域       | 放送局             | 放送期間                                                    | 放送日時                              | 放送系列       | 備考                        |
| -------------- | ------------------ | ----------------------------------------------------------- | ------------------------------------- | -------------- | --------------------------- |
| 関東広域圏     | テレビ東京         | 2017年4月2日 - 2020年3月29日                                | 日曜 8:30 - 9:00                      | テレビ東京系列 | 製作局                      |
| 北海道         | テレビ北海道       | 2017年4月2日 - 2020年3月29日                                | 日曜 8:30 - 9:00                      | テレビ東京系列 |                             |
| 愛知県         | テレビ愛知         | 2017年4月2日 - 2020年3月29日                                | 日曜 8:30 - 9:00                      | テレビ東京系列 |                             |
| 大阪府         | テレビ大阪         | 2017年4月2日 - 2020年3月29日                                | 日曜 8:30 - 9:00                      | テレビ東京系列 |                             |
| 岡山県・香川県 | テレビせとうち     | 2017年4月2日 - 2020年3月29日                                | 日曜 8:30 - 9:00                      | テレビ東京系列 |                             |
| 福岡県         | TVQ九州放送        | 2017年4月2日 - 2020年3月29日                                | 日曜 8:30 - 9:00                      | テレビ東京系列 |                             |
| 日本全域       | あにてれ           | 2017年4月2日 - 2020年3月29日                                | 日曜 9:00 更新                        | ネット配信     | 最新話のみ一週間            |
| 日本全域       | ニコニコチャンネル | 2017年4月2日 - 2020年3月29日                                | 日曜 9:00 更新                        | ネット配信     | 第1話常設。最新話のみ一週間 |
| 日本全域       | バンダイチャンネル | 2017年4月2日 - 2020年3月29日                                | 日曜 12:00 更新                       | ネット配信     |                             |
| 日本全域       | ニコニコ生放送     | 2017年4月2日 - 2020年3月29日                                | 日曜 20:30 - 21:00                    | ネット配信     |                             |
| 青森県         | 青森朝日放送       | 2017年4月23日 - 2020年4月19日                               | 日曜 5:15 - 5:45                      | テレビ朝日系列 | [注 16]                     |
| 宮城県         | 東日本放送         | 2017年5月21日 - 2018年4月1日 2018年4月7日 - 2020年4月18日   | 日曜 5:50 - 6:20 土曜 6:00 - 6:30     | テレビ朝日系列 | [注 16][注 17]              |
| 山形県         | テレビユー山形     | 2017年5月7日 - 2020年6月7日                                 | 日曜 5:45 - 6:15                      | TBS系列        | [注 18]                     |
| 福島県         | 福島テレビ         | 2017年4月29日 - 2020年4月11日                               | 土曜 5:30 - 6:00                      | フジテレビ系列 |                             |
| 石川県         | 北陸朝日放送       | 2017年4月15日 - 2020年4月12日                               | 日曜 5:50 - 6:20                      | テレビ朝日系列 | [注 16]                     |
| 静岡県         | 静岡第一テレビ     | 2018年4月15日 - 2020年4月12日                               | 日曜 6:30 - 7:00                      | 日本テレビ系列 |                             |
| 滋賀県         | びわ湖放送         | 2017年4月26日 - 2019年3月27日 2019年4月3日 - 2020年4月8日   | 水曜 17:15 - 17:45 水曜 17:25 - 17:55 | 独立局         |                             |
| 和歌山県       | テレビ和歌山       | 2017年5月27日 - 2020年4月25日                               | 土曜 9:00 - 9:30                      | 独立局         |                             |
| 広島県         | 広島ホームテレビ   | 2017年4月23日 - 2020年4月18日                               | 土曜 5:20 - 5:50                      | テレビ朝日系列 | [注 16]                     |
| 熊本県         | 熊本朝日放送       | 2017年4月16日 - 2018年4月15日                               | 日曜 5:50 - 6:20                      | テレビ朝日系列 | 第51話で打ち切り            |
| 日本全域       | キッズステーション | 2017年6月25日 - 2018年6月17日 2018年6月30日 - 2020年5月23日 | 日曜 6:30 - 7:00 土曜 6:30 - 7:00     | CS放送         |                             |

### デュエル・マスターズ キング
2020年4月5日から2022年8月28日まで放送されたシリーズ。同シリーズは切札ジョーを含めた切札家を主人公とする物語の最終章である。前作でナレーターの助役を演じた高木渉が続投し、本作ではキングナレーターの助役を演じる。
2020年4月5日から2021年3月28日まで『デュエル・マスターズ キング』のタイトルで放送。また、新型コロナウイルスの影響で第4話をもって放送が一時中断され、5月3日から5月24日まで第1話から第4話の再放送が行われ、第5話以降の放送は5月31日から再開された。全47話。
2021年4月4日から2022年3月27日までタイトルを『デュエル・マスターズ キング!』に改題。全43話（特別編4話と再放送4話を含めると全51話）。
2022年4月3日から8月28日までタイトルを『デュエル・マスターズ キングMAX（デュエル・マスターズ キングマックス）』に改題。この作品以降、監督は「!!」から続いてきた石踊宏から鈴木裕輔に交代し、石踊は総監督となった。最終回直前の7月31日から8月21日まで1ヶ月間放送休止となった間は再放送を実施し、特別編4と5は副音声を追加した上で行われ、そして8月28日の最終回をもって2002年10月から同作まで続いた切札家シリーズ（2006年度シリーズを除く）は幕を下ろした。全17話（再放送5話を含めると全22話）。
シリーズ通して全107話（特別編13話と再放送9話を含めると全120話）。
アニメオリジナルキャラクター
モヒ川モヒ男
声 - 桐井大介
第2話から登場。6年1組のクラスメイト。
小林（こばやし） エマ
声 - 豊田萌絵
第3話から登場（それ以前には第1期エンディングテーマ「ともだちだから」の映像で登場していた）。ジョーのクラスメイト。
メガネ
声 - 鈴木千尋
第1話から登場。アバクの部下で鬼札覇王連合の一番隊隊長を務める。
鬼札王国のデッキを使う。
デストロ伊藤（いとう）
声 - 阿部敦
第5話から登場。チェンソー連続襲撃事件の犯人で、第10話でアバクの部下だったことが判明した。
鬼札王国のデッキを使う。
門番鬼の助
声 - 堂坂晃三
第12話から登場。MOMOタウンの門番を務めており、青鬼のような姿をしている。
門番鬼次郎
声 - 福西勝也
第37話で登場。「キング・オブ・デュエマッチ」のファイナルタワーチャレンジのクイズ主催者で、赤鬼のような姿をしている。
スマイル王子
声 - 村瀬歩
第18話から登場。スマイル王国の王子。
ゴダイ
声 - 間島淳司
第25話で登場。人の心と脳を科学するメンタルデュエリスト　略して「メンタリスト」。
月光王国のデッキを使う。
カジサック
声 - カジサック
第29話で登場。YouTuberカジサックとのコラボ。
ヨメサック
声 - 土井真理
第29話で登場。カジサックの妻。
ササミ
声 - 末柄里恵
『キング!』第1話から登場。マスオ部長の部下であるガットルズのサブメンバー「プロテインズ」の一員で、紅一点を務める。
自然・光・闇の「接続」のディスペクターのデッキを使う。
アミノ
声 - 伊原正明
『キング!』第1話から登場。マスオ部長の部下であるガットルズのサブメンバー「プロテインズ」の一員。
ソイ
声 - 高木渉
『キング!』第1話から登場。マスオ部長の部下であるガットルズのサブメンバー「プロテインズ」の一員。
ブラック
声 - 保住有哉
『キング!』第24話で登場。YouTubeチャンネル「ブラックチャンネル」とのコラボで出演。
カメラちゃん
声 - 松井暁波
『キング!』第24話で登場。ブラックの相棒。
スタッフ
- 原作 - 松本しげのぶ（小学館「コロコロコミック」連載中）
- 総監督 - 石踊宏（第3期）
- 監督 - 石踊宏（第1期・第2期）、鈴木裕輔（第3期）
- 企画 - 秋本武英、林哲郎（第1期）、須磨直樹（第2期・第3期）、真木孝一郎、佐々木朗（第1期・第2期）、江藤寛之（第1期）、高澤邦仁（第2期・第3期）
- 原案協力 - コロコロコミック編集部（西手成人［第3期］、今村祐太、栗木春綱［第3期］）
- 企画協力 - 沢田雅也（第1期・第2期）、黒木健一（第1期 - 第2期中盤）、原伸吉（第2期・第3期）、川守田悠（第2期中盤 - 第3期）
- シリーズ構成 - 加藤陽一
- キャラクターデザイン・総作画監督 - 野田康行（第1期・第2期）、越貴文（第3期）
- 美術監督 - 明石聖子
- 色彩設計 - 福田由布子
- クリーチャー設計・プロップデザイン - 小川浩
- CGディレクター - 田所洋行
- 撮影監督 - 藤野祐介、河合有紀子（第1期）
- 2Dデジタルワークス - 徳丸仁志
- 編集 - 池田康隆
- 音楽 - 五十嵐”IGAO”淳一
- 音楽プロデューサー - 大隈啓良
- 音楽制作 - 小学館ミュージック&デジタル エンタテイメント
- 音響監督 - 伊藤巧
- 音響制作 - HALF H・P STUDIO
- アニメーション制作 - ブレインズ・ベース、小学館ミュージック&デジタル エンタテイメント
- アニメーションプロデューサー - 島田純一、戸倉良太
- プロデューサー - 大石淳子（テレビ東京）、松﨑友貴
- チーフプロデューサー - 長谷川友紀
- 製作 - テレビ東京、小学館集英社プロダクション

主題歌
オープニングテーマ
十王編（2020年度）
『キンキラKING!』（第1話 - 第22話）
作詩・作曲・編曲 - 前山田健一（ヒャダイン） / 歌 - はやぶさ
デュエマシリーズではやぶさが担当した最後のオープニングテーマである。
『No Rain, No Rainbow』（第23話 - 第47話）
作詞・作曲 - ヨシダタクミ（saji） /  編曲 - 藤間仁（Elements Garden）/ 歌 - 水樹奈々
王来編（2021年度）
『Updating Life』（第48話 - 第70話）
作詞 - KUBO-C、GS、P-CHO、SWAY、KAZUKI / 作曲 - Mitsu.J、KUBO-C、GS、P-CHO、SWAY、KAZUKI / 編曲 - Mitsu.J (Digz, Inc. Group) / 歌 - DOBERMAN INFINITY
『Sinners』（第71話 - 第90話）
作詞・作曲 - 咲人 / 編曲・歌 - NIGHTMARE
王来MAX編（2022年度）
『ヒストリア』（第91話 - 第107話）
作詞・作曲・編曲 - かいりきベア / 歌 - ベアードアード
エンディングテーマ
十王編（2020年度）
『ともだちだから』（第1話 - 第9話）
作詞 - 上月せれな、小田切マーク洋平 / 作曲・編曲 - 小田切マーク洋平 / 歌 - 上月せれな
『百花繚乱ココロモヨウ』（第10話 - 第22話）
作詩・作曲・編曲 - 大塚剛毅 / 歌 - WAWAWA
『スタート！』（第23話 - 第47話）
作詞・歌 - 佐々木李子 / 作曲 - ygarshy / 編曲 - Numa
CG映像での使用。
第47話ではCパート内で流されたため歌詞表示がされていない。
王来編（2021年度）
『Act』（第48話 - 第59話）
作詞 - 智 / 作曲 - 海 / 編曲・歌 - vistlip
『ROOTS』（第60話 - 第70話）
作詞 - 川島亮祐 / 作曲・編曲 - サクマリョウ / 歌 - 祭nine.
CG映像での使用。
『みんなといる世界』（第71話 - 第90話）
作詞 - 上月せれな、柿沼雅 / 作曲 - 湯原聡史 / 編曲 - 水島康貴 / 歌 - 上月せれな
第90話ではCパート内で流されたため歌詞表示がされていない。
王来MAX編（2022年度版）
『コレカラ』（第91話 - 第107話）
作詞 - 実ノ里 / 作曲・編曲 - 斎藤悠弥 / 歌 - Coeur à Coeur
CG映像での使用（ジョー（CG）は腕のみの登場）。
第107話ではCパート内で流されたため歌詞表示がされていない。
各話リスト
| 話                             | サブタイトル                                                       | 脚本                                                                                             | 絵コンテ                                                                                         | 演出                                                                                             | 作画監督                                                                                         | 放映日                      |
| デュエル・マスターズ キング    | デュエル・マスターズ キング                                        | デュエル・マスターズ キング                                                                      | デュエル・マスターズ キング                                                                      | デュエル・マスターズ キング                                                                      | デュエル・マスターズ キング                                                                      | デュエル・マスターズ キング |
| 十王編                         | 十王編                                                             | 十王編                                                                                           | 十王編                                                                                           | 十王編                                                                                           | 十王編                                                                                           | 十王編                      |
| ------------------------------ | ------------------------------------------------------------------ | ------------------------------------------------------------------------------------------------ | ------------------------------------------------------------------------------------------------ | ------------------------------------------------------------------------------------------------ | ------------------------------------------------------------------------------------------------ | --------------------------- |
| 1                              | いきなりショッキング!鬼が街に降ってきたぁ!                         | 加藤陽一                                                                                         | 石踊宏                                                                                           | 石踊宏 矢野達也                                                                                  | 越貴文                                                                                           | 2020年 4月5日               |
| 2                              | 鬼のキング登場!?キング・オブ・デュエマッチ開幕!                    | 加藤陽一                                                                                         | 大原実                                                                                           | 鈴木裕輔                                                                                         | 辻浩樹 柿畑文乃 櫻井拓郎                                                                         | 4月12日                     |
| 3                              | オレの正義がキラめキング!キラとアバクの闘いぃ!                     | 永野たかひろ                                                                                     | 大宙征基                                                                                         | 矢野達也                                                                                         | しんぼたくろう                                                                                   | 4月19日                     |
| 4                              | 詐欺にドキドキング!モモダチ探偵団出動せよぉ!                       | 小林雄次                                                                                         | 西森章                                                                                           | 池田重隆                                                                                         | 山本勝也、鈴木裕輔 辻浩樹、櫻井拓郎 ク・ジャチョン、金海淑 黃成元                                | 4月26日                     |
| 5                              | イカロソくんは弱気ング!謎のチェーンソー男に気をつけろぉ!           | 井上亜樹子                                                                                       | 大原実                                                                                           | 水野知己                                                                                         | 松永佳人 松崎一 Kim Hyun-Gyung                                                                   | 5月31日                     |
| 6                              | ポイント5倍でウキウキング!ツルの恩返し大作戦!                      | 市川十億衛門                                                                                     | 関野関十                                                                                         | 山内東生雄                                                                                       | 松本勝次 たなべようこ                                                                            | 6月7日                      |
| 7                              | ハイキングで空からドーン!変なコックとドラゴンの卵ぉ!               | 鴻野貴光                                                                                         | 西森章                                                                                           | 東亮佑                                                                                           | 青木裕子 萩原省智 櫻井拓郎                                                                       | 6月14日                     |
| 8                              | キャップ、やるキングマックス!水獅子の試練に挑めぇ!                 | 鴻野貴光                                                                                         | 大宙征基                                                                                         | ふじいたかふみ                                                                                   | 越貴文                                                                                           | 6月21日                     |
| 9                              | キングと勝負しまくり!キラのキングマスターへの道ぃ!                 | 永野たかひろ                                                                                     | 大原実                                                                                           | 佐土原武之                                                                                       | しんぼたくろう                                                                                   | 6月28日                     |
| 10                             | 女王様は強気ング!アメージングな切札を作れぇ!                       | 市川十億衛門                                                                                     | 大宙征基                                                                                         | 奥野浩行                                                                                         | 奥野浩行                                                                                         | 7月5日                      |
| 11                             | お供の3匹、嘆きング!オレたちのラーメンを手に入れろぉ!              | 井上亜樹子                                                                                       | 池田重隆                                                                                         | 池田重隆                                                                                         | 酒井KEI、櫻井拓郎 青木裕子、KU JA CHEON CHA HYUNG JUN、KU JA CHEON 孫鵬                          | 7月12日                     |
| 12                             | SOS、紙飛行キング!ナゾのMOMOタウンに潜入ぅ!                        | 小林雄次                                                                                         | 関野関十                                                                                         | 水野知己                                                                                         | 松永佳人 松崎一 Kim Hyun-Gyung                                                                   | 7月19日                     |
| 13                             | めざせゲームキング!MOMOタウン城の大魔王を倒せぇ!                   | 永野たかひろ                                                                                     | 大原実                                                                                           | 鈴木裕輔                                                                                         | 萩原省智 鈴木裕輔 辻浩樹                                                                         | 7月26日                     |
| 14                             | 不死樹のキング!ギガンディダノスの脅威ぃ!                           | 永野たかひろ                                                                                     | 大原実                                                                                           | 矢野達也                                                                                         | 越貴文                                                                                           | 8月2日                      |
| 15                             | 実力はキング級!?ももちゃんのドキドキデュエマデビュー!?             | 鴻野貴光                                                                                         | 大宙征基                                                                                         | 東亮佑                                                                                           | 臼田美夫、青木裕子 櫻井拓郎、萩原省智 王悦春                                                     | 8月9日                      |
| 16                             | 強敵ングを探せ!?めざせ、ポツンとある一軒家ぁ!                      | 市川十億衛門                                                                                     | 大原実                                                                                           | 佐土原武之                                                                                       | 松本勝次 たなべようこ                                                                            | 8月16日                     |
| 17                             | 夏の終わりのダメキング!魂ポイントをかき集めろぉ!                   | 永野たかひろ                                                                                     | 関野関十                                                                                         | 奥野浩行                                                                                         | 奥野浩行                                                                                         | 8月23日                     |
| 18                             | 鬼キングからの招待状!鬼ツヨデュエリストたちの宴ぇ!                 | 小林雄次                                                                                         | 大原実                                                                                           | 中込健人                                                                                         | しんぼたくろう                                                                                   | 8月30日                     |
| 19                             | 真のトーナメントキング決定戦!スマイル王子VS黒きデュエリストぉ!     | 小林雄次                                                                                         | 大原実                                                                                           | 鈴木裕輔                                                                                         | 鈴木裕輔、辻浩樹 萩原省智、酒井KEI はしもとかつみ                                                | 9月6日                      |
| 20                             | ショッキングビューティー現る!その名は美しきチョウキぃ!             | 井上亜樹子                                                                                       | 池田重隆                                                                                         | 池田重隆                                                                                         | 清水拓磨、青木裕子 酒井KEI、櫻井拓郎 KU JA CHEON、CHA HYUNG JUN 郭婷                             | 9月13日                     |
| 21                             | 最強格闘キング現る!その名はゴリゴリのサイキぃ!                     | 市川十億衛門                                                                                     | 大宙征基                                                                                         | 水野知己                                                                                         | 松崎一 松永佳人 林一哉                                                                           | 9月20日                     |
| 22                             | 戦場のオシオキング現る!その名は復讐のコウキぃ!                     | 鴻野貴光                                                                                         | 大原実                                                                                           | 佐土原武之                                                                                       | 相坂ナオキ                                                                                       | 9月27日                     |
| 23                             | アバクもチェッキング!黒いカードのデュエリスト、再びぃ!             | 永野たかひろ                                                                                     | 大原実                                                                                           | ふじいたかふみ                                                                                   | 松本勝次 たなべようこ                                                                            | 10月4日                     |
| 24                             | 闇キングの息子!?ゼーロジュニアの黒き企みぃ!                        | 永野たかひろ                                                                                     | 大原実                                                                                           | 奥野浩行                                                                                         | 奥野浩行                                                                                         | 10月11日                    |
| 25                             | レジェンド5、やる気ング!俺達がもしも主役になれたならぁ!            | 井上亜樹子                                                                                       | 関野関十                                                                                         | 矢野達也                                                                                         | しんぼたくろう                                                                                   | 10月18日                    |
| 26                             | 仁義なきング鬼退治!アバクとジョーの頂上決戦!                       | 鴻野貴光                                                                                         | 西森章                                                                                           | 東亮佑                                                                                           | 相坂ナオキ                                                                                       | 10月25日                    |
| 27                             | 無敗のキングはどっちだ!?鬼札アバクの隙をつけぇ!                    | 鴻野貴光                                                                                         | 西森章                                                                                           | 佐土原武之                                                                                       | 越貴文                                                                                           | 11月1日                     |
| 28                             | リベンジ再起ング!復活のチャンスを掴めぇ!                           | 小林雄次                                                                                         | 大原実                                                                                           | 秦義人                                                                                           | 加藤壮、LISHAQLEI SHIGUOPING、LIUJUN ZHUYANG、XUCHUANG                                           | 11月8日                     |
| 29                             | オニチューブのキング!?カジサックのデュエマ動画ぁ!                  | 市川十億衛門                                                                                     | 関野関十                                                                                         | 鈴木裕輔                                                                                         | 鈴木裕輔 辻浩樹 青木裕子 酒井KEI                                                                 | 11月15日                    |
| 30                             | ランキング上位から盗み出せ!強さの秘密と4つの秘宝!                  | 市川十億衛門                                                                                     | 西森章                                                                                           | 矢野達也                                                                                         | 松本勝次 たなべようこ                                                                            | 11月22日                    |
| 31                             | 必殺技メイキング!大長老の試練を乗り越えろぉ!                       | 鴻野貴光                                                                                         | 池田重隆                                                                                         | 池田重隆                                                                                         | 酒井KEI、はしもとかつみ 青木裕子、櫻井拓郎 王悦春                                                | 11月29日                    |
| 32                             | チーム切札、決起ング!切札革命を巻き起こせぇ!                       | 永野たかひろ                                                                                     | 大宙征基                                                                                         | 佐土原武之                                                                                       | しんぼたくろう                                                                                   | 12月6日                     |
| 33                             | ラブラブブッキング!ジョーとももちゃんをくっつけろぉ!               | 井上亜樹子                                                                                       | 西森章                                                                                           | 奥野浩行                                                                                         | 奥野浩行                                                                                         | 12月13日                    |
| 34                             | アンラッキーキング!?ジョーの開運大作戦!                            | 小林雄次                                                                                         | 大原実                                                                                           | ふじいたかふみ                                                                                   | 相坂ナオキ                                                                                       | 12月20日                    |
| 35                             | チームでやる気ング!鬼タワーの前哨戦!                               | 鴻野貴光                                                                                         | 大原実                                                                                           | 水野知己                                                                                         | 松崎一 林一哉 松永佳人                                                                           | 12月27日                    |
| 36                             | 運命の扉を開キング!ファイナルタワーチャレンジはじまるぅ!           | 市川十億衛門                                                                                     | 大宙征基                                                                                         | 矢野達也                                                                                         | 越貴文                                                                                           | 2021年 1月10日              |
| 37                             | 早押しキングを目指せ!正義と復讐の闘いぃ!                           | 永野たかひろ                                                                                     | 西森章                                                                                           | 佐土原武之                                                                                       | 松本勝次 たなべようこ                                                                            | 1月17日                     |
| 38                             | 暗号をナゾ解キング!アバクからの贈り物をゲットせよぉ!               | 井上亜樹子                                                                                       | 大原実                                                                                           | 鈴木裕輔                                                                                         | 鈴木裕輔 辻浩樹 青木裕子 酒井KEI                                                                 | 1月24日                     |
| 39                             | 鬼タワーへハッキング!ももタワーに潜入せよぉ!                       | 小林雄次                                                                                         | 関野関十                                                                                         | 中込健人                                                                                         | しんぼたくろう                                                                                   | 1月31日                     |
| 40                             | キャップにキョーレツ刺激ング!ファイナルタワー頂上決戦!             | 鴻野貴光                                                                                         | 池田重隆                                                                                         | 奥野浩行                                                                                         | 奥野浩行 谷本馨 平松康佑                                                                         | 2月7日                      |
| 41                             | 鬼の正義をつらぬキング!暴走キラVSゼーロジュニアぁ!                 | 市川十億衛門                                                                                     | 大原実                                                                                           | ふじいたかふみ                                                                                   | 相坂ナオキ                                                                                       | 2月14日                     |
| 42                             | 思わぬ強敵ング!?鬼コニー、怒りの大乱闘ぉ!                          | 永野たかひろ                                                                                     | 西森章                                                                                           | 鈴木裕輔                                                                                         | 鈴木裕輔 辻浩樹 青木裕子                                                                         | 2月21日                     |
| 43                             | ウォーキングゴリラ!霊長類最強をデュエマで倒せぇ!                   | 井上亜樹子                                                                                       | 大宙征基                                                                                         | 水野知己                                                                                         | 松崎一 林一哉 松永佳人                                                                           | 2月28日                     |
| 44                             | ラーメンクッキング!? マジで鬼バッドな友達対決ぅ!                   | 小林雄次                                                                                         | 関野関十                                                                                         | 秦義人                                                                                           | 姉崎早也花、服部益実 陈玉峰、杭新华 陈洁琼、黄凤 李小雷                                          | 3月7日                      |
| 45                             | 記憶ブレイキング!ボルツよ!全てを思い出せぇ!                        | 小林雄次                                                                                         | 西森章                                                                                           | 佐土原武之                                                                                       | しんぼたくろう                                                                                   | 3月14日                     |
| 46                             | キング・オブ・デュエマッチ決勝!鬼王アバクに挑めぇ!                 | 鴻野貴光                                                                                         | 大原実                                                                                           | 奥野浩行                                                                                         | 奥野浩行                                                                                         | 3月21日                     |
| 47                             | 超決戦!ジョーVSアバク!真のキングを決めようやぁ!                    | 鴻野貴光                                                                                         | 大原実                                                                                           | 大原実                                                                                           | 松本勝次 たなべようこ                                                                            | 3月28日                     |
| デュエル・マスターズ キング!   |                                                                    |                                                                                                  |                                                                                                  |                                                                                                  |                                                                                                  |                             |
| 王来編                         |                                                                    |                                                                                                  |                                                                                                  |                                                                                                  |                                                                                                  |                             |
| 1（48）                        | デュエマ4000年の歴史っ!?12枚の伝説のカードを手にいれろ!            | 加藤陽一                                                                                         | 石踊宏                                                                                           | 石踊宏                                                                                           | 相坂ナオキ                                                                                       | 4月4日                      |
| 2（49）                        | 時空を飛び越えろっ!ボルジャック・ドラゴンとスター進化!             | 永野たかひろ                                                                                     | 大宙征基                                                                                         | 鈴木祐輔                                                                                         | 鈴木祐輔 辻浩樹 宇津野奈緒美                                                                     | 4月11日                     |
| 3（50）                        | 破壊王襲来っ!ジェンドルとガットルズのたくらみ!                     | 市川十億衛門                                                                                     | 西森章                                                                                           | 佐土原武之                                                                                       | しんぼたくろう                                                                                   | 4月18日                     |
| 4（51）                        | ゼーロジュニアも参戦っ!?探し出せ! 伝説のバロム強奪戦!              | 小林雄次                                                                                         | 大原実                                                                                           | ふじいたかふみ                                                                                   | 越貴文                                                                                           | 4月25日                     |
| 5（52）                        | お化け屋敷でタイムスリップっ!伝説のカードと三種の神器!             | 井上亜樹子                                                                                       | 大原実                                                                                           | 奥野浩行                                                                                         | 奥野浩行 谷本馨 平松康佑                                                                         | 5月2日                      |
| 6（53）                        | デッキーが行方不明っ!?からの～切札家の歴史デッキ爆誕!              | 鴻野貴光                                                                                         | 関野関十                                                                                         | 佐土原武之                                                                                       | 加藤壮 たなべようこ                                                                              | 5月9日                      |
| 特別編1                        | 振り返りスペシャル!ボルシャック・モモキング誕生の瞬間!!            | 第2話「時空を飛び越えろっ! ボルジャック・ドラゴンとスター進化!」の再放送                         | 第2話「時空を飛び越えろっ! ボルジャック・ドラゴンとスター進化!」の再放送                         | 第2話「時空を飛び越えろっ! ボルジャック・ドラゴンとスター進化!」の再放送                         | 第2話「時空を飛び越えろっ! ボルジャック・ドラゴンとスター進化!」の再放送                         | 5月16日                     |
| 7（54）                        | ルッキング・フォー・ガイアール・カイザーっ!エーンド、アシガクサイ! | 井上亜樹子                                                                                       | 大原実                                                                                           | ふじいたかふみ                                                                                   | 相坂ナオキ                                                                                       | 5月23日                     |
| 8（55）                        | ガイアールを手にするのは誰だっ!?ジョーとヒミコ様と謎の魔術師!      | 井上亜樹子                                                                                       | 西森章                                                                                           | 鈴木祐輔                                                                                         | 鈴木祐輔、辻浩樹 青木裕子、酒井KEI                                                               | 5月30日                     |
| 9（56）                        | 目指せ!白凰の時代っ!ゼーロジュニアのリベンジ作戦!                  | 永野たかひろ                                                                                     | 大宙征基                                                                                         | 秦義人                                                                                           | しんぼたくろう                                                                                   | 6月6日                      |
| 10（57）                       | 激闘っ!ジョーVSジェンドル!アルカディアスを救い出せ!                | 永野たかひろ                                                                                     | 大原実                                                                                           | 江島泰男                                                                                         | 丹羽恭利 宮本武史 月面                                                                           | 6月13日                     |
| 11（58）                       | 時空がハッピッピーっ!2041年から来た男!                             | 小林雄次                                                                                         | 大宙征基                                                                                         | 奥野浩行                                                                                         | 奥野浩行 宇津野奈緒美                                                                            | 6月20日                     |
| 12（59）                       | ボルツの大逆襲っ!ガイアール・カイザーを奪還せよ!                   | 市川十億衛門                                                                                     | 西森章                                                                                           | 佐土原武之                                                                                       | 加藤壮 たなべようこ                                                                              | 6月27日                     |
| 特別編2                        | ジョーには内緒っ!極秘のミニキャラサミット開催!                     |                                                                                                  |                                                                                                  |                                                                                                  |                                                                                                  | 7月4日                      |
| 13（60）                       | 伝説の禁断迷宮っ!ドキンダムXを探し出せ!                            | 鴻野貴光                                                                                         | 大原実                                                                                           | 鈴木祐輔                                                                                         | 鈴木祐輔 橋本かつみ 辻浩樹                                                                       | 7月11日                     |
| 14（61）                       | ガットルズをだませっ!ミラダンテ救出大作戦!                         | 井上亜樹子                                                                                       | 大原実                                                                                           | ふじいたかふみ                                                                                   | 相坂ナオキ                                                                                       | 7月18日                     |
| 15（62）                       | ドキンダムの弱点を探れっ!あのデュエマウスは今…                     | 永野たかひろ                                                                                     | 大宙征基                                                                                         | 秦義人                                                                                           | しんぼたくろう                                                                                   | 7月25日                     |
| 16（63）                       | タイムスリップパニックっ!るるとジョーのパラレルデュエマ!           | 小林雄次                                                                                         | 大原実                                                                                           | ふじいたかふみ                                                                                   | 越貴文                                                                                           | 8月1日                      |
| 17（64）                       | 飢えた獣のようにっ!赤城山バサラにくらいつけ!                       | 市川十億衛門                                                                                     | 西森章                                                                                           | 奥野浩行                                                                                         | 奥野浩行 谷本馨 平松康佑                                                                         | 8月8日                      |
| 特別編3                        | 打倒ドキンダンテっ!ジョーのフライング祝勝会!                       |                                                                                                  |                                                                                                  |                                                                                                  |                                                                                                  | 8月15日                     |
| 18（65）                       | マロなモモキングっ!?逆襲の破壊王を迎え撃て!                        | 鴻野貴光                                                                                         | 大宙征基                                                                                         | 佐土原武之                                                                                       | たなべようこ 加藤壮                                                                              | 8月22日                     |
| 19（66）                       | ヒミコ様をダマせっ!モモキング奪還プロジェクト!                     | 井上亜樹子                                                                                       | 大原実                                                                                           | 秦義人                                                                                           | しんぼたくろう                                                                                   | 8月29日                     |
| 20（67）                       | アジトに乗り込めっ!アルカディアス・モモキングの反撃!               | 永野たかひろ                                                                                     | 西森章                                                                                           | 奥野浩行                                                                                         | 奥野浩行 宇津野奈緒美 平松康佑                                                                   | 9月5日                      |
| 21（68）                       | 黒のジョーカーズ誕生っ!?闇に染まった切札ジョー!                    | 小林雄次                                                                                         | 大原実                                                                                           | ふじいたかふみ                                                                                   | 相坂ナオキ                                                                                       | 9月12日                     |
| 22（69）                       | エスパー・マギの超能力っ!?驚異の未来予知デュエマ!                  | 鴻野貴光                                                                                         | 大宙征基                                                                                         | 東亮佑                                                                                           | 鈴木祐輔 辻浩樹 麦冬映画                                                                         | 9月19日                     |
| 23（70）                       | 怒りのモモリーヌっ!ロマノフファミリーの仁義なき戦い!               | 鴻野貴光                                                                                         | 大宙征基                                                                                         | 佐土原武之                                                                                       | たなべようこ 加藤壮                                                                              | 9月26日                     |
| 24（71）                       | 鬼ヤバコラボっ!欲望を叶えるブラックチャンネル!                     | 市川十億衛門                                                                                     | 関野関十                                                                                         | ふじいたかふみ                                                                                   | 越貴文                                                                                           | 10月3日                     |
| 25（72）                       | 救世主様はデッキーっ!?3枚の伝説を手に入れろ!                       | 井上亜樹子                                                                                       | 大原実                                                                                           | 奥野浩行                                                                                         | 奥野浩行、平松康佑 谷本馨、佐藤美音子                                                            | 10月10日                    |
| 26（73）                       | 救世主はダレだっ!?神帝とヘヴィ・デス・メタルをゲットせよ!          | 井上亜樹子                                                                                       | 大原実                                                                                           | 秦義人                                                                                           | しんぼたくろう                                                                                   | 10月17日                    |
| 特別編4                        | 振り返りスペシャル!モモキングダムX、禁断解放!!                     | 第21話「黒のジョーカーズ誕生っ!? 闇に染まった切札ジョー!」の再放送                               | 第21話「黒のジョーカーズ誕生っ!? 闇に染まった切札ジョー!」の再放送                               | 第21話「黒のジョーカーズ誕生っ!? 闇に染まった切札ジョー!」の再放送                               | 第21話「黒のジョーカーズ誕生っ!? 闇に染まった切札ジョー!」の再放送                               | 10月24日                    |
| 27（74）                       | 勝舞の時代にとびこめっ!伝説のボルメテウス・ホワイトドラゴン!       | 永野たかひろ                                                                                     | 西森章                                                                                           | ふじいたかふみ                                                                                   | 越貴文 小松和映 広実愛                                                                           | 10月31日                    |
| 28（75）                       | ジョーのお父さんが小学生っ!切札勝太とカツキング!                   | 永野たかひろ                                                                                     | 大宙征基                                                                                         | 鈴木祐輔                                                                                         | 橋本かつみ、辻浩樹 酒井KEI、青木裕子                                                             | 11月7日                     |
| 29（76）                       | ハイドにリベンジっ!ぶちかませ!切札家オールスターデッキ!            | 永野たかひろ                                                                                     | 関野関十                                                                                         | 秦義人                                                                                           | 相坂ナオキ 加藤壮                                                                                | 11月14日                    |
| 30（77）                       | ガットルズ全員出動っ!5文明のドラゴンを復活させよ!                  | 鴻野貴光                                                                                         | 西森章                                                                                           | 佐土原武之                                                                                       | 岩岡優子 西川真人 工藤公聖                                                                       | 11月21日                    |
| 31（78）                       | 絆と呪いっ!?暴走ハイド!衝撃の企み!                                 | 鴻野貴光                                                                                         | 西森章                                                                                           | 東亮佑                                                                                           | 鈴木祐輔、辻浩樹 青木裕子、麦冬映画                                                              | 11月28日                    |
| 32（79）                       | 囚われし12人っ!?復活の儀式を食い止めろ!                            | 小林雄次                                                                                         | 大宙征基                                                                                         | 山内東生雄                                                                                       | しんぼたくろう                                                                                   | 12月5日                     |
| 特別編5                        | 勝太の時代再びっ!?取り残されし切札勝舞っ!                          |                                                                                                  |                                                                                                  |                                                                                                  |                                                                                                  | 12月12日                    |
| 33（80）                       | 巨大ドラゴン襲来っ!モモキングと禁断の代償!                         | 井上亜樹子                                                                                       | 西森章                                                                                           | 奥野浩行                                                                                         | 奥野浩行、酒井KEI 平松康佑、佐藤美音子                                                           | 12月19日                    |
| 34（81）                       | 絆の力を信じぬけっ!未来王龍 モモキングJO誕生!                      | 井上亜樹子                                                                                       | 西森章                                                                                           | 秦義人                                                                                           | 加藤壮 相坂ナオキ                                                                                | 12月26日                    |
| 35（82）                       | 狂暴なる発想っ!?ジェンドルの逆襲!                                  | 小林雄次                                                                                         | 大宙征基                                                                                         | ふじいたかふみ                                                                                   | 小松和映 広実愛                                                                                  | 2022年 1月9日               |
| 36（83）                       | 絆で打ち勝てっ!ヴォルゼオス・バラモルドの覚醒!                     | 小林雄次                                                                                         | 大宙征基                                                                                         | 奥野浩行                                                                                         | 佐藤美音子 平松康佑 奥野浩行                                                                     | 1月16日                     |
| 特別編6                        | 振り返りスペシャル!切札家全員集合!                                 | 第29話「ハイドにリベンジっ!ぶちかませ!切札家オールスターデッキ!」の再放送                        | 第29話「ハイドにリベンジっ!ぶちかませ!切札家オールスターデッキ!」の再放送                        | 第29話「ハイドにリベンジっ!ぶちかませ!切札家オールスターデッキ!」の再放送                        | 第29話「ハイドにリベンジっ!ぶちかませ!切札家オールスターデッキ!」の再放送                        | 1月23日                     |
| 37（84）                       | 古代の5文明へ向かえっ!ももちゃんのハリキリ自然文明ツアー!          | 市川十億衛門                                                                                     | 谷口工作                                                                                         | 佐土原武之                                                                                       | しんぼたくろう                                                                                   | 1月30日                     |
| 38（85）                       | 古代光文明決戦っ!キラの正義VS天龍神アークゼオス!                   | 永野たかひろ                                                                                     | 尾上皓紀                                                                                         | 尾上皓紀                                                                                         | 谷本馨                                                                                           | 2月6日                      |
| 特別編7                        | 振り返りスペシャル!未来王龍 モモキングJO!!                         | 第34話「絆の力を信じぬけっ! 未来王龍 モモキングJO誕生」の再放送                                  | 第34話「絆の力を信じぬけっ! 未来王龍 モモキングJO誕生」の再放送                                  | 第34話「絆の力を信じぬけっ! 未来王龍 モモキングJO誕生」の再放送                                  | 第34話「絆の力を信じぬけっ! 未来王龍 モモキングJO誕生」の再放送                                  | 2月13日                     |
| 39（86）                       | 燃え上がる友情っ!?アツきボルツVS炎龍神ヴォルジャアク!              | 鴻野貴光                                                                                         | 鈴木祐輔                                                                                         | 東亮佑                                                                                           | 辻浩樹、酒井KEI 鈴木祐輔、青木裕子 Zearth Sato                                                   | 2月20日                     |
| 40（87）                       | 裏切りのガットルズっ!ジェンドル討伐大作戦!                         | 井上亜樹子                                                                                       | 大原実                                                                                           | 秦義人                                                                                           | 西川真人 加藤壮                                                                                  | 2月27日                     |
| 41（88）                       | ジョーカーズ星への帰還っ!12本の剣を引っこ抜け!                     | 小林雄次                                                                                         | 西森章                                                                                           | 奥野浩行                                                                                         | 奥野浩行、梅澤茉里、佐藤美音子                                                                   | 3月6日                      |
| 特別編8                        | ジョー様を援護しろっ!ジョーカーズたちの知られざる努力!             |                                                                                                  |                                                                                                  |                                                                                                  |                                                                                                  | 3月13日                     |
| 42（89）                       | 反撃開始っ!デッキーの秘策と未来に走るノイズ!                       | 永野たかひろ                                                                                     | 大原実                                                                                           | 佐土原武之                                                                                       | しんぼたくろう                                                                                   | 3月20日                     |
| 43（90）                       | カモン王来っ!オレたちのデュエマの未来!                             | 永野たかひろ                                                                                     | 大宙征基                                                                                         | 石踊宏                                                                                           | 広実愛、塚越怜菜 尾島ちづる、吉原嘉奈子 二瓶令暁                                                 | 3月27日                     |
| デュエル・マスターズ キングMAX |                                                                    |                                                                                                  |                                                                                                  |                                                                                                  |                                                                                                  |                             |
| 王来MAX編                      |                                                                    |                                                                                                  |                                                                                                  |                                                                                                  |                                                                                                  |                             |
| 1（91）                        | キズナの力のジョー熱デュエル! ジョーVSデッキー!                    | 加藤陽一                                                                                         | 鈴木裕輔                                                                                         | 鈴木裕輔                                                                                         | 越貴文                                                                                           | 4月3日                      |
| 2（92）                        | アバクのキケンな計画! 王来学園を復活させよ!                        | 鴻野貴光                                                                                         | 大原実                                                                                           | 奥野浩行                                                                                         | 佐藤美音子 奥野浩行 酒井KEI                                                                      | 4月10日                     |
| 3（93）                        | キズナの力がクライマックス! オレたちのスターMAX進化!               | 鴻野貴光                                                                                         | 大原実                                                                                           | 泰義人                                                                                           | じんぼたくろう 菊田薫                                                                            | 4月17日                     |
| 4（94）                        | アバクとハイドの因縁! 今、明かされる王来学園の真実!                | 小林雄次                                                                                         | 大宙征基                                                                                         | 東亮佑                                                                                           | 櫻井拓郎 辻浩樹 青木裕子 Zearth sato ユン・ブグン                                                | 4月24日                     |
| 5（95）                        | リッチになってカムバック! ウサギ団の大豪邸に潜入せよ!              | 井上亜樹子                                                                                       | 東亮佑                                                                                           | ふじいたかふみ                                                                                   | 尾島ちづる 植木優理子 二瓶令暁                                                                   | 5月1日                      |
| 特別編1                        | 振り返りスペシャル! ジョーVSデッキー、本気のデュエマ!!             | 第1話「キズナの力のジョー熱デュエル! ジョーVSデッキー!」の改題・再放送に副音声を追加した上で放送 | 第1話「キズナの力のジョー熱デュエル! ジョーVSデッキー!」の改題・再放送に副音声を追加した上で放送 | 第1話「キズナの力のジョー熱デュエル! ジョーVSデッキー!」の改題・再放送に副音声を追加した上で放送 | 第1話「キズナの力のジョー熱デュエル! ジョーVSデッキー!」の改題・再放送に副音声を追加した上で放送 | 5月8日                      |
| 6（96）                        | 6年生のビッグイベント!恐怖と友ジョーの林間学校!                    | 市川十億衛門                                                                                     | 大原実                                                                                           | 奥野浩行                                                                                         | 奥野浩行 佐藤美音子                                                                              | 5月15日                     |
| 7（97）                        | 父・勝太の帰宅!切札家、水入らずの日ジョー!                         | 永野たかひろ                                                                                     | 大宙征基                                                                                         | 泰義人                                                                                           | 西川真人 加藤壮                                                                                  | 5月22日                     |
| 8（98）                        | ドラゴンと鬼の死闘!切札勝太VS天王寺ハイド!                         | 永野たかひろ                                                                                     | 大宙征基                                                                                         | 加藤顕                                                                                           | 辻浩樹 橋本勝巳 清水拓磨 青木裕子 櫻井拓郎                                                       | 5月29日                     |
| 9（99）                        | 魂を取り戻せ!ジャオウガ復活を阻止せよ!                             | 井上亜樹子                                                                                       | 大原実                                                                                           | 佐土原武之                                                                                       | じんぼたくろう 菊田薫                                                                            | 6月5日                      |
| 10（100）                      | 王来学園の決闘!切札ジョーvs鬼札アバク!                             | 井上亜樹子                                                                                       | 大原実                                                                                           | 奥野浩行                                                                                         | 佐藤美音子 梅澤茉里 奥野浩行                                                                     | 6月12日                     |
| 11（101）                      | ドラゴンと鬼の災厄!?封印されしジョラゴンを解き放て!                | 鴻野貴光                                                                                         | 関野関十                                                                                         | ふじいたかふみ                                                                                   | 尾島ちづる 植木優理子 二瓶令暁                                                                   | 6月19日                     |
| 12（102）                      | 大自然のバイブス!生まれ変わりし、ジョラゴン!                       | 小林雄次                                                                                         | 朝日菜穂子                                                                                       | 池田重隆                                                                                         | 辻浩樹 櫻井拓郎 EverGreen Zhang Yu Huang Fang                                                    | 6月26日                     |
| 13（103）                      | 意外なる挑戦者たち!?命がけのデュエマ大運動会!                      | 市川十億衛門                                                                                     | 大宙征基                                                                                         | 泰義人                                                                                           | 岩岡優子 工藤葉瑠香 加藤壮                                                                       | 7月3日                      |
| 14（104）                      | キズナの力で突入せよ!王来学園大決戦!                               | 永野たかひろ                                                                                     | 大原実                                                                                           | 奥野浩行                                                                                         | 奥野浩行 梅澤茉里 黄佩斯 佐藤美音子                                                              | 7月10日                     |
| 15（105）                      | 鬼の血がたぎる!鬼札アバク真の望み!                                 | 井上亜樹子                                                                                       | 大原実                                                                                           | 加藤顕                                                                                           | 辻浩樹 橋本勝己 櫻井拓郎                                                                         | 7月17日                     |
| 16（106）                      | 己の全てを取り戻せ!クライマックスキズナドロー!                     | 井上亜樹子                                                                                       | 大原実                                                                                           | 佐土原武之                                                                                       | 尾島ちづる 植木優理子 二瓶令暁                                                                   | 7月24日                     |
| 特別編2                        | 振り返りスペシャル!勝太のラストデュエマ!!前編                      | 第7話「父・勝太の帰宅! 切札家、水入らずの日ジョー!」の改題・再放送                               | 第7話「父・勝太の帰宅! 切札家、水入らずの日ジョー!」の改題・再放送                               | 第7話「父・勝太の帰宅! 切札家、水入らずの日ジョー!」の改題・再放送                               | 第7話「父・勝太の帰宅! 切札家、水入らずの日ジョー!」の改題・再放送                               | 7月31日                     |
| 特別編3                        | 振り返りスペシャル!勝太のラストデュエマ!!後編                      | 第8話「ドラゴンと鬼の死闘! 切札勝太VS天王寺ハイド!」の改題・再放送                               | 第8話「ドラゴンと鬼の死闘! 切札勝太VS天王寺ハイド!」の改題・再放送                               | 第8話「ドラゴンと鬼の死闘! 切札勝太VS天王寺ハイド!」の改題・再放送                               | 第8話「ドラゴンと鬼の死闘! 切札勝太VS天王寺ハイド!」の改題・再放送                               | 8月7日                      |
| 特別編4                        | 振り返りスペシャル!ジョーとアバクの最終決戦!!前編                  | 第15話「鬼の血がたぎる! 鬼札アバク真の望み!」の改題・再放送に副音声を追加した上で放送            | 第15話「鬼の血がたぎる! 鬼札アバク真の望み!」の改題・再放送に副音声を追加した上で放送            | 第15話「鬼の血がたぎる! 鬼札アバク真の望み!」の改題・再放送に副音声を追加した上で放送            | 第15話「鬼の血がたぎる! 鬼札アバク真の望み!」の改題・再放送に副音声を追加した上で放送            | 8月14日                     |
| 特別編5                        | 振り返りスペシャル!ジョーとアバクの最終決戦!!後編                  | 第16話「己の全てを取り戻せ! クライマックスキズナドロー!」の再放送に副音声を追加した上で放送      | 第16話「己の全てを取り戻せ! クライマックスキズナドロー!」の再放送に副音声を追加した上で放送      | 第16話「己の全てを取り戻せ! クライマックスキズナドロー!」の再放送に副音声を追加した上で放送      | 第16話「己の全てを取り戻せ! クライマックスキズナドロー!」の再放送に副音声を追加した上で放送      | 8月21日                     |
| 17（107）                      | ありがとう!最後の友ジョーデュエマ!                                 | 永野たかひろ                                                                                     | 石踊宏                                                                                           | 石踊宏                                                                                           | 越貴文 加藤壮 工藤葉瑠香                                                                         | 8月28日                     |

放送局
| 放送期間                      | 放送時間           | 放送局              | 対象地域                                                   | 備考      |
| ----------------------------- | ------------------ | ------------------- | ---------------------------------------------------------- | --------- |
| 2020年4月5日 - 2021年3月28日  | 日曜 8:30 - 9:00   | テレビ東京系列全6局 | 北海道・関東広域圏・愛知県・大阪府・岡山県・香川県・福岡県 | 字幕放送  |
| 2020年4月15日 - 2021年4月7日  | 水曜 17:25 - 17:55 | びわ湖放送          | 滋賀県                                                     |           |
| 2020年4月18日 - 2021年4月17日 | 土曜 5:30 - 6:00   | 福島テレビ          | 福島県                                                     | [ 注 21 ] |
| 2020年4月19日 - 2021年4月11日 | 日曜 5:50 - 6:20   | 北陸朝日放送        | 石川県                                                     |           |
| 2020年4月19日 - 2021年4月18日 | 日曜 6:30 - 7:00   | 静岡第一テレビ      | 静岡県                                                     |           |
| 2020年4月25日 - 2021年4月17日 | 土曜 5:20 - 5:50   | 広島ホームテレビ    | 広島県                                                     | [ 注 21 ] |
|                               | 土曜 6:00 - 6:30   | 東日本放送          | 宮城県                                                     |           |
| 2020年4月26日 - 2021年4月18日 | 日曜 5:15 - 5:45   | 青森朝日放送        | 青森県                                                     | [ 注 21 ] |
| 2020年5月2日 - 2021年4月17日  | 土曜 9:00 - 9:30   | テレビ和歌山        | 和歌山県                                                   |           |
| 2020年5月30日 - 2021年5月22日 | 土曜 6:30 - 7:00   | キッズステーション  | 日本全域                                                   | CS放送    |
| 2020年6月7日 - 2021年5月16日  | 日曜 5:45 - 6:15   | テレビユー山形      | 山形県                                                     |           |

| 放送期間                      | 放送時間           | 放送局              | 対象地域                                                   | 備考                     |
| ----------------------------- | ------------------ | ------------------- | ---------------------------------------------------------- | ------------------------ |
| 2021年4月4日 - 2022年3月27日  | 日曜 8:30 - 9:00   | テレビ東京系列全6局 | 北海道・関東広域圏・愛知県・大阪府・岡山県・香川県・福岡県 | 字幕放送                 |
| 2021年4月14日 - 2022年4月6日  | 水曜 17:25 - 17:55 | びわ湖放送          | 滋賀県                                                     |                          |
| 2021年4月18日 - 2022年4月17日 | 日曜 5:50 - 6:20   | 北陸朝日放送        | 石川県                                                     |                          |
| 2021年4月24日 - 2022年4月16日 | 土曜 6:00 - 6:30   | 東日本放送          | 宮城県                                                     |                          |
|                               | 土曜 9:00 - 9:30   | テレビ和歌山        | 和歌山県                                                   |                          |
| 2021年4月25日 - 2022年4月24日 | 日曜 6:30 - 7:00   | 静岡第一テレビ      | 静岡県                                                     |                          |
| 2021年5月23日 - 2022年5月22日 | 日曜 5:45 - 6:15   | テレビユー山形      | 山形県                                                     |                          |
| 2021年5月30日 - 2022年4月24日 | 日曜 7:00 - 7:30   | キッズステーション  | 日本全域                                                   | CS放送/キングMAXは未放送 |

| 放送期間                 | 放送時間           | 放送局              | 対象地域                                                   | 備考     |
| ------------------------ | ------------------ | ------------------- | ---------------------------------------------------------- | -------- |
| 2022年4月3日 - 8月28日   | 日曜 8:30 - 9:00   | テレビ東京系列全6局 | 北海道・関東広域圏・愛知県・大阪府・岡山県・香川県・福岡県 | 字幕放送 |
| 2022年4月13日 - 9月7日   | 水曜 17:25 - 17:55 | びわ湖放送          | 滋賀県                                                     |          |
| 2022年4月23日 - 9月17日  | 土曜 6:00 - 6:30   | 東日本放送          | 宮城県                                                     |          |
|                          | 土曜 9:00 - 9:30   | テレビ和歌山        | 和歌山県                                                   |          |
| 2022年4月24日 - 9月18日  | 日曜 5:50 - 6:20   | 北陸朝日放送        | 石川県                                                     |          |
| 2022年5月1日 - 10月2日   | 日曜 6:30 - 7:00   | 静岡第一テレビ      | 静岡県                                                     |          |
| 2022年5月6日 - 9月30日   | 金曜 6:30 - 7:00   | BS12 トゥエルビ     | 日本全域                                                   | BS放送   |
| 2022年5月29日 - 10月23日 | 日曜 5:45 - 6:15   | テレビユー山形      | 山形県                                                     |          |

### デュエル・マスターズ WIN
2022年9月4日から2024年3月31日まで放送されたシリーズ。同作は2006年に放送された『新星輝デュエル・マスターズ フラッシュ』以来のシリーズ完全刷新となる。ナレーションはそれまでナレーターの助（キングナレーターの助）を担当した高木渉から『デュエル・マスターズ!』で闇の破壊神ゼオス役を担当した杉田智和に交代した。
2022年9月4日から2023年3月26日まで第1章『デュエル・マスターズ WIN』が放送。全29話（本編26話+特別編3話）。
2023年4月2日から2024年3月31日まで第2章『決闘学園編』が放送。全49話（本編43話+特別編6話。再放送3話を含めると全52話）。また、本作をもって2004年の『チャージ』開始以来20年連続で放送されたテレビアニメシリーズは終了となった。
シリーズ全体で全78話（再放送3話を含めると全81話）。
過去作との相違点
本作シリーズでは世界観が一新されており、これまで展開されてきた「切札家シリーズ」（無印からキングMAXまで）はアニメ作中では架空の物語として扱われ、漫画が発売されている（作者は本松のぶしけで、松本しげのぶのパロディ）。
アニメオリジナルキャラクター
ハリウッドザフクシャチョウ
声 - ハリウッドザコシショウ
カイザの前に現れた謎の人物。これまでに数々の会社を立て直してきたという。アニメ本編ではカイザ、続く特別編の第10話での実写パートでウィンとのデュエマを行ったが、いずれも敗北した。
キャッシュ
声 - 斉藤壮馬
ハコナ
声 - 田中美海
べべベベ
声 - 武内駿輔
アニー
声 - 京花優希
デッドマン
声 - デッドマン
『デュエチューブ』のメンバー。第27話にて登場。
イマムー軍曹
声 - イマムー軍曹
『デュエチューブ』のメンバー。第27話にて登場。
チアリ
声 - 鈴木智有
『デュエチューブ』のメンバー。第27話にて登場し、第46話・第47話では実写として登場した。
むーちゃん
声 - 山崎歩夢
『デュエチューブ』のメンバー。第27話にて登場し、第46話・第47話では実写として登場した。
シモ
声 - シモ
『シモカワチャンネル』のメンバーの一人。
カワ
声 - 大隈健太
『シモカワチャンネル』のメンバーの一人。
逆ウィン
声 - 鵜澤正太郎
逆源さん
声 - 大畑伸太郎
逆ウガタ
声 - 小林大紀
逆ボウイ
声 - 河瀬茉希
逆マズキ
声 - 松田健一郎
逆ケンドラ
声 - 福島潤
喝 叱咤（かつ しった）
声 - 阿部敦
喝 励子（かつ れいこ）
声 - 小山内怜央
叱咤の妹。
スタッフ
- 原作 - 松本しげのぶ（小学館「コロコロコミック」連載中）
- 監督 - 鈴木裕輔
- 企画 - 秋本武英、須磨直樹、真木孝一郎、藤田亮（第1話 - 第41話）、盛武源（第42話 - 第78話）
- 原案協力 - コロコロコミック編集部（西手成人、今村祐太、栗木春綱）
- 企画協力 - 原伸吉、川守田悠
- シリーズ構成 - 加藤陽一
- キャラクターデザイン・総作画監督 - 越貴文
- 美術監督 - 明石聖子、中島美枝子（第2期）
- 色彩設計 - 福田由布子
- クリーチャー設計・プロップデザイン - 小川浩
- CGディレクター - 田所洋行
- 撮影監督 - 藤野祐介
- 2Dデジタルワークス - 徳丸仁志
- 編集 - 池田康隆
- 音楽制作 - 小学館ミュージック&デジタル エンタテイメント
- 音楽 - 五十嵐“IGAO”淳一
- 音楽プロデューサー - 大隅啓良
- 音響監督 - 高寺たけし
- 音響制作 - HALF H・P STUDIO
- アニメーションプロデューサー - 島田純一（第1期）、立石知之（第2期）、戸倉良太
- アニメーション制作 - ブレインズ・ベース、小学館ミュージック&デジタル エンタテイメント
- プロデューサー - 大石淳子（テレビ東京）、松﨑友貴（第1話 - 第17話）、鈴木里奈（第1話 - 第54話）、村椿拓郎（第55話 - 第78話）
- チーフプロデューサー - 長谷川友紀
- TCGディレクター - 射場本正巳
- テクニカルアドバイザー - 押目祥樹
- 音響効果 - 古谷友二
- 音響プロデューサー - 西名武
- 音響制作担当 - 井原大輔、小野寺尚道（第2期）
- アシスタントプロデューサー - 並木智誠、島田晋之介（第44話 - 第78話）
- 製作 - テレビ東京、小学館集英社プロダクション

主題歌
オープニングテーマ
WIN編（2022年度）
『Step Up』（第1話 - 第17話）
作詞 - JUNE / 作曲 - JUNE，Ethan Augustin / 編曲 - Ethan Augustin / 歌 - ONE N' ONLY
『Limitless』（第18話 - 第29話）
作詞 - UTA，SUNNY BOY，Hongjoong kim，Mingi Song / 作曲・編曲 - UTA / 歌 - ATEEZ
K-POPアーティストがデュエマシリーズのOPを務めるのは初である。
なお、この曲は2023年3月29日公開のBillboard JAPAN Hot Animationにて1位を獲得した。
決闘学園編（2023年度）
『Winner Win!』（第30話 - 第41話）
作詞・作曲・歌 - 影山ヒロノブ / 編曲 - 寺田志保
アニメ本編最終話となる第76話では挿入歌として使用された。
『Ability』（第42話 - 第54話）
作詞 - 杉本琢弥 / 作曲 - 杉本琢弥、PETTIN PATTIN / 編曲 - PETTIN PATTIN / 歌 - AXXX1S
第42話から第44話ではイントロやサビ以外のほとんどで過去の本編映像を流用していたが、第45話以降は該当部分は全て新規映像になった他、リッパ―教授が本編よりも先に登場した。
『Believe it leap』（第55話 - 第66話）
作詞・作曲・歌 - 杉本琢弥 / 編曲 - 杉本琢弥、PETTIN PATTIN
第62話よりボウイの横にいるクリーチャーである（富轟皇 ゴルギーニ・エン・ゲルス）のシルエットが外された。
『戦いが消えた日』（第67話 - 第78話）
作詞 - 楚歌 / 作曲・編曲 - Shungo Miyairi / 歌 - SAD originals.
第75話・第76話のみ、最後の映像のウィンの対戦相手がカイザではなくヒーローウガタになっている。
エンディングテーマ
WIN編（2022年度）
『WINNING ROAD』（第1話 - 第17話）
作詞 - 上月せれな、柿沼雅美 / 作曲 - 橋本佐紀 / 編曲 - 水島康貴 / 歌 - 上月せれな
『FLY AGAIN』（第18話 - 第29話）
作詞 - 杉本琢弥、RIKE / 作曲 - 杉本琢弥、天才凡人、RIKE / 編曲 - 天才凡人 / 歌 - MONOLITH
CG映像での使用。
第28話ではCパート内で流されたため歌詞表示がされていない。
決闘学園編（2023年度）
『放課後ギュッと』（第30話 - 第41話）
作詞・作曲・編曲 - izki / 歌 - 原因は自分にある。
『BRAND NEW MOMENT』（第42話 - 第54話）
作詞 - 上月せれな、柿沼雅美 / 作曲 - ねりきり / 編曲 - ねりきり、水島康貴 / 歌 - 上月せれな
第45話より一部の映像が変更された。
『ドロー』（第55話 - 第66話）
作詞 - 一葵 / 作曲・編曲・歌 - ザアザア
CG映像での使用。
『Abyss-Over』（第67話 - 第78話）
作詞・作曲 - 烏屋茶房 / 編曲 - Powerless / 歌 - 超学生
第68話よりキャラクターの側に映るイラストの位置が調整された。
各話リスト
| 話                  | サブタイトル                            | 脚本                                  | 絵コンテ                              | 演出                                  | 作画監督                                                          | 放映日        |
| WIN編               | WIN編                                   | WIN編                                 | WIN編                                 | WIN編                                 | WIN編                                                             | WIN編         |
| ------------------- | --------------------------------------- | ------------------------------------- | ------------------------------------- | ------------------------------------- | ----------------------------------------------------------------- | ------------- |
| 1                   | 邪神復活                                | 加藤陽一                              | 鈴木裕輔                              | 鈴木裕輔                              | 奥野浩行 酒井KEI 橋本勝己 辻浩樹 谷本馨 青木裕子 佐藤美音子       | 2022年 9月4日 |
| 2                   | 親子の本気デュエマ                      | 加藤陽一                              | 大宙征基                              | 泰義人                                | じんぼたくろう 菊田薫                                             | 9月11日       |
| 3                   | D4                                      | 鴻野貴光                              | 泰義人                                | 奥野浩行                              | 佐藤美音子 浅野洋介 奥野浩行                                      | 9月18日       |
| 4                   | 結成!チバカブラ探検隊!                  | 市川十億衛門                          | 石踊宏                                | ふじいたかふみ 鈴木裕輔               | 尾島ちづる 杉本菜帆 吉原嘉奈子                                    | 9月25日       |
| 5                   | 深淵の香りを追え!                       | 井上亜樹子                            | 大宙征基                              | 加藤顕                                | 辻浩樹 はしもとかつみ 櫻井拓郎 浅野洋介 酒井KEI                   | 10月2日       |
| 6                   | ガチデュエバトル開催!                   | 永野たかひろ                          | 尾上皓紀                              | 尾上皓紀                              | 工藤葉瑠香 加藤壮                                                 | 10月9日       |
| 7                   | 暴け!やつらのイカサマを!!               | 小林雄次                              | 大原実                                | 奥野浩行                              | 奥野浩行 浅野洋介 佐藤美音子                                      | 10月16日      |
| 8                   | 踊るシラハマ大捜査線                    | 鴻野貴光                              | 石踊宏                                | 泰義人                                | じんぼたくろう 菊田薫                                             | 10月23日      |
| 9                   | プリンス・カイザ!                       | 加藤陽一                              | 大原実                                | 奥野浩行                              | 平松康佑 奥野浩行 酒井KEI                                         | 10月30日      |
| 10（特別編1）       | 激突!異世界デュエマ!!                   | 永野たかひろ                          | N/A                                   | N/A                                   | N/A                                                               | 11月6日       |
| 11                  | D4の証明                                | 市川十億衛門                          | 大宙征基                              | 泰義人                                | 二瓶令暁 尾島ちづる 吉原嘉奈子 越貴文                             | 11月13日      |
| 12                  | ボウイの決意                            | 井上亜樹子                            | 池田重隆                              | 池田重隆                              | 辻浩樹 はしもとかつみ 青木裕子 櫻井拓郎                           | 11月20日      |
| 13                  | 緊急事態!!パパリン、クビに?!            | 永野たかひろ                          | 尾上皓紀                              | 尾上皓紀                              | 加藤壮 工藤葉瑠香 越貴文                                          | 11月27日      |
| 14                  | 怒りと闇                                | 小林雄次                              | 石踊宏                                | 奥野浩行                              | 奥野浩行 平松康佑 浅野洋介 佐藤美音子                             | 12月4日       |
| 15                  | 激突!ウィンvsカイザ!                    | 小林雄次                              | 泰義人                                | 泰義人                                | じんぼたくろう 菊田薫                                             | 12月11日      |
| 16                  | デュエル･マスターを探せ!                | 鴻野貴光                              | 東亮佑                                | 加藤顕                                | 櫻井祐哉                                                          | 12月18日      |
| 17                  | キャッシュ!&ベベベベベイビー!           | 市川十億衛門                          | 大宙征基                              | ふじいたかふみ                        | 植木優理子 越貴文                                                 | 12月25日      |
| 18                  | 二人のD4                                | 永野たかひろ                          | 石踊宏                                | 奥野浩行                              | 酒井KEI 平松康佑 奥野浩行 佐藤美音子                              | 2023年 1月8日 |
| 19                  | 闇の鼓動                                | 井上亜樹子                            | 尾上皓紀                              | 尾上皓紀                              | 越貴文 加藤壮 荒井久磨                                            | 1月15日       |
| 20                  | 容疑者はX                               | 小林雄次                              | 池田重隆                              | 池田重隆                              | 辻浩樹 はしもとかつみ 青木裕子                                    | 1月22日       |
| 21                  | 復活!!邪龍ジャブラッド                  | 鴻野貴光                              | 石踊宏                                | 奥野浩行                              | 奥野浩行 平松康佑 佐藤美音子                                      | 1月29日       |
| 22（特別編2）       | 燃える青春!デュエマジ学園!!             | 永野たかひろ                          | N/A                                   | N/A                                   | N/A                                                               | 2月5日        |
| 23                  | 闇に光る眼 シノビの掟                   | 加藤陽一                              | 大原実                                | 泰義人                                | 加藤壮 越貴文                                                     | 2月12日       |
| 24                  | 崩壊!!ふたつの世界                      | 永野たかひろ                          | 大宙征基                              | 加藤顕                                | 辻浩樹 青木裕子 はしもとかつみ                                    | 2月19日       |
| 25                  | 大逆転!!決着の行方                      | 永野たかひろ                          | 東亮佑                                | 井上皓紀                              | じんぼたくろう 菊田薫                                             | 2月26日       |
| 26                  | 最強の4人                               | 井上亜樹子                            | 大原実                                | 奥野浩行                              | 奥野浩行 酒井KEI 佐藤美音子 平松康佑                              | 3月5日        |
| 27                  | 伝説の合格請負人                        | 市川十億衛門                          | 石踊宏                                | 泰義人                                | 植木優理子 羽賀大地 越貴文                                        | 3月12日       |
| 28                  | 旅立ちのウィン                          | 小林雄次                              | 尾上皓紀                              | 尾上皓紀                              | 本橋秀之                                                          | 3月19日       |
| 29（特別編3）       | シラハマの思い出 ～そして決闘学園編へ～ | 永野たかひろ                          | N/A                                   | N/A                                   | N/A                                                               | 3月26日       |
| 決闘学園編          |                                         |                                       |                                       |                                       |                                                                   |               |
| 1（30）             | 祝入学!マイハマ学園                     | 加藤陽一                              | 鈴木裕輔                              | 鈴木裕輔                              | 越貴文 加藤壮                                                     | 4月2日        |
| 2（31）             | 設立!デュエマさいこークラブ             | 井上亜樹子                            | 大宙征基                              | 奥野浩行                              | 奥野浩行 はしもとかつみ 酒井KEI 平松康佑 青木裕子 Zearth Sato     | 4月9日        |
| 3（32）             | 再戦!プリンス・カイザ                   | 鴻野貴光                              | 大原実                                | 秦義人                                | しんぼたくろう 菊田薫                                             | 4月16日       |
| 4（33）             | 誕生!ノワールアビス                     | 永野たかひろ                          | 池田重隆                              | 池田重隆                              | 辻浩樹 青木裕子 寧波麦冬映画 王梦霊 緋雪千夜                      | 4月23日       |
| 5（34）             | 危険!ファルゴの罠                       | 小林雄次                              | 東亮佑                                | 水野知己                              | 松崎一                                                            | 4月30日       |
| 特別編1             | 復習!マイハマ学園入学!!                 | 第1話「祝入学! マイハマ学園」の再放送 | 第1話「祝入学! マイハマ学園」の再放送 | 第1話「祝入学! マイハマ学園」の再放送 | 第1話「祝入学! マイハマ学園」の再放送                             | 5月7日        |
| 6（35）             | 試練!心の館                             | 市川十億衛門                          | 大宙征基                              | 奥野浩行                              | 浅野洋介 梅澤茉里 平松康佑 はしもとかつみ 奥野浩行                | 5月14日       |
| 7（36）             | 恐怖!忍び寄る悪意                       | 井上亜樹子                            | 大原実                                | ふじいたかふみ                        | 越貴文 加藤壮                                                     | 5月21日       |
| 8（37）             | 聖沌!可憐なるシノビ                     | 鴻野貴光                              | 池田重隆                              | 秦義人                                | しんぼたくろう 関田有紀子                                         | 5月28日       |
| 9（38）             | 苦悩!D4たる存在                         | 永野たかひろ                          | 大原実                                | 池田重隆                              | 越貴文 辻浩樹 青木裕子                                            | 6月4日        |
| 10（39）            | 激闘!D4争奪戦                           | 小林雄次                              | 大宙征基                              | 奥野浩行                              | 酒井KEI 平松康佑 浅野洋介 梅澤茉里 奥野浩行                       | 6月11日       |
| 11（40）            | 決意!新たなるD4                         | 市川十億衛門                          | 東亮佑                                | 水野知己                              | 松崎一 Park Gun-Ha                                                | 6月18日       |
| 12（41）            | 挑戦!文化祭ウォーズ                     | 井上亜樹子                            | 池田重隆                              | 池田重隆                              | 辻浩樹 青木裕子 Ever Green 寧波麦冬映画                           | 6月25日       |
| 13（42）            | 怪奇!メワール・メゾン                   | 永野たかひろ                          | 大原実                                | 秦義人                                | しんぼたくろう 加藤壮                                             | 7月2日        |
| 14（43）            | 戦慄!闇のお化け屋敷                     | 鴻野貴光                              | 大宙征基                              | 新井将生 湖山禎崇                     | 梶浦紳一郎                                                        | 7月9日        |
| 15（44）            | 混乱!ファルゴの暴走                     | 小林雄次                              | 大原実                                | 奥野浩行                              | 浅野洋介 梅澤茉里 平松康佑 はしもとかつみ                         | 7月16日       |
| 16（45）            | 決着!信念と絆                           | 市川十億衛門                          | 東亮佑                                | ふじいたかふみ                        | 越貴文 植木優理子 羽賀大地                                        | 7月23日       |
| 17（46）（特別編2） | 潜入!D7サミット!!                       | 実写での放送                          | 実写での放送                          | 実写での放送                          | 実写での放送                                                      | 7月30日       |
| 18（47）（特別編3） | 突撃!アニメ制作現場!!                   | 実写での放送                          | 実写での放送                          | 実写での放送                          | 実写での放送                                                      | 8月6日        |
| 19（48）            | 異端!リッパー教授                       | 永野たかひろ                          | 大原実                                | 池田重隆                              | はしもとかつみ 辻浩樹 平松康佑 青葉祾太郞 山本直子                | 8月13日       |
| 20（49）            | 追憶!心の闇                             | 井上亜樹子                            | 大宙征基                              | 飯村正之                              | 松崎一 Park Gun-Ha                                                | 8月20日       |
| 21（50）            | 登場!シモカワチャンネル                 | 永野たかひろ                          | 鈴木裕輔                              | 秦義人                                | 加藤壮 ちがさき南湖                                               | 8月27日       |
| 22（51）            | 暴走!邪神の覚醒                         | 鴻野貴光                              | 東亮佑                                | 池田重隆                              | 辻浩樹 青木裕子 はしもとかつみ                                    | 9月3日        |
| 23（52）            | 怪異!逆マイハマ学園                     | 小林雄次                              | 大原実                                | ふじいたかふみ                        | 池田竜也 ちがさき南湖 加藤壮                                      | 9月10日       |
| 24（53）            | 探索!フィールド・オブ・ウィナ           | 市川十億衛門                          | 大宙征基                              | かとうしゅうさく                      | 辻浩樹 青木裕子                                                   | 9月17日       |
| 25（54）            | 逆襲!ウィンvsイッサ                     | 市川十億衛門                          | 大原実                                | 飯村正之                              | 松崎一 Park Gun-Ha                                                | 9月24日       |
| 特別編4             | 復習!リッパー教授着任!!                 | 第19話「異端!リッパー教授」の再放送   | 第19話「異端!リッパー教授」の再放送   | 第19話「異端!リッパー教授」の再放送   | 第19話「異端!リッパー教授」の再放送                               | 10月1日       |
| 26（55）            | 開幕!デュエル・ウォーズ                 | 井上亜樹子                            | 東亮佑                                | 秦義人                                | ちがさき南湖 加藤壮                                               | 10月8日       |
| 27（56）            | 不屈!ボウイの覚悟                       | 永野たかひろ                          | 大宙征基                              | 黒田幸生                              | 越貴文 植木優理子 羽賀大地                                        | 10月15日      |
| 28（57）            | 激突!D4の野心                           | 鴻野貴光                              | 大原実                                | ふじいたかふみ                        | 越貴文 ちがさき南湖 暁 グレーン Triple A                          | 10月22日      |
| 29（58）（特別編5） | 蹂躙!復活のアビス                       | CGアニメでの放送                      | CGアニメでの放送                      | CGアニメでの放送                      | CGアニメでの放送                                                  | 10月29日      |
| 30（59）（特別編6） | 壮絶!首領の最期                         | CGアニメでの放送                      | CGアニメでの放送                      | CGアニメでの放送                      | CGアニメでの放送                                                  | 11月5日       |
| 31（60）            | 再戦!譲れぬ願い                         | 市川十億衛門                          | 大宙征基                              | 川上諒真                              | 越貴文 池田竜也 松下純子 加藤壮 グレーン radplus Studio u         | 11月12日      |
| 32（61）            | 炸裂!強き想い                           | 市川十億衛門                          | 岡本恵里香                            | かとうしゅうさく                      | 辻浩樹 はしもとかつみ 青木裕子 櫻井拓郎                           | 11月19日      |
| 33（62）            | 宿敵!それぞれの願い                     | 小林雄次                              | 鈴木裕輔                              | 飯村正之                              | 松崎一 Park Gun-Ha                                                | 11月26日      |
| 34（63）            | 終結!希望の光                           | 小林雄次                              | 髙本宣弘                              | 秦義人                                | 越貴文 尾島ちづる                                                 | 12月3日       |
| 35（64）            | 葛藤!戸惑いのカレン                     | 井上亜樹子                            | 東亮佑                                | 黒田幸生                              | ちがさき南湖 Rad plus Seven Seas 暁                               | 12月10日      |
| 36（65）            | 苦悶!考える呪縛                         | 永野たかひろ                          | 大宙征基                              | 伊藤然一郎 三ヶ尻克成                 | 辻浩樹 青木裕子 能條理行 はしもとかつみ Zearth Sato               | 12月17日      |
| 37（66）            | 聖夜!ウィンの祈り                       | 鴻野貴光                              | 関野関十                              | 與那覇優太郎 增本頌子                 | 越貴文 岩井隆弥 尾島ちづる 植木優理子                             | 12月24日      |
| 38（67）            | 掌握!闇の波動                           | 加藤陽一                              | 大原実                                | 秦義人                                | 辻浩樹 はしもとかつみ 池田竜也 加藤壮 李傑 権伍驥 王夢霊 グレーン | 2024年 1月7日 |
| 39（68）            | 不穏!大いなる危機                       | 小林雄次                              | 新井将生                              | 飯村正之                              | 松崎一 Park Gun-Ha                                                | 1月14日       |
| 40（69）            | 黄昏!歯車の誘い                         | 市川十億衛門                          | 大原実                                | 三ヶ尻克成 池田重隆                   | 辻浩樹 青木裕子 能條理行 はしもとかつみ 孫鵬 劉麗傑 朱世森 袁恒鋭 | 1月21日       |
| 41（70）            | 憤怒!暴爆の太陽                         | 井上亜樹子                            | 岡本恵理香                            | 與那霸優太郎                          | 越貴文 植木優理子 尾島ちづる 岩井隆弥                             | 1月28日       |
| 特別編7             | 復習!ウィンの深淵                       | 第38話「掌握!闇の波動」の再放送       | 第38話「掌握!闇の波動」の再放送       | 第38話「掌握!闇の波動」の再放送       | 第38話「掌握!闇の波動」の再放送                                   | 2月4日        |
| 42（71）            | 決裂!D4とカイザ                         | 永野たかひろ                          | 大宙征基                              | 佐土原武之                            | 越貴文 鸟尾 Triple A                                              | 2月11日       |
| 43（72）            | 哀切!ダイヤモンドの意志                 | 永野たかひろ                          | 東亮佑                                | 秦義人                                | 越貴文 ちがさき南湖 加藤壮                                        | 2月18日       |
| 44（73）            | 決戦!太陽と闇                           | 鴻野貴光                              | 鈴木裕輔                              | 鈴木裕輔 川上諒真                     | 越貴文 尾島ちづる 近野勝基                                        | 2月25日       |
| 45（74）            | 運命!悲しき同調                         | 鴻野貴光                              | 岡本恵理香                            | 飯村正之                              | 松崎一 Park Gun-Ha                                                | 3月3日        |
| 46（75）            | 乱心!ウガタの夢                         | 小林雄次                              | 鈴木裕輔                              | ふじいたかふみ                        | 越貴文 尾島ちづる 植木優理子 羽賀大地 岩井隆弥                    | 3月10日       |
| 47（76）            | 終極!最後のターン                       | 小林雄次                              | 鈴木裕輔                              | 鈴木裕輔 與那覇優太郎 小針翔吏        | 越貴文 岩井隆弥 尾島ちづる 羽賀大地 近野勝基                      | 3月17日       |
| 48（77）（特別編8） | 激走!超速のデスロード                   | CGアニメでの放送                      | CGアニメでの放送                      | CGアニメでの放送                      | CGアニメでの放送                                                  | 3月24日       |
| 49（78）（特別編9） | 決闘!深淵と太陽                         | CGアニメでの放送                      | CGアニメでの放送                      | CGアニメでの放送                      | CGアニメでの放送                                                  | 3月31日       |

放送局
| 放送期間                       | 放送時間           | 放送局              | 対象地域                                                   | 備考      |
| ------------------------------ | ------------------ | ------------------- | ---------------------------------------------------------- | --------- |
| 2022年9月4日 - 2023年3月26日   | 日曜 8:30 - 9:00   | テレビ東京系列全6局 | 北海道・関東広域圏・愛知県・大阪府・岡山県・香川県・福岡県 |           |
| 2022年9月14日 - 2023年4月5日   | 水曜 17:25 - 17:55 | びわ湖放送          | 滋賀県                                                     | [ 注 29 ] |
| 2022年9月24日 - 2023年4月15日  | 土曜 6:00 - 6:30   | 東日本放送          | 宮城県                                                     | [ 注 29 ] |
| 2022年9月24日 - 2023年4月8日   | 土曜 9:00 - 9:30   | テレビ和歌山        | 和歌山県                                                   |           |
| 2022年9月25日 - 2023年4月16日  | 日曜 5:50 - 6:20   | 北陸朝日放送        | 石川県                                                     | [ 注 29 ] |
| 2022年10月7日 - 2023年4月21日  | 金曜 6:30 - 7:00   | BS12 トゥエルビ     | 日本全域                                                   | BS放送    |
| 2022年10月9日 - 2023年4月30日  | 日曜 6:30 - 7:00   | 静岡第一テレビ      | 静岡県                                                     | [ 注 29 ] |
| 2022年10月30日 - 2023年5月28日 | 日曜 5:45 - 6:15   | テレビユー山形      | 山形県                                                     | [ 注 29 ] |

| 放送期間                      | 放送時間         | 放送局              | 対象地域                                                   | 備考   |
| ----------------------------- | ---------------- | ------------------- | ---------------------------------------------------------- | ------ |
| 2023年4月2日 - 2024年3月31日  | 日曜 8:30 - 9:00 | テレビ東京系列全6局 | 北海道・関東広域圏・愛知県・大阪府・岡山県・香川県・福岡県 |        |
| 2023年4月15日 - 2024年4月13日 | 土曜 9:00 - 9:30 | テレビ和歌山        | 和歌山県                                                   |        |
| 2023年4月28日 - 2024年4月19日 | 金曜 6:30 - 7:00 | BS12 トゥエルビ     | 日本全域                                                   | BS放送 |

## Webアニメ

### Duel Masters LOST
2024年10月4日から配信されているシリーズ。Web漫画サイト『週刊コロコロコミック』連載の『Duel Masters LOST』を原作とするWebアニメ。
2024年10月4日から11月29日まで第1期『Duel Masters LOST 〜追憶の水晶〜』が配信された。全4話。
2024年12月21日から2025年2月28日まで第2期『Duel Masters LOST 〜月下の死神〜』が配信された。全4話。第6話 - 第8話は2月28日の『デュエチューブ-DM公式』のライブ配信の第2部にて配信された。
2025年2月28日に配信されたライブ配信および第8話にて、第3期『Duel Masters LOST 〜忘却の太陽〜』の製作が決定したことを発表した。
このシリーズはデュエマ部分におけるカードの効果や基本的ルールとの整合性が一切考慮されない、TCG本編に詳しくない非プレイヤー層への訴求を意識したとも取れる構成となっている。
スタッフ
- 原作・ストーリー原案 - 松本しげのぶ / 作画・キャラクターデザイン原案 - 金林洋（小学館「週刊コロコロコミック」連載）
- 監督 - 福島利規
- 企画 - 益江宏典、降籏邦義、真木孝一郎、高澤邦仁
- 原作協力 - コロコロコミック編集部（西手成人、塩谷文隆、栗木春綱）
- 企画協力 - 原伸吉、川守田悠
- シリーズ構成 - 加藤陽一
- キャラクターデザイン・プロップデザイン・総作画監督 - 橋詰力
- 美術監督 - 明石聖子
- 色彩設計 - 石川恭介
- CGディレクター - 田所洋行
- 撮影監督 - 茂木智孝
- 2Dデジタルワークス - 吉垣誠
- 編集 - 山岸歩奈実
- 音楽制作 - 小学館ミュージック&デジタル エンタテイメント
- 音楽 - 坂部剛
- 音楽プロデューサー - 大隅啓良
- 音楽ディレクター - 染谷理沙、梅香扶
- 音響監督 - 高寺たけし
- 音響制作 - HALF H・P STUDIO
- 音響効果 - 古谷友二
- 音響プロデューサー - 西名武
- 音響制作担当 - 井原大輔、小野寺尚道
- アニメーション制作 - J.C.STAFF、SMDE
- アニメーションプロデューサー - 松倉友二、鄭ジウン
- プロデューサー - 村椿拓郎
- 製作 - 小学館集英社プロダクション

主題歌
オープニングテーマ
『ナラティブ』
作詞・作曲 - ユリイ・カノン / 編曲 - ユリイ・カノン、廣澤優也 / 歌 - 月詠み
第1話および第5話ではエンディングテーマとして使用。
第1期は本編の映像を使用した形式で、第2話と第3話以降で一部の映像が異なっている。
エンディングテーマ
『カンターレ』（第2話 - 第4話、第6話 - 第8話）
作詞・作曲 - ユリイ・カノン / 編曲 - ユリイ・カノン、廣澤優也
歌 - ニイカ（CV：菱川花菜）（第2話 - 第4話、第6話、第7話）、月詠み（第8話）
第1話および第5話では未使用。
各話リスト
| 話数                | 脚本                | 絵コンテ            | 演出                | 作画監督                                                                                               | 初配信日            |                     |
| 第1章『追憶の水晶』 | 第1章『追憶の水晶』 | 第1章『追憶の水晶』 | 第1章『追憶の水晶』 | 第1章『追憶の水晶』                                                                                    | 第1章『追憶の水晶』 | 第1章『追憶の水晶』 |
| ------------------- | ------------------- | ------------------- | ------------------- | --- | ------------------- | ------------------- |
| 第1話               | 加藤陽一            | 福島利規            | 海風涼              | 橋詰力 高橋みか 山下真子 鈴木彩乃 鶴元慎子 清水美友紀                                                  | 2024年 10月4日      |                     |
| 第2話               | イシノアツオ        | 高田耕一            | 前園文夫            | 橋詰力 高橋みか 山下真子 鈴木彩乃 鶴元慎子 清水美友紀 十文字 上海炫舟                                  | 10月25日            |                     |
| 第3話               | 小林雄次            | 鈴木行              | 栗井重紀            | 龍光 約拿単 鑫月 羊光                                                                                  | 11月23日            |                     |
| 第4話               | 小林雄次            | 永居慎平            | 又野弘道            | 橋詰力 高橋みか 山下真子 鶴本慎子 清水美友紀                                                           | 11月29日            |                     |
| 第2章『月下の死神』 |                     |                     |                     | |                     |                     |
| 第1話（第5話）      | イシノアツオ        | 石平信司            | 西村大樹            | 元美那 朴順玉 金志殷 趙源荷 161 陳亮 黄艶林 黄若氷 彭越 董立側 羅睿 沈陶裔 全京禹 郁慧雲 魏兩娟 李鑫源 | 12月21日            |                     |
| 第2話（第6話）      | 小山眞              | 岡本英樹            | 前園文夫            | 山下真子 鶴本慎子 Fusion Studio                                                                        | 2025年 2月28日      |                     |
| 第3話（第7話）      | 小林雄次            | 永居慎平            | 盛嶺矢              | 井上善勝 古川博之 味噌ラーメン 詹瑋 姜健                                                               | 2025年 2月28日      |                     |
| 第4話（第8話）      | イシノアツオ        | 山岡実              | 又野弘道            | 橋詰力 山下真子 鶴元慎子 清水美友紀 Fusion Studio                                                      | 2025年 2月28日      |                     |

| 放送期間                       | 放送時間             | 放送局                             | 対象地域 | 備考                |
| ------------------------------ | -------------------- | ---------------------------------- | -------- | ------------------- |
| 2024年10月4日 - 2024年11月29日 | 金曜 20:00（不定期） | YouTube                            | 日本全域 | 第3話のみ土曜 20:00 |
| 2024年10月8日 - 2024年12月3日  | 火曜 12:00（不定期） | U-NEXTをはじめとする各種配信サイト | 日本全域 |                     |
|                                | 火曜 21:00（不定期） | ABEMA                              | 日本全域 | 1週間限定配信       |

| 放送期間       | 放送時間             | 放送局                             | 対象地域 | 備考          |
| -------------- | -------------------- | ---------------------------------- | -------- | ------------- |
| 2024年12月21日 | 土曜 20:00           | YouTube                            | 日本全域 |               |
| 2024年12月24日 | 火曜 12:00           | U-NEXTをはじめとする各種配信サイト | 日本全域 |               |
|                | 火曜 21:00（不定期） | ABEMA                              | 日本全域 | 1週間限定配信 |

| 放送期間      | 放送時間           | 放送局                             | 対象地域 | 備考 |
| ------------- | ------------------ | ---------------------------------- | -------- | ---- |
| 2025年2月28日 | 金曜 21:30 - 23:00 | YouTube                            | 日本全域 |      |
| 2025年3月4日  | 火曜 12:00         | U-NEXTをはじめとする各種配信サイト | 日本全域 |      |
|               | 火曜 21:00         | ABEMA                              | 日本全域 |      |

### ドラゴン娘になりたくないっ!
2023年10月27日よりYouTube専用チャンネルにて配信中のシリーズで、イラストレーター・さいとうなおきによって擬人化されたデュエル・マスターズのクリーチャー「ドラゴン娘」達をメインキャラクターにした学園コメディアニメ。企画制作はPlott。
キャラクター
流星 アーシュ（ながれぼし アーシュ）
声 - 逢田梨香子
本作の主人公。周囲から完璧な高嶺の花と羨望されているが、実際はコミュ障で人見知りが激しい。
友達を沢山作って明るくにぎやかなJKライフを夢見ていたが、ひょんなことから、学校を守る『ドラ娘生徒会』での生徒会長として学園を守る使命を授る破目になる。
モデルは、流星のガイアッシュ・カイザー。
真久間 メガ（まぐま メガ）
声 - 荻野佳奈
『ドラ娘生徒会』では、副会長を自称している。
常にマイペースで突拍子のない行動に走っては危険な目に遭う為、ギャイからは常に心配されている。
モデルは、メガ・マグマ・ドラゴン。
地封院 ギャイ（ちふういん ギャイ）
声 - 宮古風佳
『ドラ娘生徒会』庶務担当。
メガの幼馴染。自由奔放なメガとは反対にしっかり者で、常に彼女の暴走を制止している。
親の都合で関西に移住した影響で関西弁を話す。
モデルは、地封龍ギャイア。
熊田 すず（くまだ すず）
声 - 葵あずさ
『ドラ娘生徒会』会計担当。
頭脳明晰で天才肌。気が強くて誰に対しても生意気な態度で接する。
実は低身長であることを気にしており、密かに長身のゼオスに嫉妬している。
モデルは、悪魔龍ダークマスターズ。
サーヴァ・K・ゼオス
声 - 城戸まどか
『ドラ娘生徒会』書記担当。
外国人留学生。長身と褐色肌が特徴。
明るく人懐っこい性格で寛容な一方、怒ると喧嘩っ早さと凶暴な性格がにじみ出てしまう。
片言の日本語で話しており、いざという時に使う励ましの言葉を間違えることがある。
モデルは、煌龍サッヴァーク。

## 劇場アニメ

### デュエル・マスターズ 闇の城の魔龍凰
劇場アニメ第1作『劇場版デュエル・マスターズ 闇の城の魔龍凰』（- カース・オブ・ザ・デスフェニックス）は、2005年3月12日に東宝系にて公開。同時上映は『ロックマンエグゼ 光と闇の遺産』。『ロックマンエグゼ』から光熱斗（声 - 比嘉久美子）と桜井メイル（声 - 水橋かおり）がゲスト出演していた。映画オリジナルシナリオで、キャラクターなどは『チャージ』を基にしているが、『チャージ』のストーリーに入れられるのかは不明であった。興行収入は9億8000万円を記録した。
映画オリジナルキャラクター
オルフェ
声 - 虻川美穂子（北陽）
エレクトラの弟。暗い地下に長くいて、父親に失望し怒りに囚われていたが、勝舞とのデュエルを通じて目を覚ます。切り札は「神滅竜騎ガルザーク」「暗黒王デス・フェニックス」。
エレクトラ
声 - 伊藤さおり（北陽）
オルフェの姉。オルフェと共に世界を闇に包もうとしていたが、白凰とのデュエルで目を覚ます。
アガメムノン
声 - 玄田哲章
オルフェとエレクトラの父。子供達を守るためガルザークを封印し、命を落とす。切札勝利とは親友で、死ぬ前に勝利に遺言と「龍炎鳳エターナル・フェニックス」を残していた。

スタッフ
- 監督・絵コンテ - 鈴木輪流郎
- 脚本 - 西園悟
- キャラクターデザイン - 平岡正幸
- アニメーション制作 - スタジオ雲雀

### デュエル・マスターズ 黒月の神帝
劇場アニメ第2作『劇場版デュエル・マスターズ 黒月の神帝』（- ルナティック・ゴッド・サーガ）は、2009年9月19日に東宝系で公開。同時上映は『劇場版ペンギンの問題 幸せの青い鳥でごペンなさい』。映画タイトルは『月刊コロコロコミック』5月号で発表され、予告編では勝舞が木下ベッカムと共演。ミカドの部下の1人が『クロス』58話・59話に登場しており、はっきりとはしていないが、テレビシリーズとのリンクが見られる。
初日2日間で19万9433人を動員し興行収入は1億9626万円となり、シルバーウイークの5日間（-23日まで）で44万人を動員し興行収入は4億4500万円を記録し、2009年9月19日から20日の映画観客動員ランキング（興行通信社調べ）で『20世紀少年-最終章-ぼくらの旗』を抑え映画興行成績1位を獲得している。また、雑誌ぴあ調査による9月18日から19日公開の映画満足度ランキングでも『正義のゆくえ I.C.E.特別捜査官』を抑え1位に輝いている。最終興行収入は7億1000万円となった。
映画オリジナルキャラクター
神月 ミカド（かみづき ミカド）
声 - 櫻井孝宏
4体神を操るデュエリスト。全てのデュエリストに恨みを持つ。
神月 ルナ（かみづき ルナ）
声 - 平野綾
ミカドの妹。闇のドラゴンと共に勝舞に近づく。

スタッフ
- 総監督 - 鈴木輪流郎
- 監督・絵コンテ - 服部恵大
- 脚本 - 藤田伸三、西森英行
- 演出 - 藤原智樹、佐藤明登
- キャラクター・アートデザイン - 平岡正幸、掛流夏巳
- 撮影監督 - 八木昌彦
- 音響監督 - 山田知明
- 音楽 - 五十嵐"IGAO"淳一
- エグゼクティブプロデューサー - 佐上靖之、中沢利洋
- アニメーションプロデューサー - 上野勲
- プロデューサー - 神宮字真
- 3DCGアニメーション制作 - 小学館ミュージック&デジタル エンタテイメント
- 制作 - 小学館集英社プロダクション
- 製作 - 2009 劇場版『デュエル・マスターズ』製作委員会（小学館、タカラトミー、三井物産、東宝、テレビ東京、電通、キッズステーション、小学館集英社プロダクション）

### デュエル・マスターズ 炎のキズナXX!!
劇場アニメ第3作『劇場版デュエル・マスターズ 炎のキズナXX!!』（- ダブルクロス）は、2010年8月21日に東宝系で公開。2009年9月に劇場公開された『劇場版デュエル・マスターズ 黒月の神帝』の後日談となる作品。同時上映は『劇場版メタルファイト ベイブレードVS太陽 灼熱の侵略者ソルブレイズ』。来場者特典は『爆竜ストームXX＜天地爆裂＞』カード。
全国216スクリーンで公開され、2010年8月21、22日の初日2日間で興収1億1969万4900円、動員は11万7418人になり映画観客動員ランキング（興行通信社調べ）で初登場第5位となった。
前2作とは異なり、勝舞達がクリーチャーの存在する異世界で冒険を繰り広げる内容となっており、デュエルをするシーンはあっても勝敗が決するシーンは無かった。
映画オリジナルキャラクター
レッピ・アイニー
声 - 福圓美里
勝舞に助けを求めてきたファイアーバード。ストームXXの親友。
爆竜ストームXX（ばくりゅうストームダブルクロス）
声 - 大西健晴
火文明の切り札だが、ボロボロにやられて自信をなくしていた。コロコロコミックが大好き。
殲滅の覚醒者 ディアボロスΖ（せんめつのかくせいしゃディアボロスΖ）
声 - たてかべ和也
闇文明のボス。
スタッフ
- 監督 - 服部恵大
- 原作 - 松本しげのぶ
- 脚本 - 日高勝郎

## タイアップ
ミスタードーナツ
2014年に、『勝太のカレーパン』が発売された。
ひたちなか海浜鉄道
2014年に、本作のラッピングを施した「勝太駅発！熱血デュエマ列車!!」（キハ3710形を使用）の運行や、1日限定で勝田駅を切札勝太にちなんだ「勝太駅」に改称するなどのイベントを実施。